# Telegrama

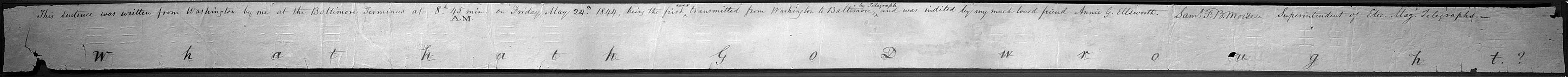
Este telegrama fue enviado el 24 de mayo de 1844 por Samuel Morse desde Washington a Baltimore. El texto del telegrama es What hath God wrought? (¿Qué nos ha deparado Dios?) (imagen grande).

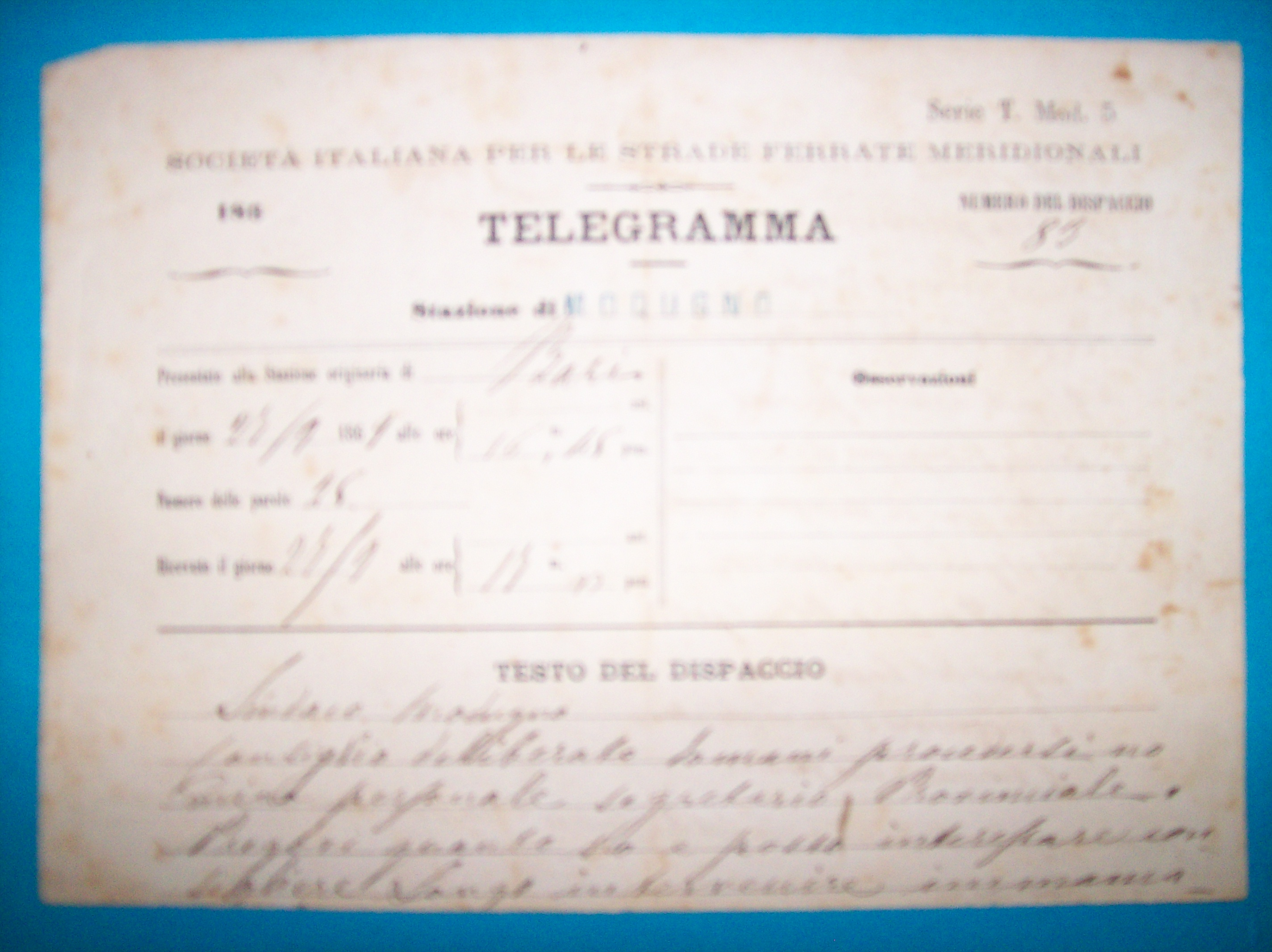
Primer telegrama italiano de 1869 de Bari a Modugno.

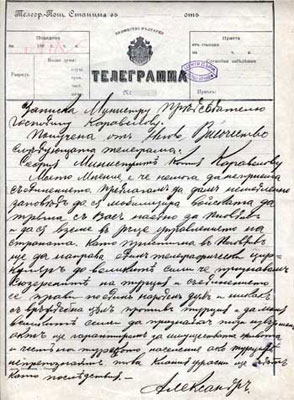
Bulgaria: Telegrama del príncipe Alejandro I para unirse a Rumelia Oriental (1885).

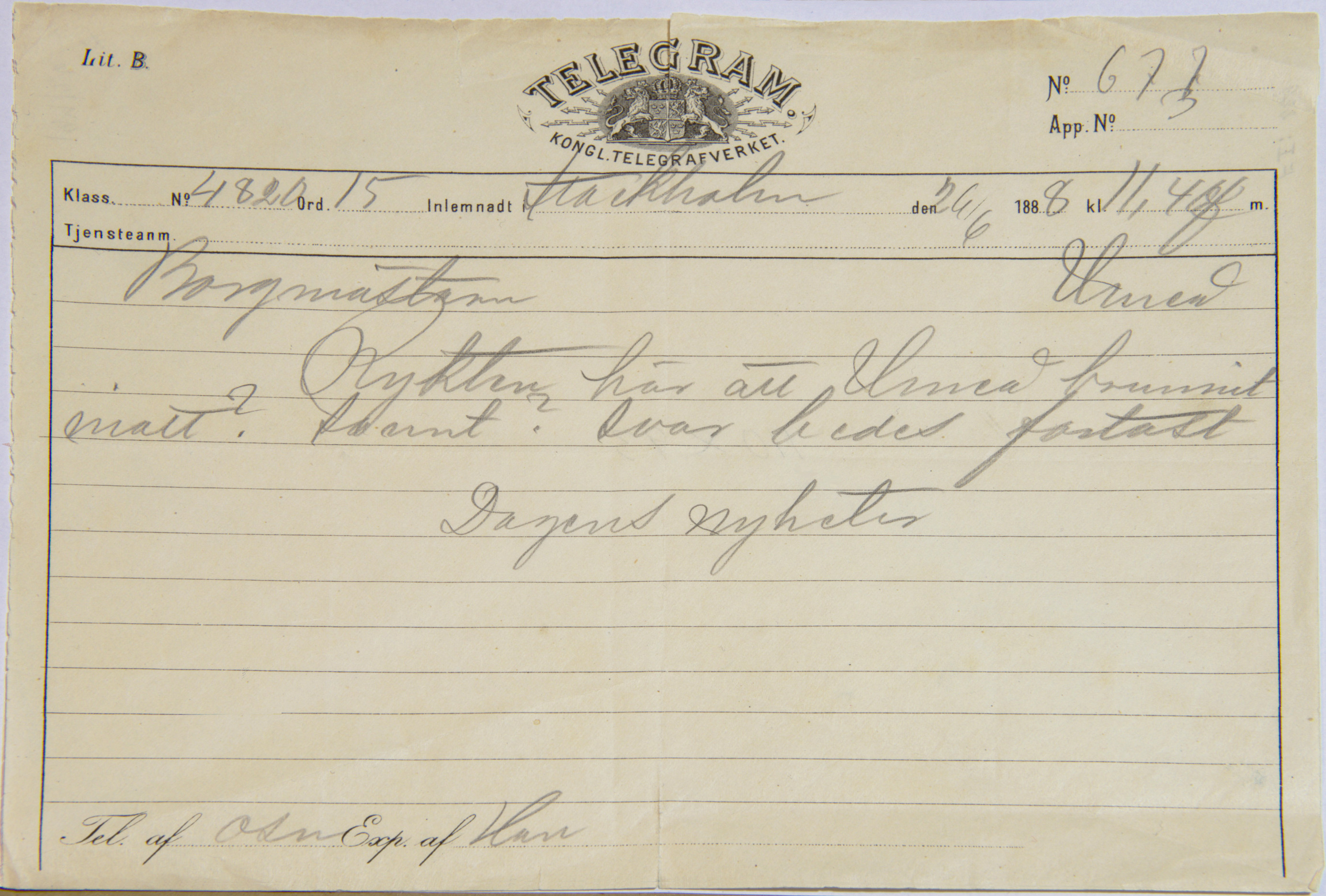
Telegrama de Dagens Nyheter al alcalde de Umeå el 26 de junio de 1888 "¿Se rumorea aquí que Umeå ardió anoche? ¿Es cierto? Conteste, por favor, lo antes posible".

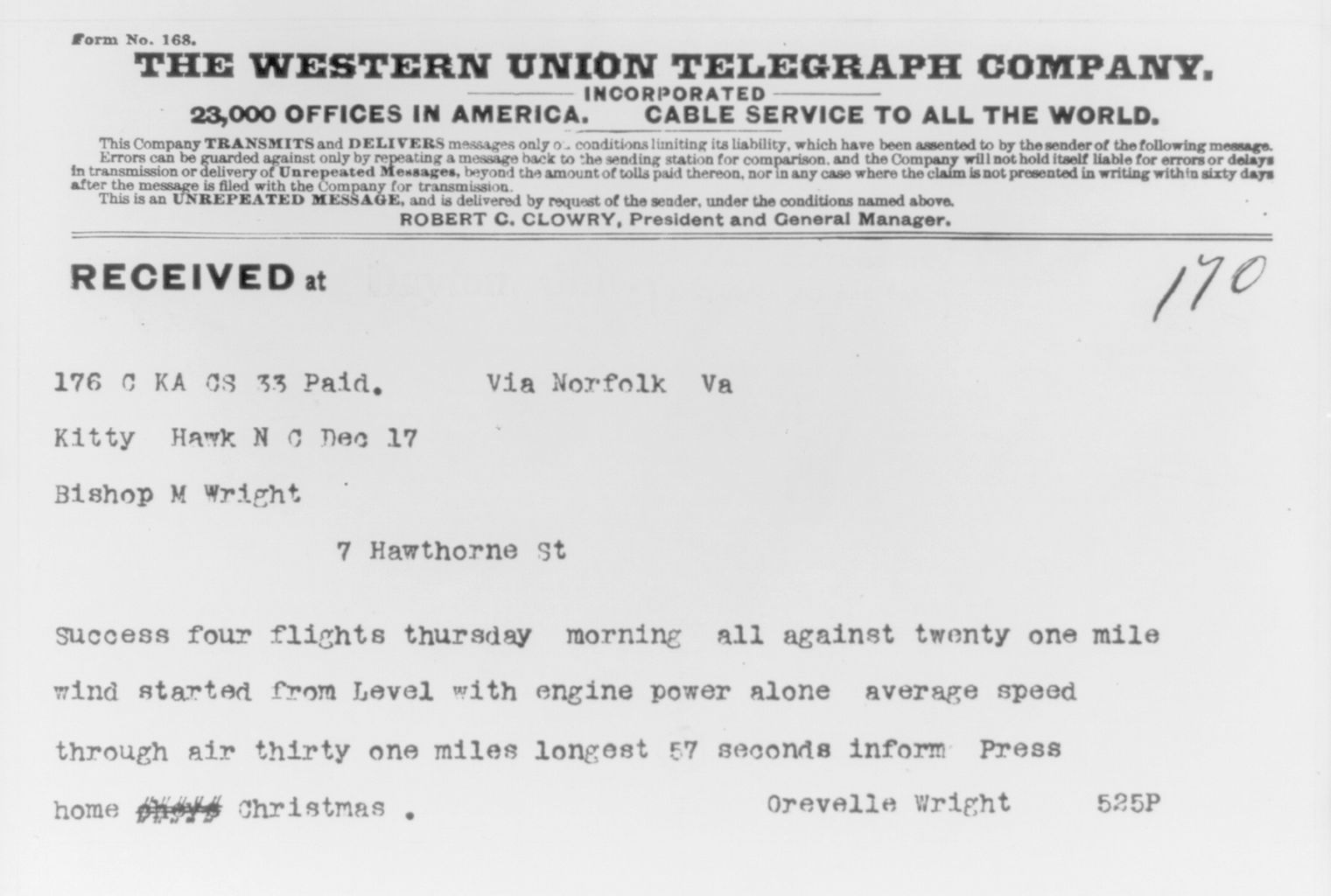
Telegrama enviado por Orville Wright en diciembre de 1903, en el que se describe el primer vuelo con éxito de un avión.

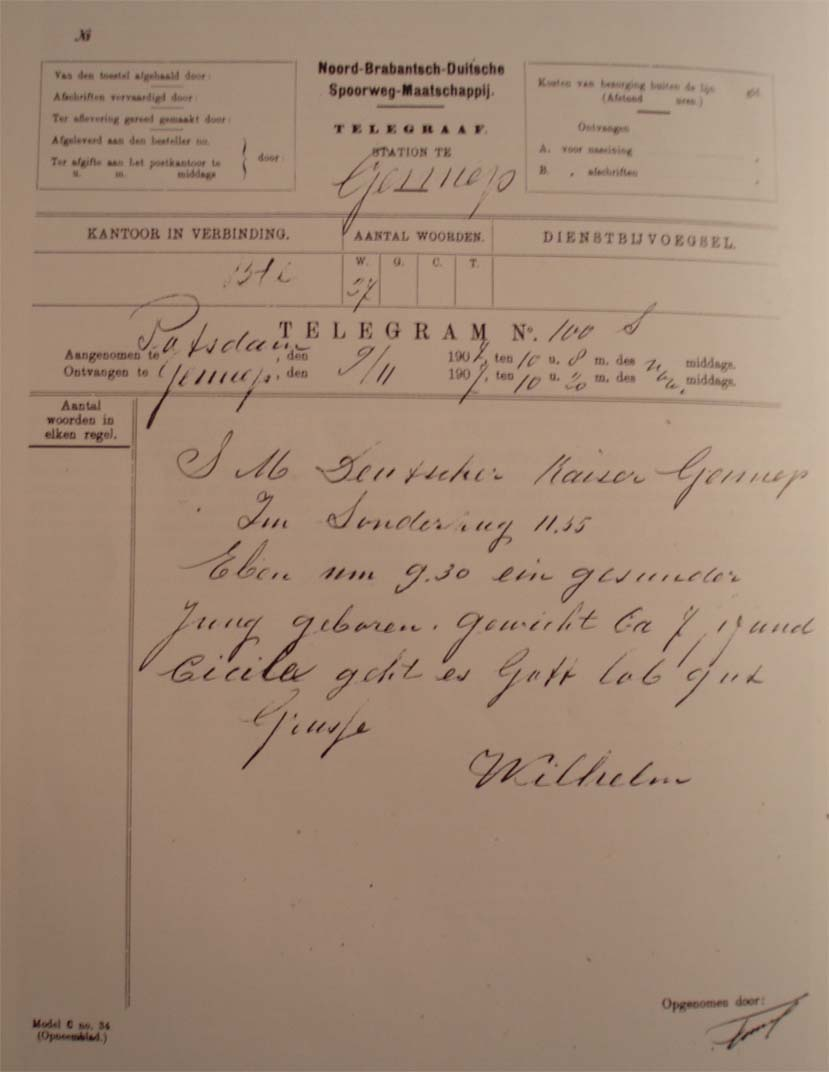
Guillermo II recibe un telegrama en la Estación Gennep en 1907 en el que se le comunica el nacimiento de su nieto.

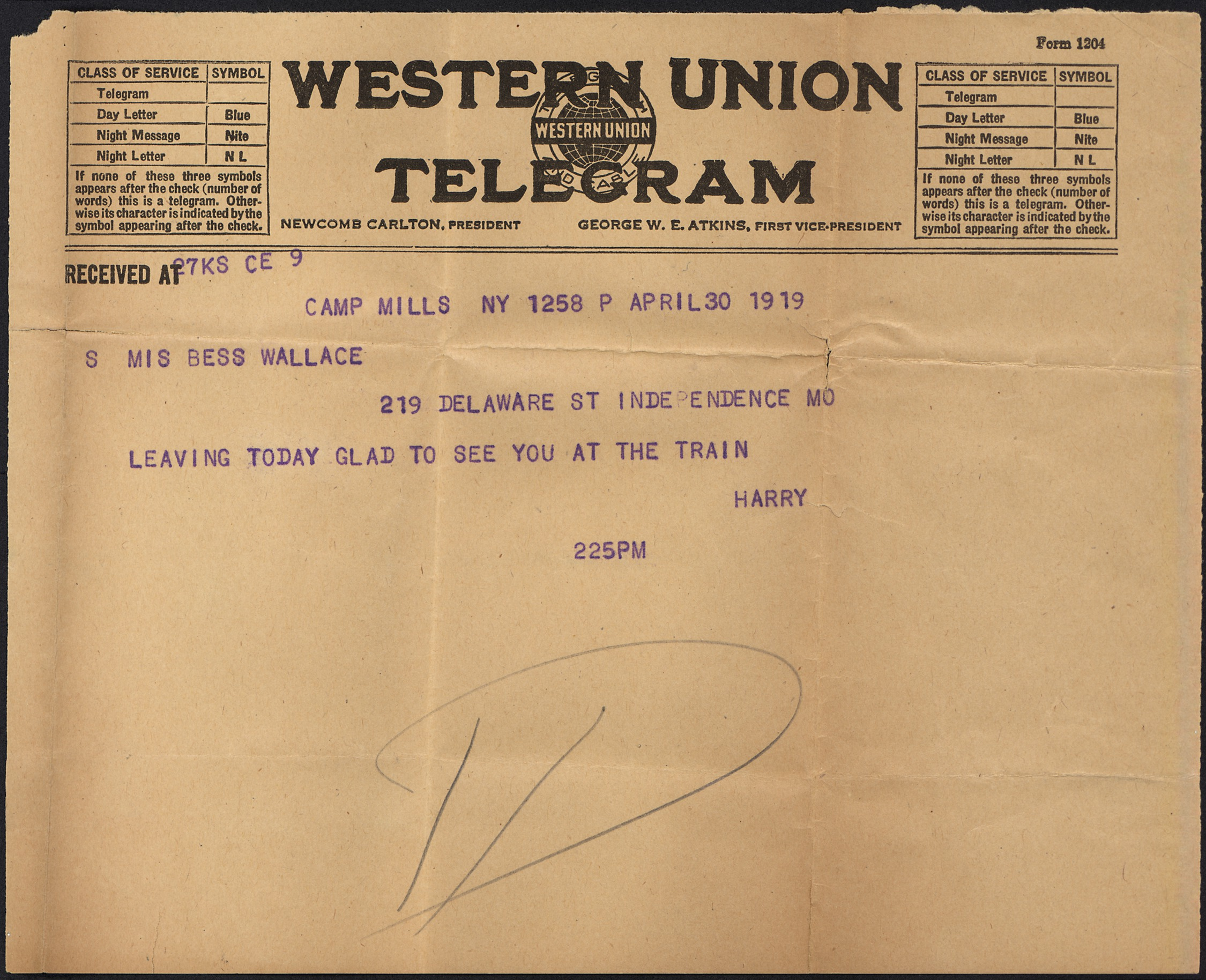
Telegrama de Western Union de Harry S. Truman a su prometida Bess Wallace en 1919.

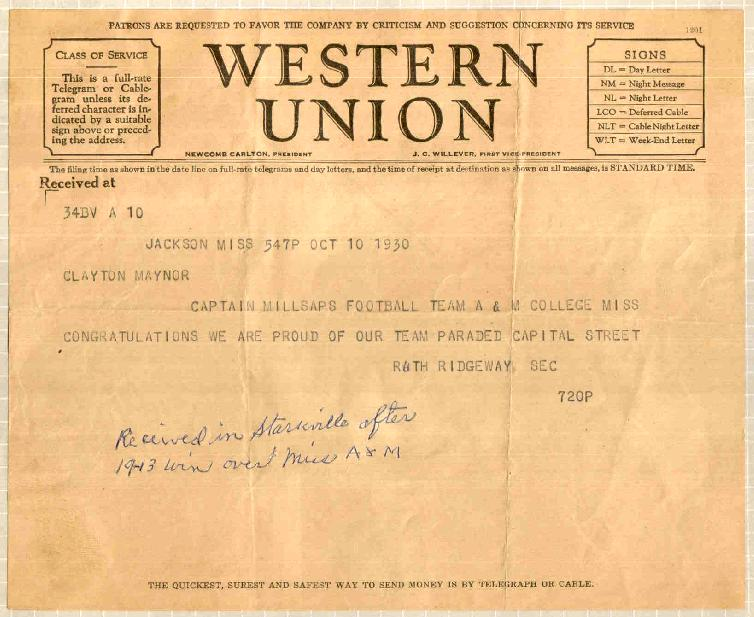
Telegrama de Western Union (1930).

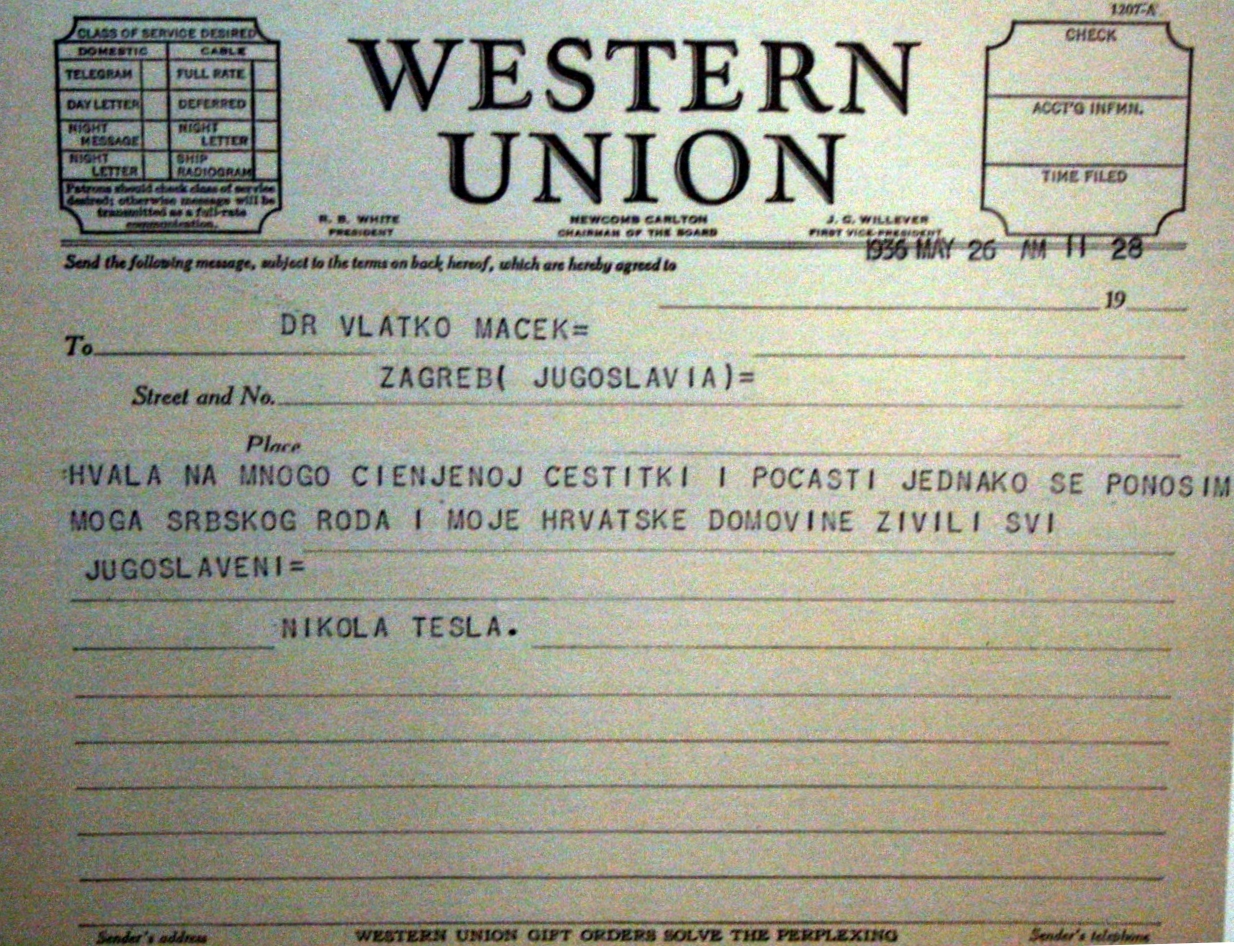
Un telegrama de Nikola Tesla de 1936.

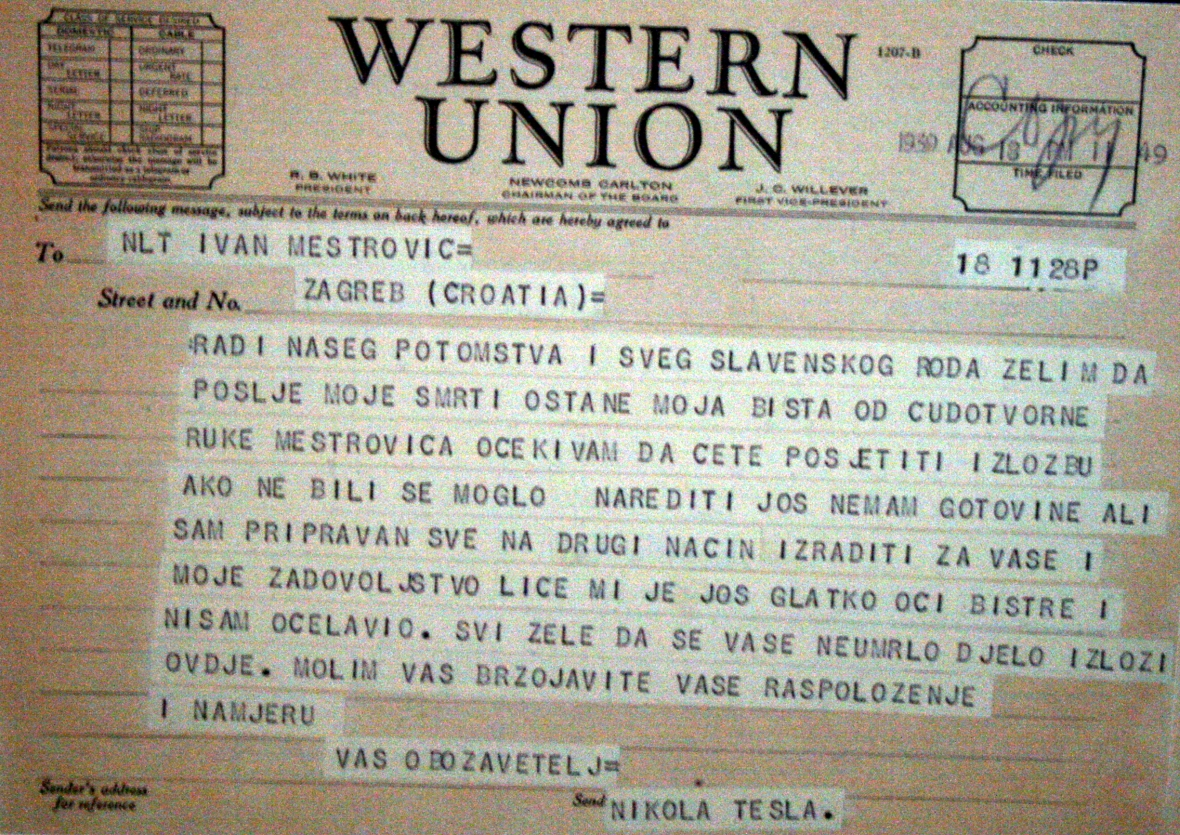
Telegrama de Nikola Tesla enviado a Ivan Meštrovic en 1939.

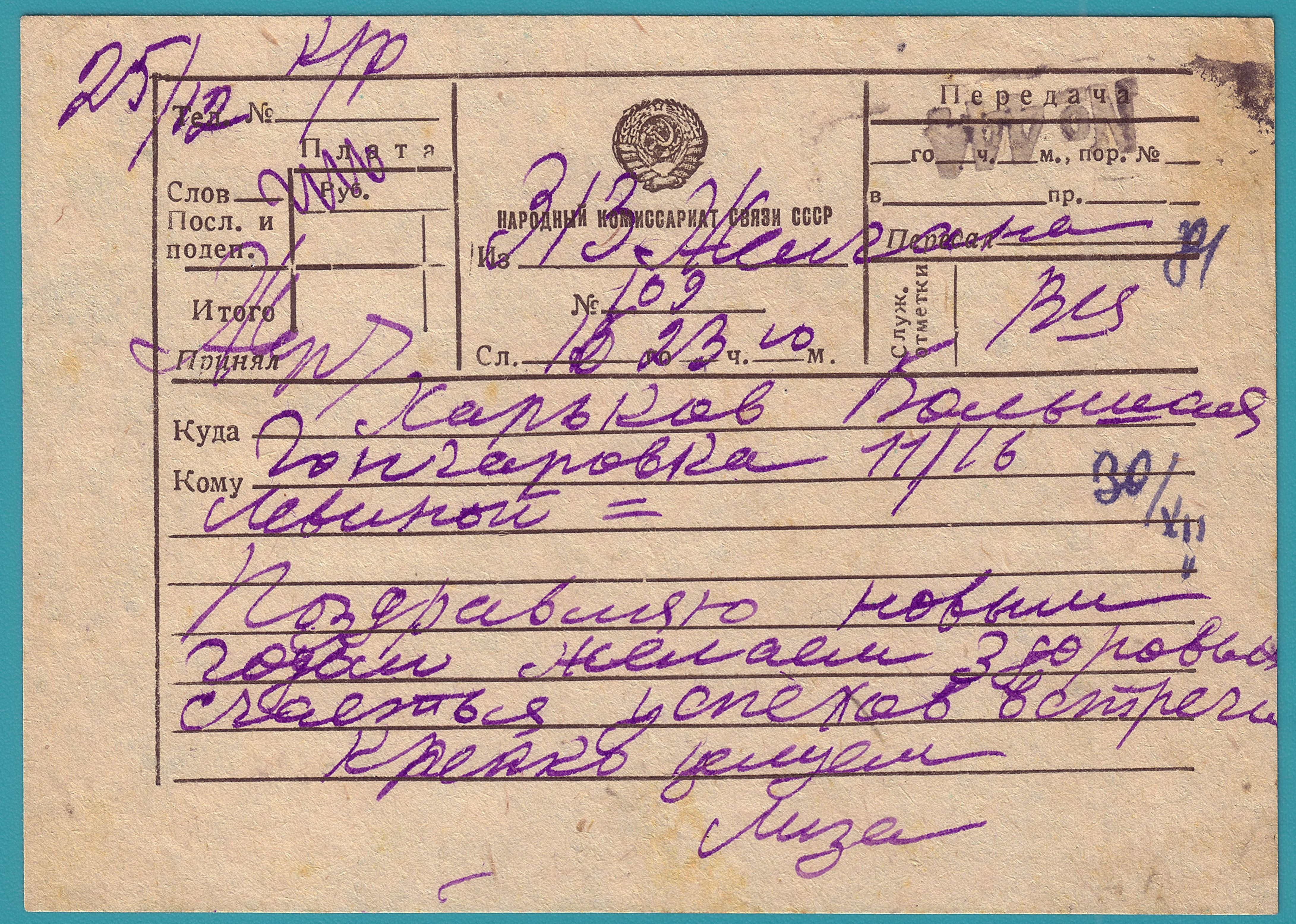
Unión Soviética: formulario completo (1944).

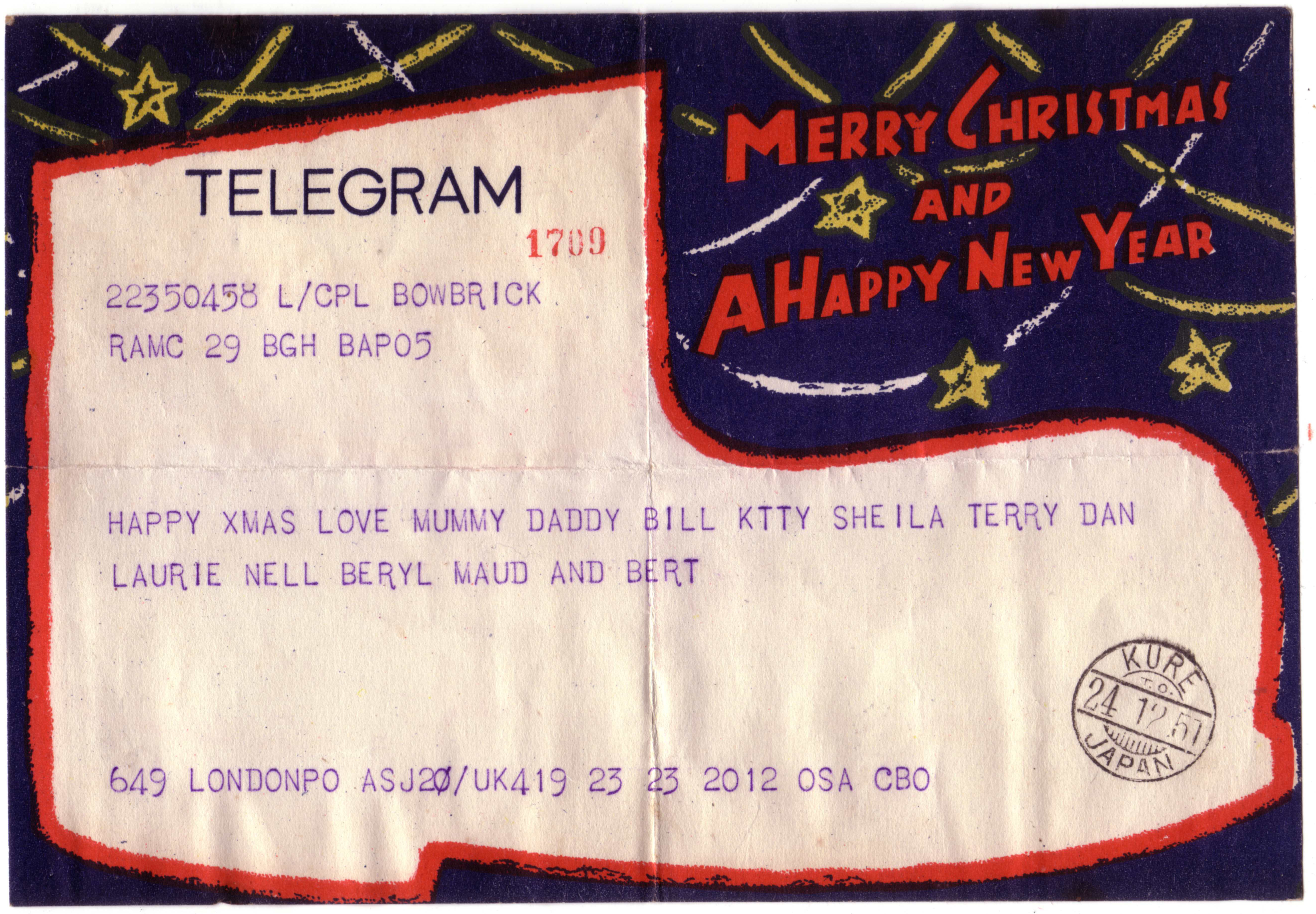
Un telegrama enviado por Navidad, en 1951.

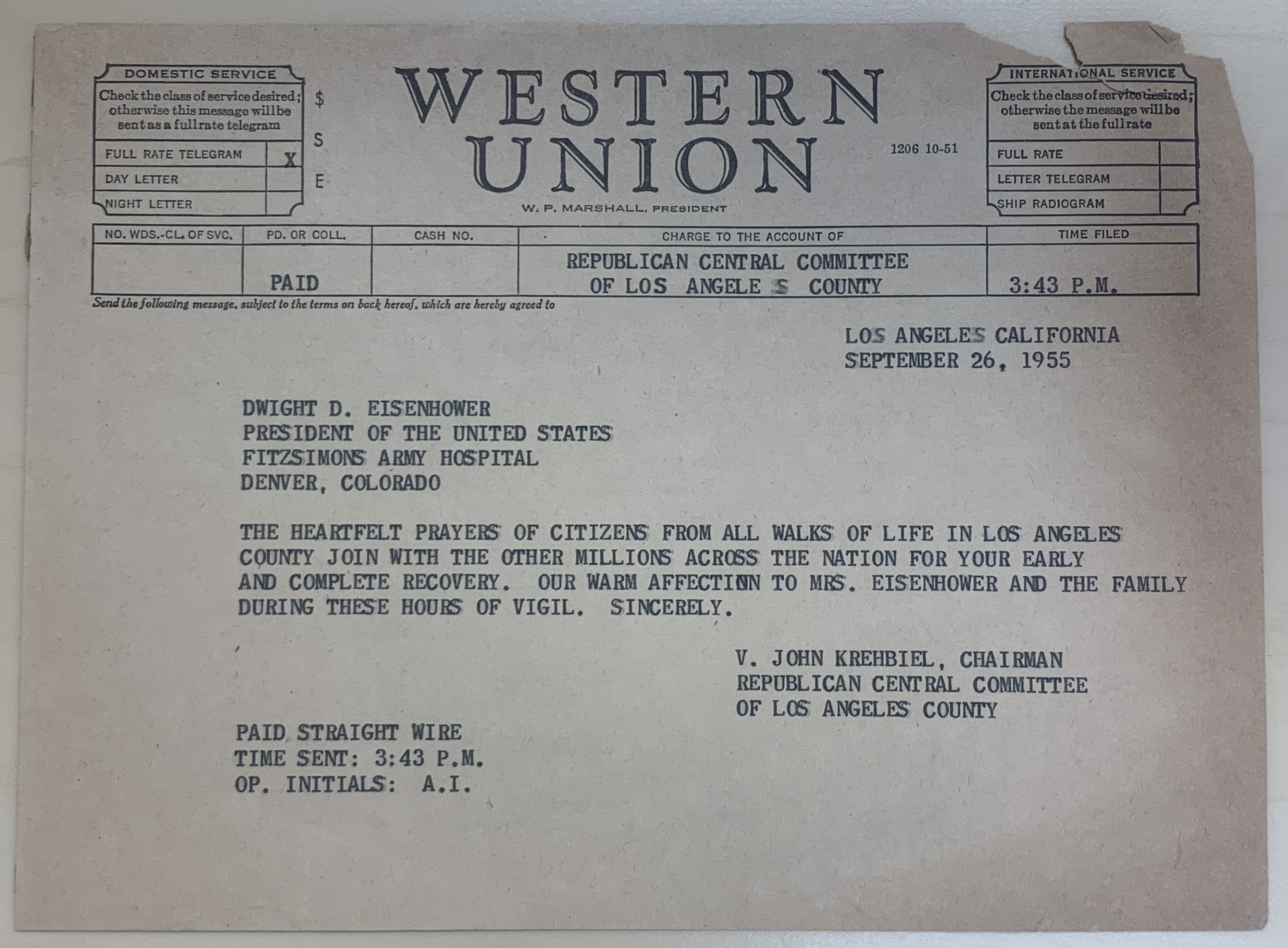
Telegrama de Western Union enviado al presidente Dwight Eisenhower deseándole una pronta recuperación de su ataque al corazón el 26 de septiembre de 1955.

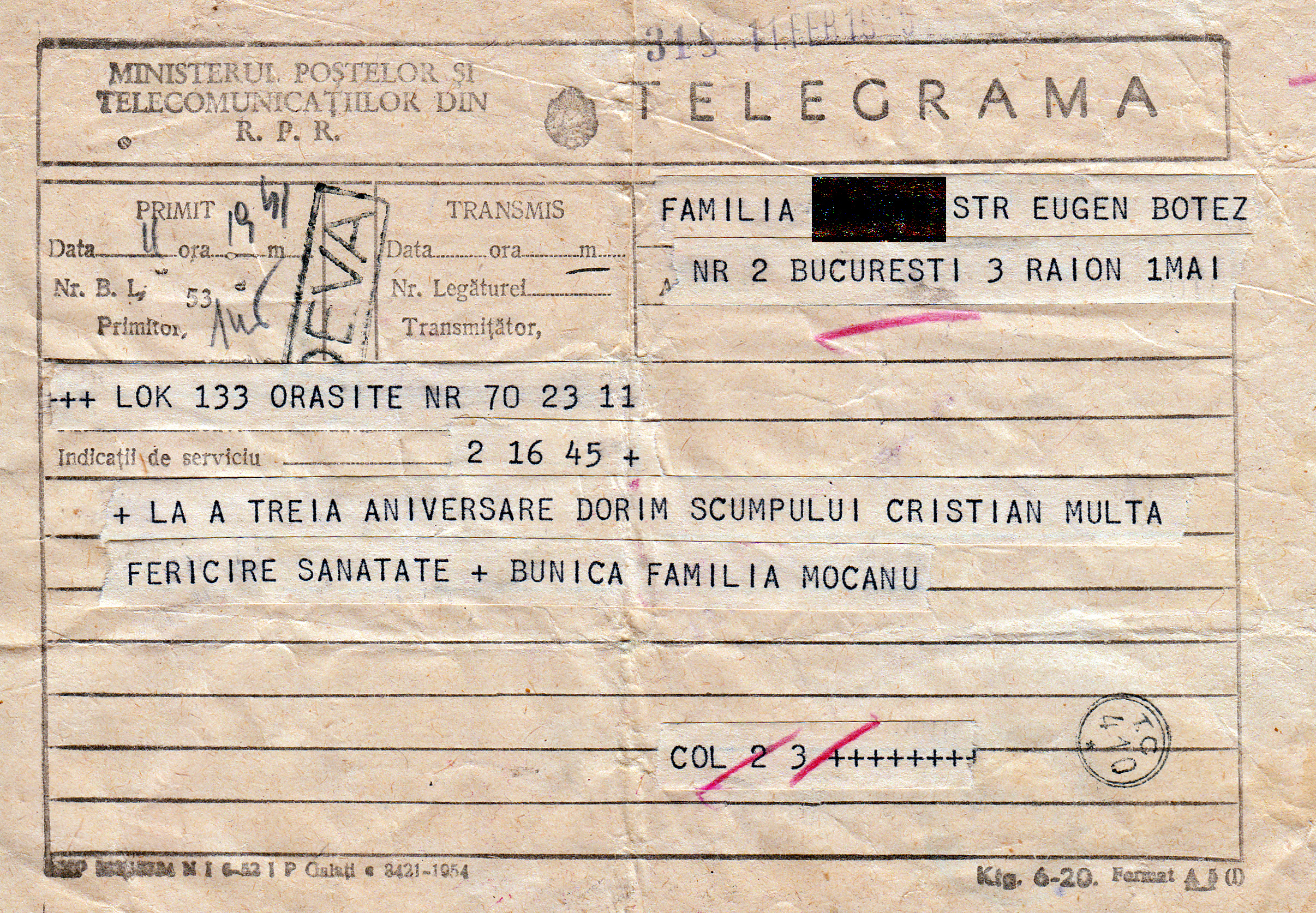
Telegrama enviado en 1956. El texto transmitido está escrito en una tira continua de papel con adhesivo en el reverso. La cinta se rompe en trozos de la longitud adecuada y se pega al formulario del telegrama.

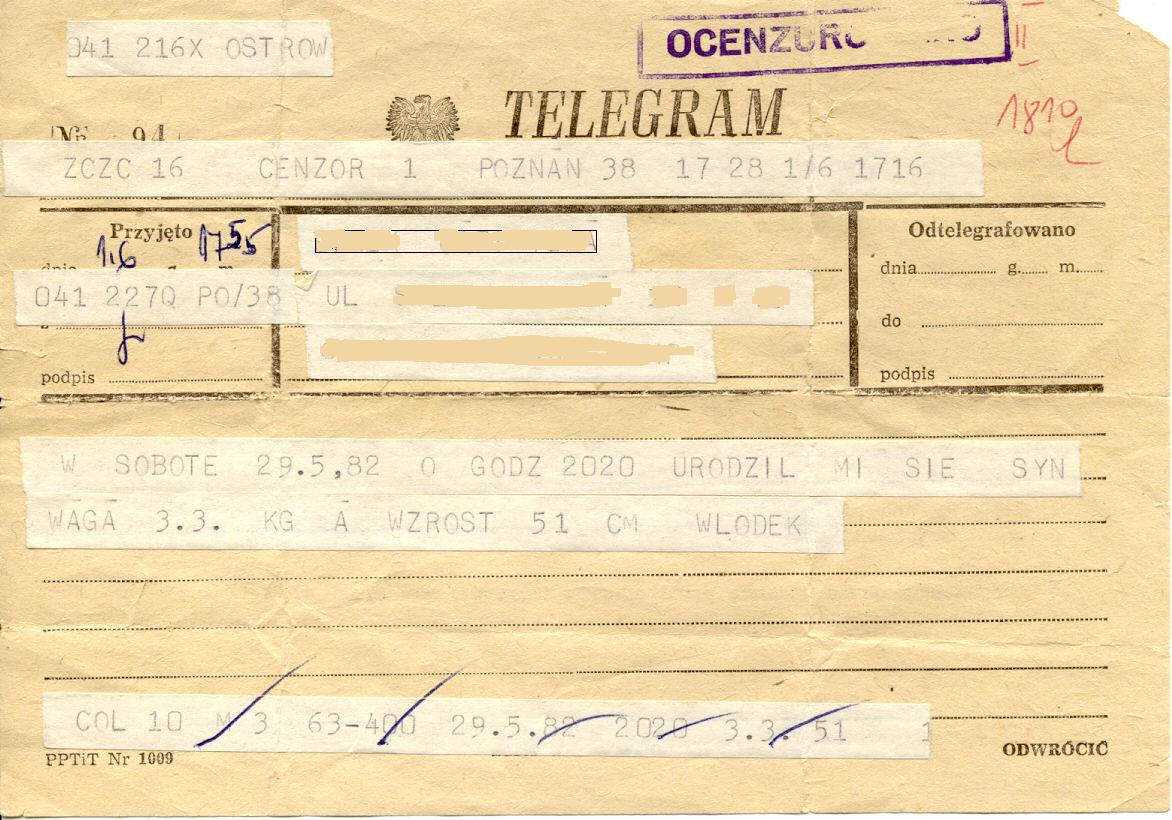
Telegrama enviado en mayo de 1982 —formulario entregado al destinatario—. El contenido del telegrama (junto con la dirección y la información complementaria) está impreso en una tira estrecha de papel, que en el punto de recepción de Correos, Telégrafos y Teléfonos de Polonia se adjuntó al formulario y el repartidor lo entregó en este formulario al destinatario. El telegrama de la imagen proviene de la época en que la ley marcial estaba en vigor en Polonia y estaba sujeta a censura oficial, de ahí el sello OCENZUROWANO («CENSURADO») en el formulario.

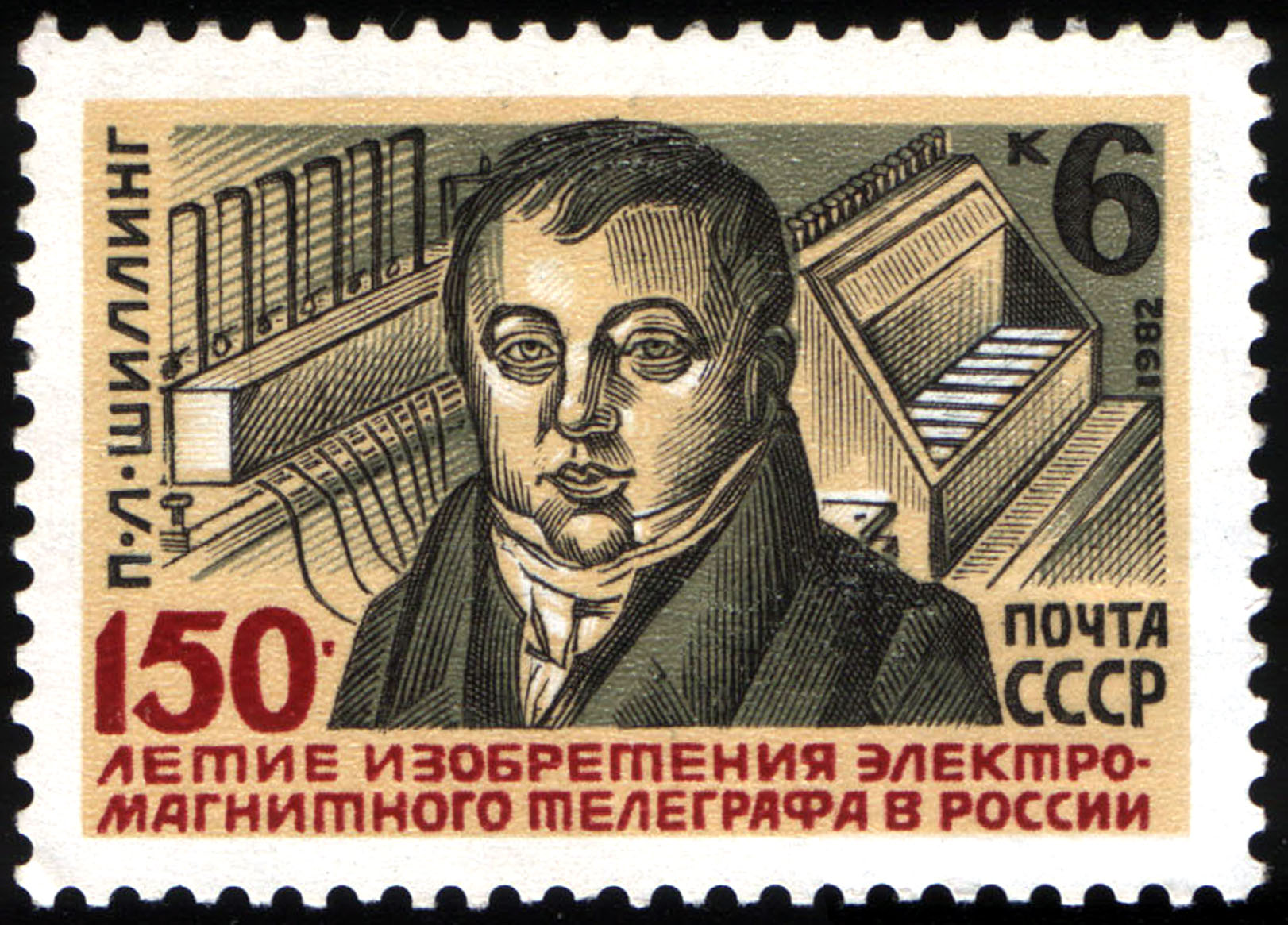
Sello postal de la Unión Soviética (1982) conmemorativo del inventor del telégrafo electromagnético P.L. Schilling (CFA #5318; Sc #5069).
Una marca dedicada al envío del primer telegrama.

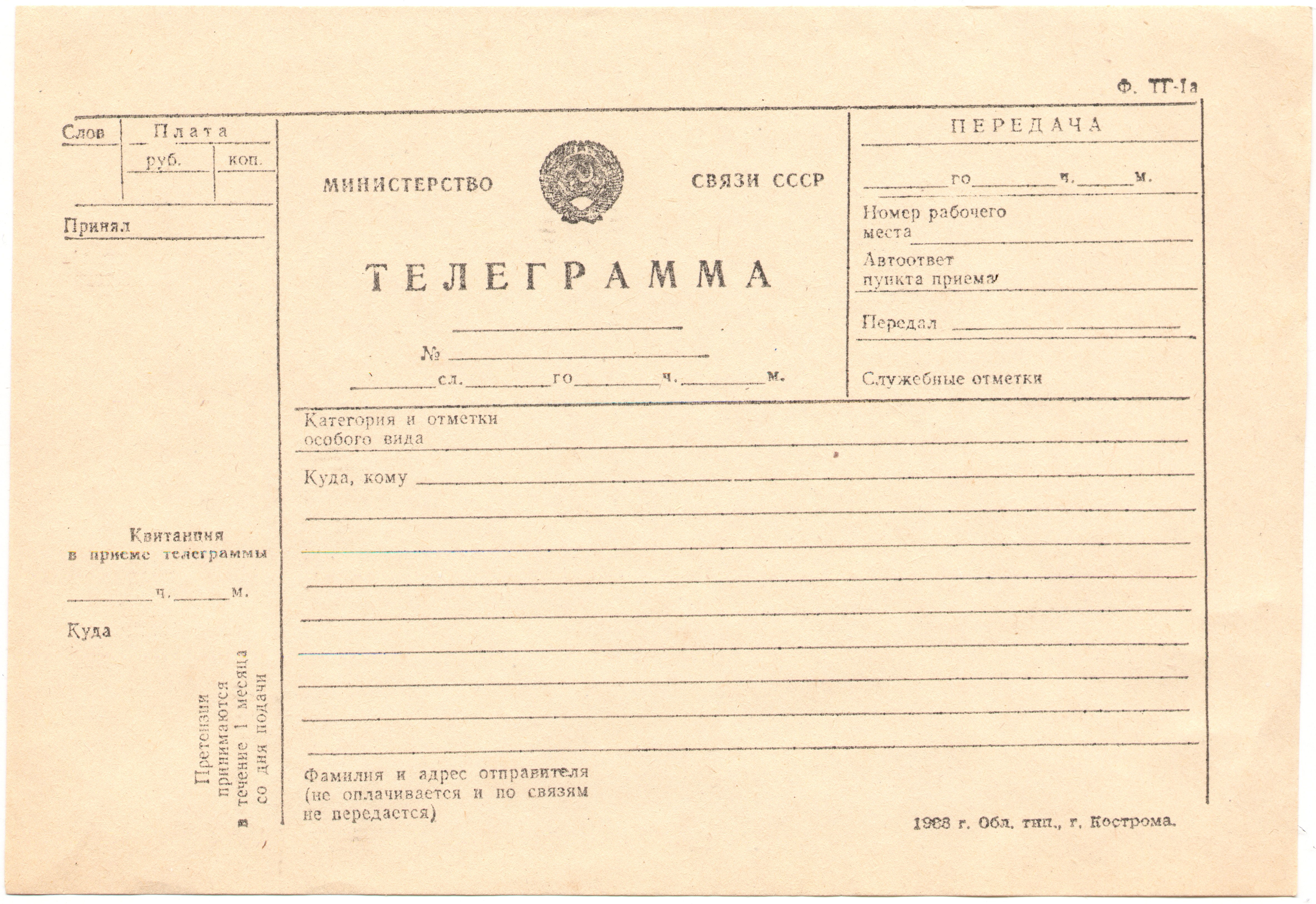
Forma de telegrama utilizada en la Unión Soviética.

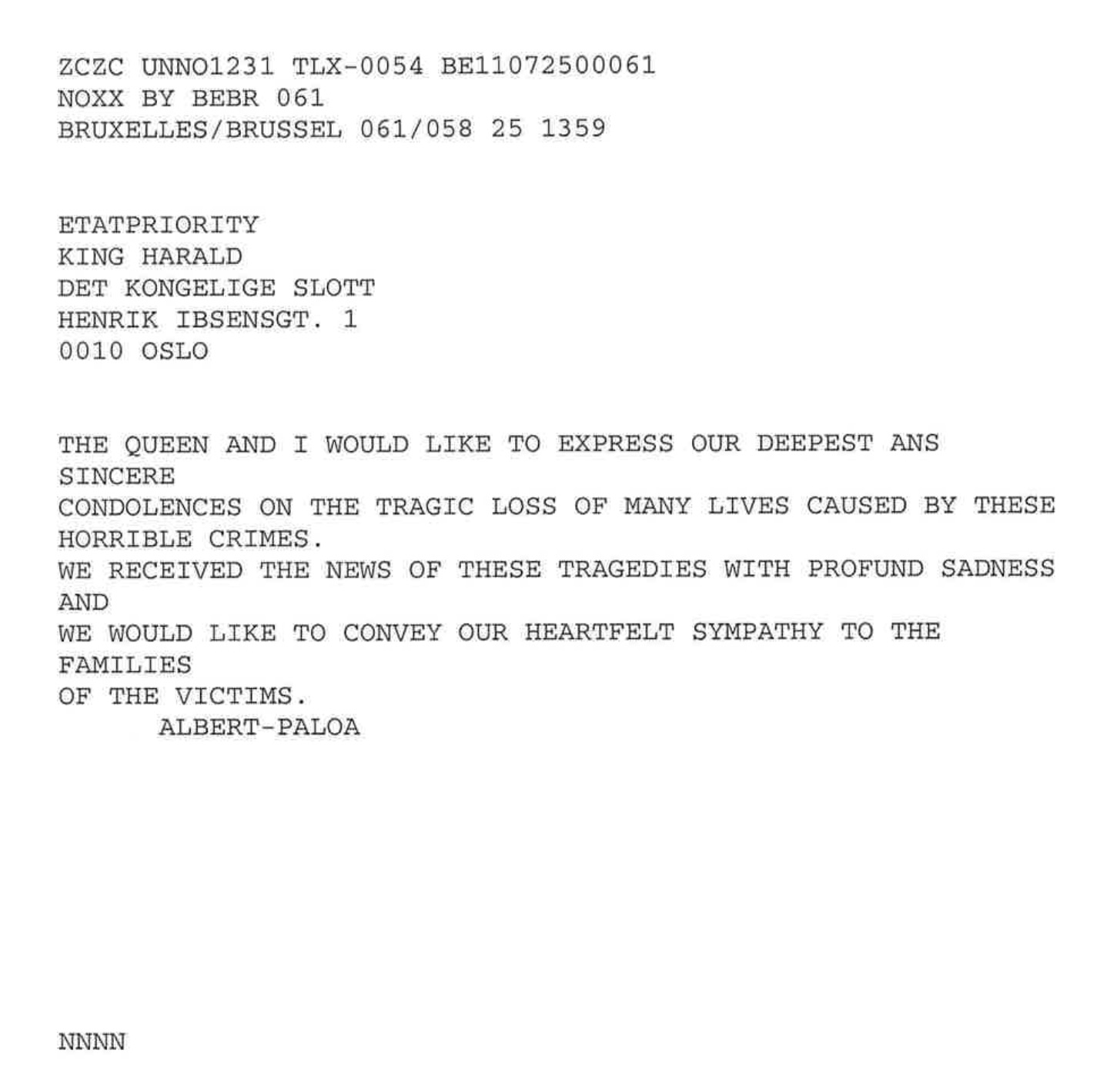
Telegrama del rey Alberto II al rey Harald V del 25 de julio del 2011.

El telegrama es un mensaje de documento enviado a su destino por telégrafo o telégrafo eléctrico mediante dispositivos acústicos, ópticos o eléctricos. En el caso de la transmisión con ayuda de la tecnología de radio, también se habla de radiotelegrama. Es un sistema de comunicación inventado en el siglo XIX —aunque ha sido tecnológicamente superado por otros medios—, todavía se utiliza esporádicamente. El término indica el texto transmitido por telégrafo y, por metonimia, la misma hoja en la que está escrito el mensaje. Una de las primeras formas de comunicación que utilizó la transmisión eléctrica de información.
La empresa de comunicación acepta telegramas de los residentes, instituciones y organizaciones. Su interno (de larga distancia y local) y las naciones. Hay tipos. El telegrama se distribuye por una red telegráfica pública y de abonados.
El telegrama es un sistema de comunicación inventado en el siglo XIX. Aunque tecnológicamente está superado por otros medios, todavía se utiliza de forma esporádica. La palabra indica el texto transmitido por telégrafo y, por metonimia, la hoja misma en la que se escribe el mensaje.
El telegrama es un mensaje escrito que se transmite mediante un aparato eléctrico. El mensaje se transportaba por cables, y el texto se escribía o imprimía y se entregaba a mano o en un teletipo.
Los telegramas eran muy utilizados, porque los teléfonos privados no eran habituales. Hoy en día no son útiles porque la mayoría de la gente tiene teléfonos privados y por el uso del correo electrónico. La idea fue desarrollada por la Royal Mail como servicio para las cartas urgentes.
El telegrama es un mensaje de texto recibido (grabado) del remitente y entregado a nivel nacional por un equipo de comunicaciones electrónicas o por correo en un plazo corto de tiempo determinado.
El remitente de un telegrama puede ordenar al intermediario del mensaje que envíe, además del texto del mensaje, una copia de un diagrama, imagen, dibujo, fotografía u otra comunicación que pueda ser transmitida por medios electrónicos de comunicación al destinatario indicado por el remitente.
El telegrama es un mensaje telegráfico que se transmite mediante dispositivos acústicos, ópticos o eléctricos.
El término «telegrama» fue acuñado en 1852 por el estadounidense E. P. SMITH el Rochester, pero pasó algún tiempo hasta que reemplazó al término anterior «despacho telegráfico».
La carta secreta también se aplica a los telegramas, es decir: la persona que transmite el mensaje no puede dar a conocer el contenido a otros o cambiar el contenido del mensaje.
Debido a que en los primeros años de la telegrafía había que pagar según el número de palabras, surgió un “estilo de telegrama”: en lugar de "Llegaré el viernes a las 17:00 horas" escribieron "Llegaré viernes 17:00" para ahorrar unas palabras. Por esta razón, los destinatarios también podían solicitar una dirección de telegrama abreviada, la "palabra de cable". Los telegramas también pueden ser entregados por la oficina de correos en tarjetas decorativas hasta el día de hoy.
Los telegramas pueden estar en una tarjeta de felicitación decorada (servicio adicional con cargo).
Ejemplos para la transmisión:
- Un tipo de morse de transmisión acústica utilizando el código morse.
- Un tipo de transmisión óptica es señalar con banderas de acuerdo con un Código Internacional de Navegación Marítima.
- Un tipo de transmisión eléctrica es un teletipo o una máquina de fax.

Desde el 2003, la empresa postal alemana Deutsche Post AG ya no envía telegramas al extranjero. El argumento es: los telegramas están desactualizados.
El telegrama es un texto que era inicialmente enviado por telégrafo, más tarde por teletipo, hoy en día por teléfono, fax, correo electrónico o SMS. El servicio de envío de telegramas lo prestaban las oficinas de correos. En el pasado, un telegrama se enviaba como un télex por medio de un teletipo. En las oficinas de correos sin teletipo, el telegrama se transmitía a la oficina superior por teléfono. Hoy en día, el servicio se presta principalmente a través de Internet y su disponibilidad varía de un país a otro.
En algunos países todavía lo proporciona el operador postal (Alemania, Hungría, Japón, Italia, Croacia, Israel, Turquía, Nueva Zelanda), en otros (como los Países Bajos o Polonia) por empresas privadas.
El telegrama o carta cableada es una noticia que contiene una combinación de códigos transmitidos por un aparato llamado telégrafo, mediante cables que conectan un lugar con otro.

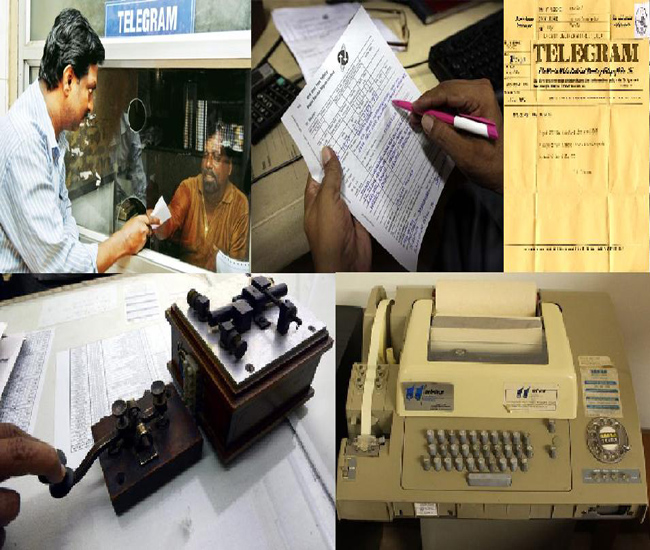
Servicio en la oficina de telegramas de Indonesia.
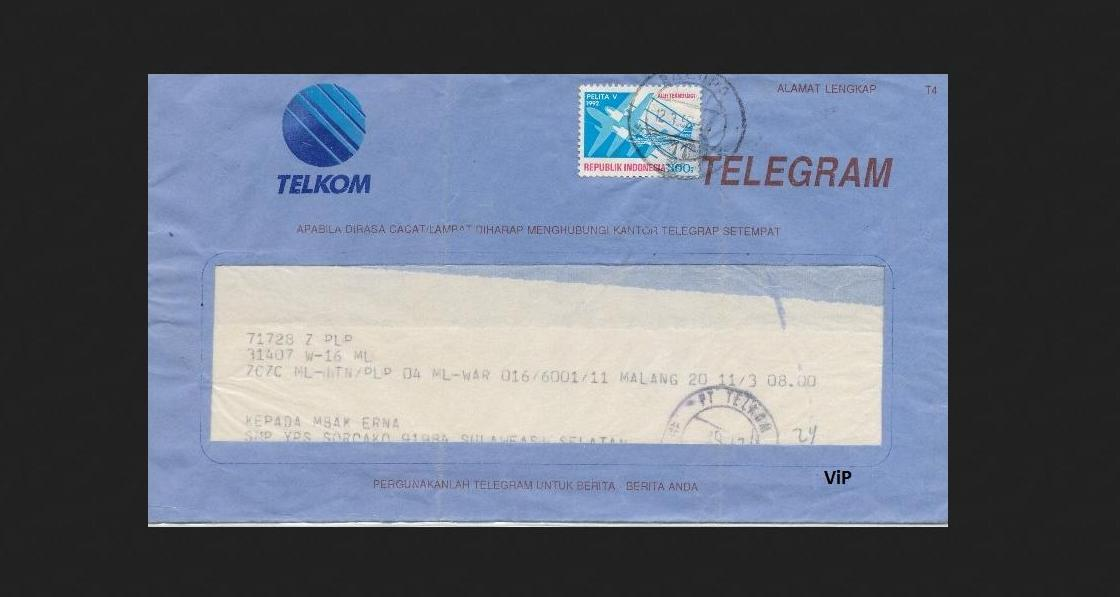
Cartas de telegrama en Indonesia en ese momento. Lo que ahora es un recuerdo.
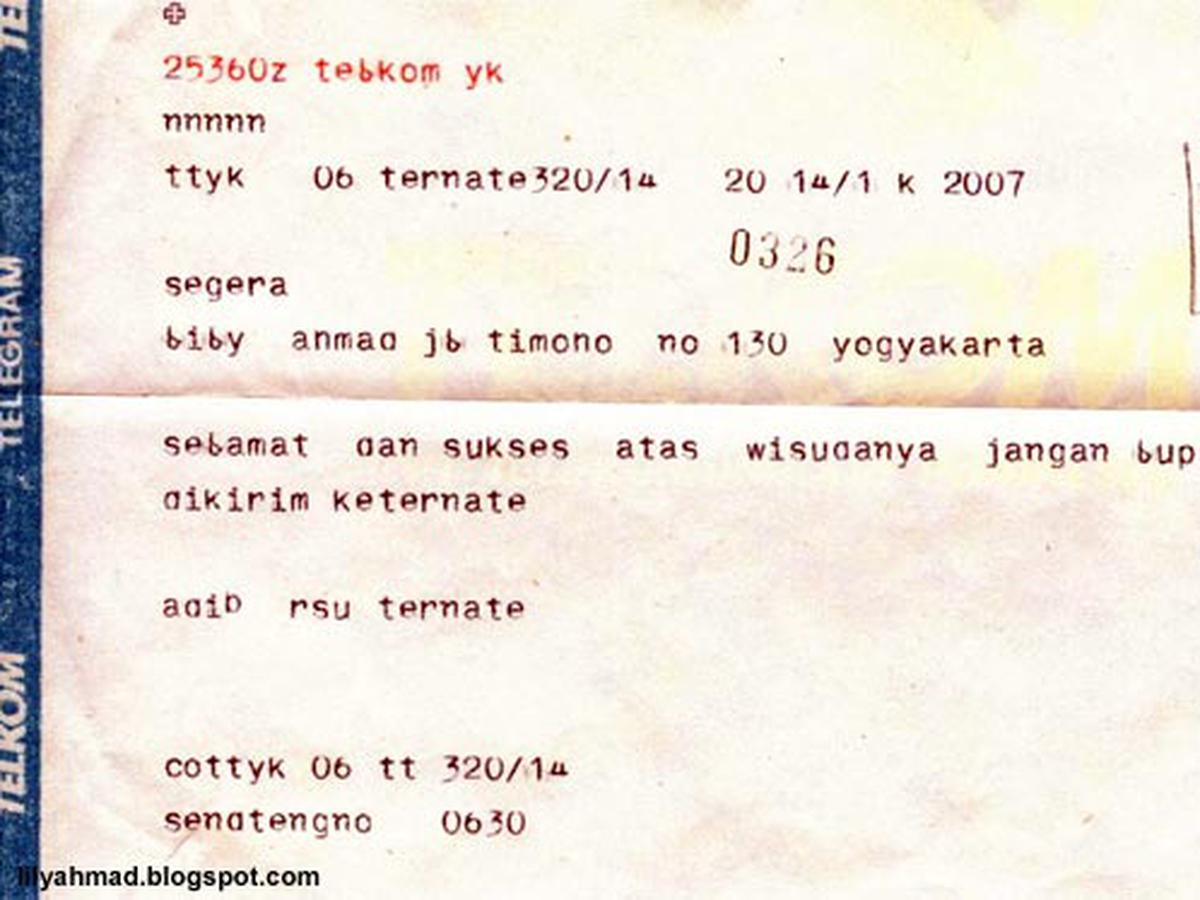
Frases del telegrama en Indonesia.
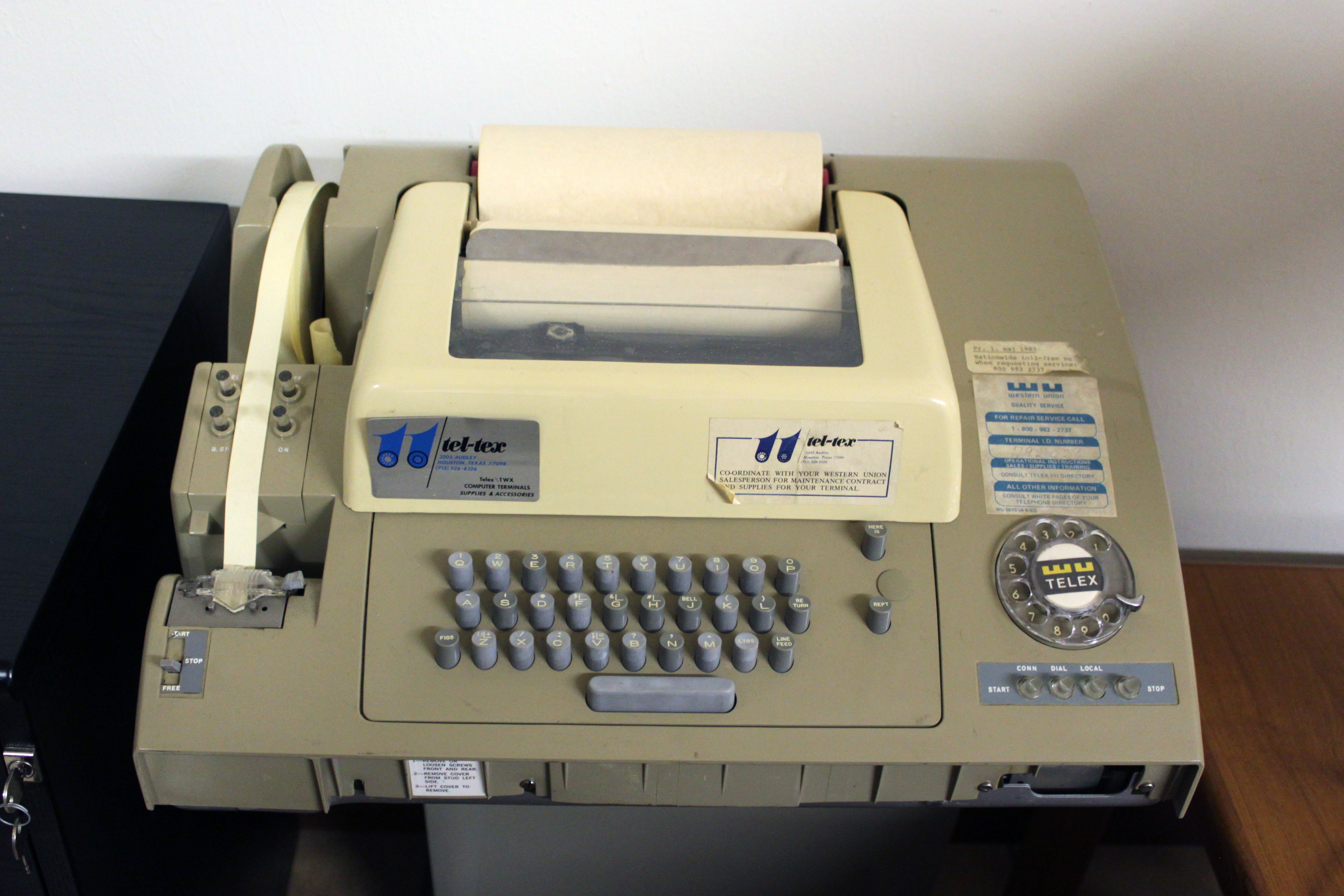
Equipo de teletipo o télex para la transmisión en tiempo real de texto mecanografiado en un sistema público de telecomunicaciones conmutado.

El telegrama es una forma de comunicación a distancia que implica la esencialización de la información, incluso la eliminación de las palabras menos necesarias, ya que el cobro se realiza por palabra.
Puede informar o expresar emociones, actitudes, pensamientos, sentimientos. En función del contenido, se distinguen las siguientes categorías de telegramas: de información, de felicitación, de condolencia, de agradecimiento, de respuesta, oficiales. La mayoría de las veces se utiliza la forma elíptica de la dirección, pero no se recomienda para los telegramas dirigidos a funcionarios o a personas de mayor estatus social. Ion Luca Caragiale los utilizaba a menudo en sus bocetos.
Es una forma de correspondencia, junto con el boleto, la tarjeta postal y la carta, y se distingue por lo siguiente:
- Suele contener una sola información.
- La redacción es concisa.
- Se suprimen algunas palabras, especialmente las que tienen una función de herramienta gramatical.
- Se puede omitir alguna información que se da por sabida o poco entendida.
- Es una forma de comunicación utilizada en caso de emergencia.

Normas de redacción:
- Según el destinatario y el contenido de la comunicación, se utiliza un estilo formal o coloquial.
- En el telegrama oficial no se recomienda utilizar expresiones elípticas ni las abreviaturas.
- La supresión de palabras o abreviaturas no debe perjudicar la comprensión del contenido.

El telegrama es un mensaje escrito enviado a través de una red pública de telecomunicaciones. Al principio se enviaba por telégrafo (grabadora a distancia), pero a medida que la tecnología avanzaba, también se enviaba por télex u otros medios de telecomunicación adecuados.
Las características de un telegrama son la rapidez, la fiabilidad y la validez legal.
El telegrama fue la primera forma de enviar avisos por vía electrónica a un objetivo lejano mediante códigos y sonidos.
El telegrama es un mensaje escrito que se envía telegráficamente al destinatario.
Los telegramas se envían de acuerdo con los protocolos de telegramas determinados por la Unión Internacional de Telecomunicaciones.
El telegrama estaba operativo en 205 países a partir de mayo del 2011.
El telegrama es un mensaje escrito que se comunica de acuerdo con los protocolos del telegrama y es enviado por una oficina de telegramas al remitente y al receptor.
El Servicio Público Internacional de Telegramas está regulado por la Unión Internacional de Telecomunicaciones.
El telegrama es un mensaje transmitido a través de una comunicación telegráfica, que finalmente se entrega al destinatario en forma de texto escrito.
El telegrafista recibe el mensaje para transmitirlo oralmente o por escrito y lo transmite a larga distancia mediante un código. El telegrafista convierte el código en texto escrito y lo entrega al destinatario, a menudo a mano.
Antes de que se generalizara la telefonía de larga distancia, los telegramas eran muy populares y a menudo la única forma de enviar mensajes urgentes a larga distancia.
En el telegrama sólo se utilizan las mayúsculas. No se podía usar puntuación, por lo que se usó AE en lugar de Ä, OE en lugar de Õ y Ö, y UE en lugar de Ü, y el mensaje era difícil de leer. Por ejemplo, el mensaje Palju õnne sünnipäevaks! ("¡Feliz cumpleaños!") llegó al destinatario del telegrama en forma de PALJU OENNE SUENNIPAEEVAKS! ("FELIZ CUMPLEANOS").
Hoy en día, el servicio de telegramas está prácticamente extinguido; en Suecia se dejó de utilizar en el 2002, pero todavía existe un servicio privado de telegramas en el país.
En Estonia, el servicio de telegramas funcionó hasta el 2012, cuando Eesti Post dejó de prestar el servicio.

## Nombre
La palabra telegrama compuesta por las palabras griegas tele (τηλέ) que significa "lejos", "lejano" o "distante"; y gramma (γραμμα) que significa "letra", "carta", "escrito", "escritura", "línea" o registro; —literalmente télex—; es decir "escritura telegráfica" fue acuñada en 1852 por el estadounidense Erasmus Peshine Smith de Rochester, Nueva York, en el Albany Evening Journal del 6 de abril. En 1852 propuso esta nueva palabra para reemplazar las expresiones comunes 'despacho telegráfico' o 'comunicación telegráfica' mucho más tarde. Otros términos eran cable y mensaje de cable, que se referían al medio de transmisión.
Pasaron años antes de que la palabra telegrama también se usara en los Países Bajos. En los primeros años, el Rijkstelegraaf, que comenzó en diciembre de 1852, solo hablaba de 'informes telegráficos'. No fue hasta 1879 que berigt fue completamente reemplazado por telegrama en los documentos oficiales.
El secreto de la correspondencia también se aplica a los telegramas, es decir, el empleado que graba no puede transmitir su contenido a otras personas ni falsificarlo.

### Terminología
Un mensaje telegráfico enviado por un operador de telégrafo eléctrico o telegrafista utilizando el código Morse (o un operador de telégrafo de imprenta utilizando texto sin formato) se conocía como telegrama. Un cablegrama era un mensaje enviado por un cable telegráfico submarino, a menudo abreviado como «cable». El sufijo -grama deriva del griego antiguo: γραμμα (gramma), que significa algo escrito, es decir, telegrama significa algo escrito a distancia y cablegrama significa algo escrito a través de un cable, mientras que telégrafo implica el proceso de escribir a distancia.
Una telefoto era una foto de periódico que se enviaba desde un lugar remoto mediante un fax. Un telegrama diplomático, también conocido como cable diplomático, es una comunicación confidencial entre una misión diplomática y el ministerio de asuntos exteriores de su país de origen. Se siguen llamando telegramas o cables independientemente del método utilizado para su transmisión.

## Descripción
Los telegramas suelen transmitirse por cable o radio utilizando un telégrafo. Los primeros telégrafos eléctricos aparecieron en Europa a finales del siglo XVIII y principios del XIX. El científico ruso Pavel Schilling creó el primer telégrafo electromagnético con un código original en 1832, cuya demostración pública tuvo lugar el 21 de octubre del mismo año. El primer telégrafo de Estados Unidos fue enviado de Baltimore a Washington el 24 de mayo de 1844 por Samuel Morse, inventor estadounidense del telégrafo.
Las primeras máquinas telegráficas imprimían el texto recibido en una cinta de papel con un reverso adhesivo, que luego se pegaba a una hoja de papel para facilitar su lectura. A mediados de la década de 1980 surgieron los teletipos, en los que el texto de un telegrama se imprimía directamente en papel.
Por un precio adicional, era posible enviar telegramas de felicitación, en cuyo caso se pegaba una cinta u hoja con el texto aceptado en un formulario artísticamente diseñado.

## Historia

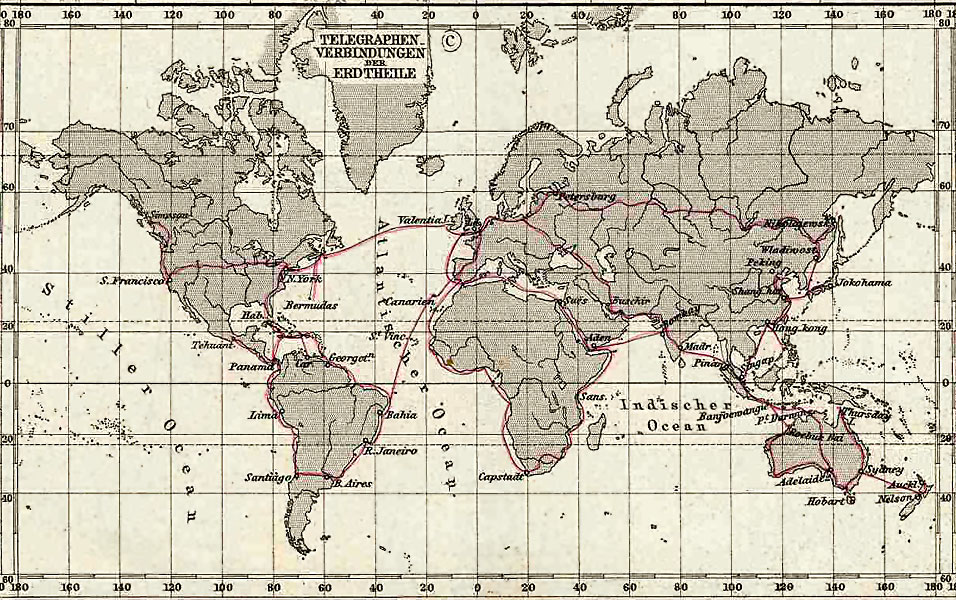
Cableado mundial de los telegramas, circa 1891.

Enviar un mensaje urgente ha sido un servicio importante durante siglos. Con el desarrollo del sistema de telégrafo por cable, se volvió ampliamente posible enviar un telegrama a una ubicación remota.
Los telegramas solían transmitirse principalmente por télex. Hoy en día apenas se utilizan.
Con el desarrollo de la tecnología, además de la ruta postal, también aparecieron diversas formas de transmitir mensajes a través de equipos de comunicación electrónica.
Los primeros telégrafos eléctricos aparecieron en Europa en el siglo XVIII. En 1832, el científico ruso Pavel Schilling creó el primer telégrafo eléctrico con un código original, que fue demostrado públicamente el 21 de octubre de 1832.
El 21 de octubre de 1832, se envió el primer telegrama del mundo desde la máquina de telégrafo electromagnético ubicada en el apartamento del barón Pavel Schilling en San Petersburgo. El texto de este telegrama constaba de diez palabras.
El 6 de enero de 1836, el inventor y artista estadounidense Samuel Morse hizo una demostración de la máquina de telégrafo en Morristown, Nueva Jersey, y envió el primer telegrama con el código que creó a través de esta máquina. La distancia de transmisión del telegrama era de unos 3 km y el texto contenía unas pocas palabras: "A patient waiter is no loser" (Un camarero paciente no pierde). Desde esta fecha, el código morse se ha utilizado como estándar para transmitir información por telégrafo en todo el mundo. Cada letra del alfabeto constaba de puntos y rayas. Diferentes números y secuencias de estos signos denotaban una determinada letra. La línea telegráfica de 60 km instalada por Morse se utilizó por primera vez para brindar información sobre las elecciones presidenciales.
El primer telegrama fue inventado por el inventor estadounidense Samuel Morse en el año 1837. De hecho, el telegrama recibió su nombre: "Telegrama de Marte" (Mars Telegram). Ese mismo año, un investigador británico llamado Charles Wheatstone hizo el mismo descubrimiento.
El primer telegrama fue enviado por Samuel Morse el 24 de mayo de 1844, cubriendo la distancia de Washington a Baltimore. El mensaje contenía una cita bíblica del libro de los Números: What hath God wrought? ("¿Qué nos ha deparado Dios?"). Se trataba de un mensaje corto que se escribía mediante un plomo electromagnético que reposaba sobre una plancha seca que hacía las marcas y rasgos.
Morse jugó con su nuevo telegrama durante años hasta que pudo enviar un mensaje hasta 20 millas. Más allá de 20 millas, las señales eran demasiado débiles para poder escribir los códigos con precisión. Morse siguió trabajando hasta que consiguió fabricar una máquina que colocó en el extremo de la fuerza de las señales y con ella envió las señales a otras 20 millas y así sucesivamente.
Unos 20 años después de haber inventado el telegrama, publicó su descubrimiento en algún lugar y miles de científicos participaron con todo su corazón y durante un corto tiempo el telegrama Morse salió del mapa y decenas de nuevos y más sofisticados telegramas fueron saliendo cada vez mejor. Hay que señalar aquí que los telegramas todavía no funcionaban con cables. Había que trazar un largo cable hasta un lugar exacto donde se pudiera enviar un telegrama. No se consideraba el cruce de un agua.
Como ya se ha dicho, el telegrama sólo podía enviar códigos, lo que significa que todos los mensajes se enviaban y remitían por varias formas que se repetían y así los mensajes se enfilaban. En los primeros 50 años era muy caro y sólo las grandes empresas podían permitirse tener un telegrama. Si alguien quería enviar un telegrama a un lugar lejano, tenía que pagar mucho dinero.
Al principio, los telegramas se transportaban por las líneas telegráficas. Más tarde, los mensajes se transmitieron de forma inalámbrica mediante ondas de radio.
El primer telegrama entre Europa y América del Norte se envió el 5 de agosto de 1858.
A principios del siglo XX se desarrollaron dos máquinas de telegramas sin hilos: el sistema de teleimpresión, que aún se utiliza hoy en día, y el sistema de reproducción de facsímiles, que pasó a la historia en 1980.
El sistema de teleimpresión entiende los códigos y los imprime en palabras. Las empresas de comunicación lo utilizaban mucho hasta hace poco tiempo. Hoy lo utilizan los países más pobres.
El telegrama comenzó a popularizarse en la década de 1920. En aquella época la tarifa para enviar telegramas era más barata que la del teléfono. La tarifa para enviar un telegrama se calcula en función del número de letras, incluyendo la puntuación. El alcance del envío de noticias por telegrama incluye el nacional (dentro del país) y el internacional (entre países). El tiempo que se tarda en enviar un telegrama es inferior a un día. La singularidad del telegrama es la puntuación que se escribe. El telegrama, muy popular en Indonesia, depende de la empresa Telkom.
Los telegramas nacionales pueden ser de larga distancia y locales (dentro del mismo asentamiento). En función de la urgencia del tratamiento, los telegramas se dividen en varias categorías ("ordinarios", "urgentes", "gubernamentales", etc.).
Ampliamente utilizado para transmitir rápidamente mensajes de texto cortos, a partir de la Segunda Guerra Mundial fue perdiendo relevancia debido a la expansión del teléfono, que se generalizó (década de 1950) y la llegada de nuevas formas de comunicación (el télex y el fax). Con el uso generalizado del correo electrónico, el telegrama ha quedado definitivamente obsoleto, salvo algunos casos raros en el mundo: por ejemplo en Italia se siguen enviando 12 500 000 al año para enviar condolencias a las familias de amigos y parientes fallecidos o para enviar mensajes de felicitación por eventos como bodas, nacimientos y similares. En el 2018 y el 2017 Poste Italiane declaró haber obtenido 38 000 000 y 41 000 000 de euros respectivamente por el envío de telegramas. A pesar de contar con el apoyo de sistemas tecnológicamente más avanzados, el telegrama sigue siendo hoy el medio de comunicación oficial en el Parlamento de la República Italiana con respecto a las convocatorias de diputados y senadores y otros avisos.
Una característica de los textos de los telegramas es el uso de palabras equivalentes en latín para evitar malentendidos: et, aut y est en lugar de "y", "o" y "è". Asimismo, la palabra inglesa stop también se usa para indicar el punto.
En el 2006, Western Union anunció el cese de los telegramas. El 21 de junio del 2013, la India retiró el telégrafo después de 160 años.
Los telegramas fueron en su día un importante medio de comunicación. El desarrollo del teléfono, el fax, Internet y el correo electrónico hicieron que los telegramas quedaran en gran medida obsoletos, pero todavía se utilizan para algunos fines específicos en el 2021.

Telegramas relacionados con hechos históricos
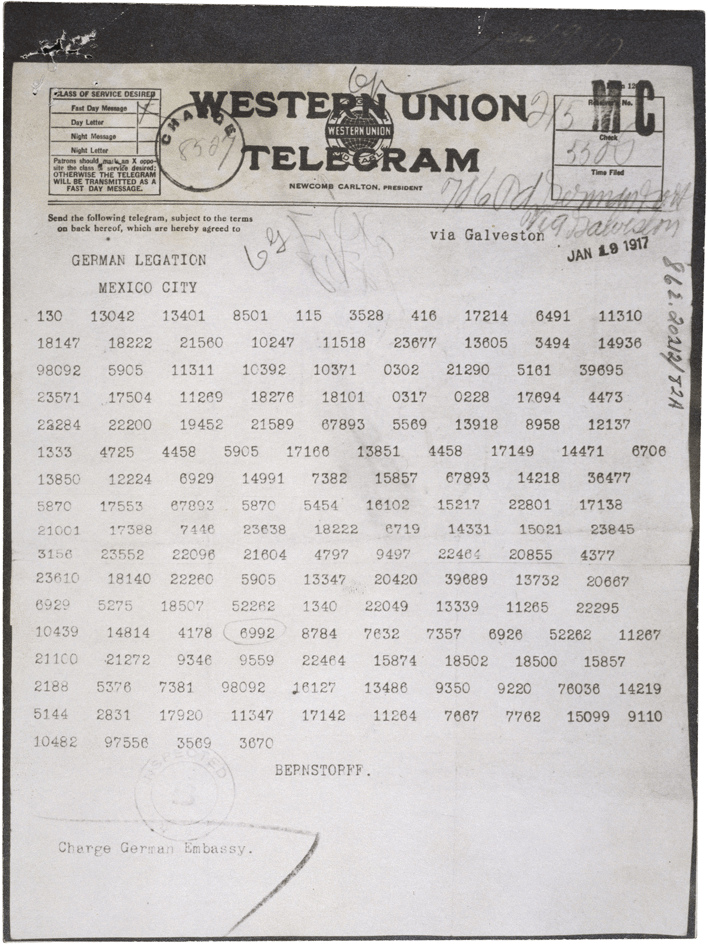
Alemania: Telegrama Zimmermann enviado a México (1917).
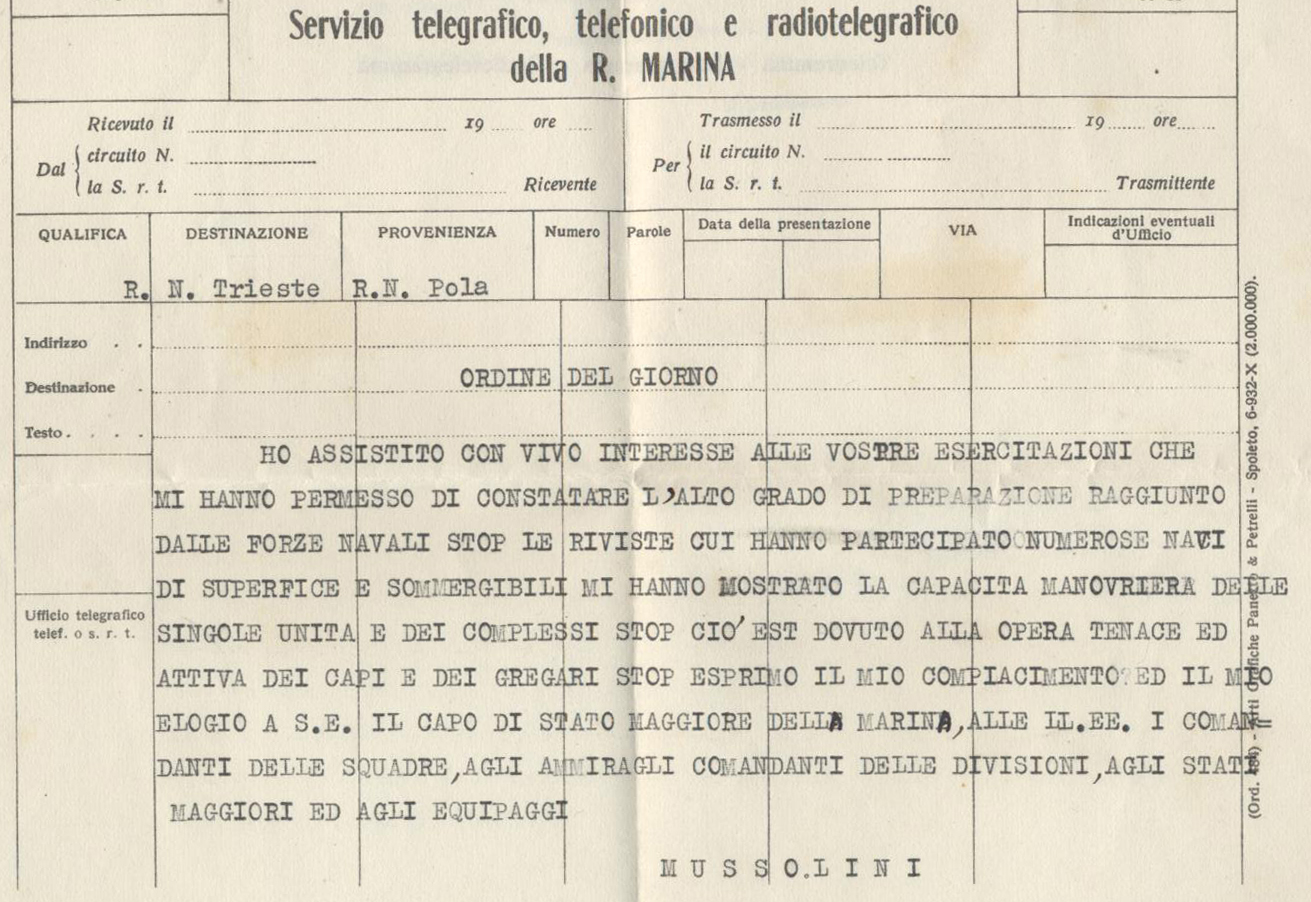
Italia: telegrama enivado a Mussolini (1928).
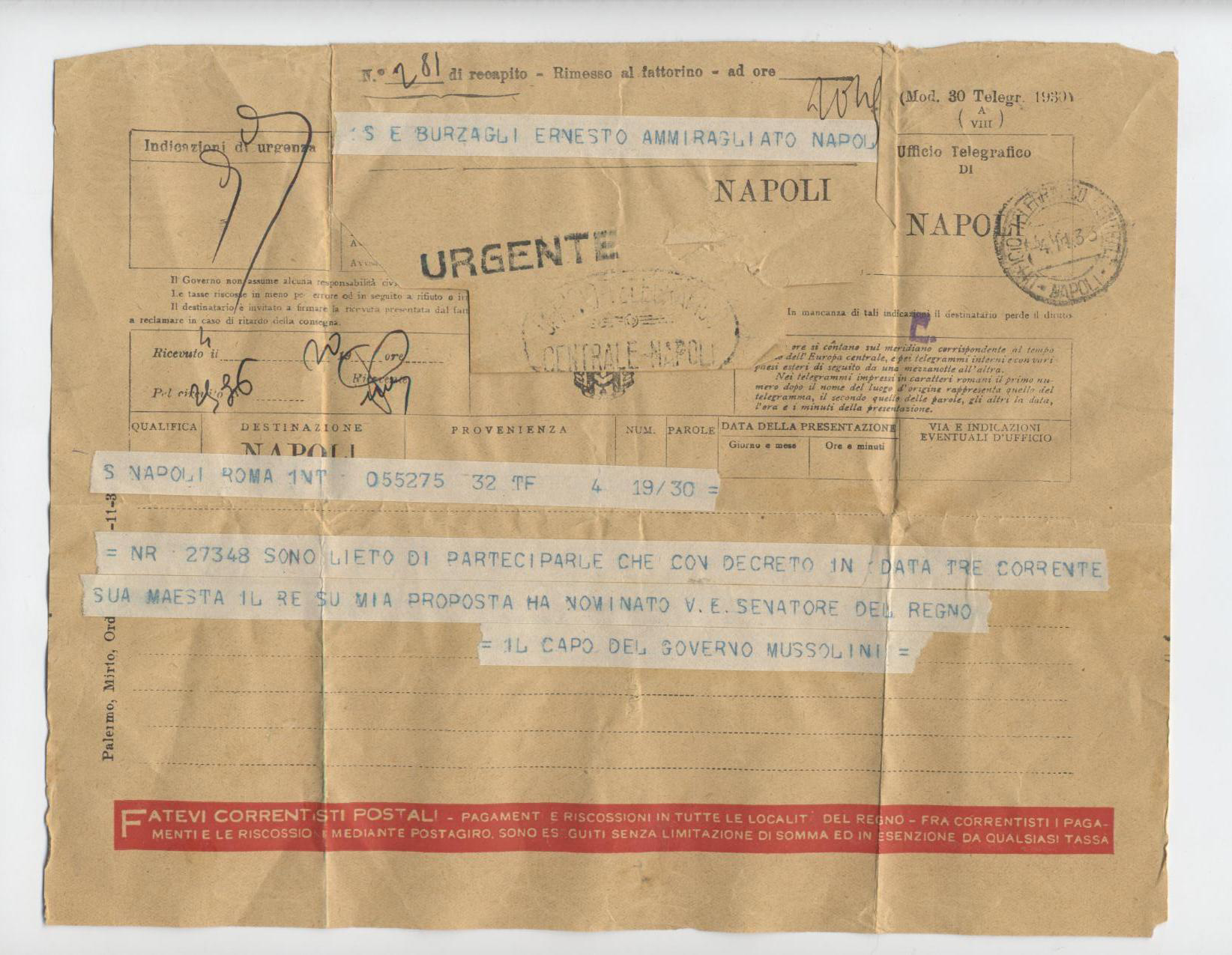
Italia: telegrama enviado por Benito Mussolini a Ernesto Burzagli (1933).
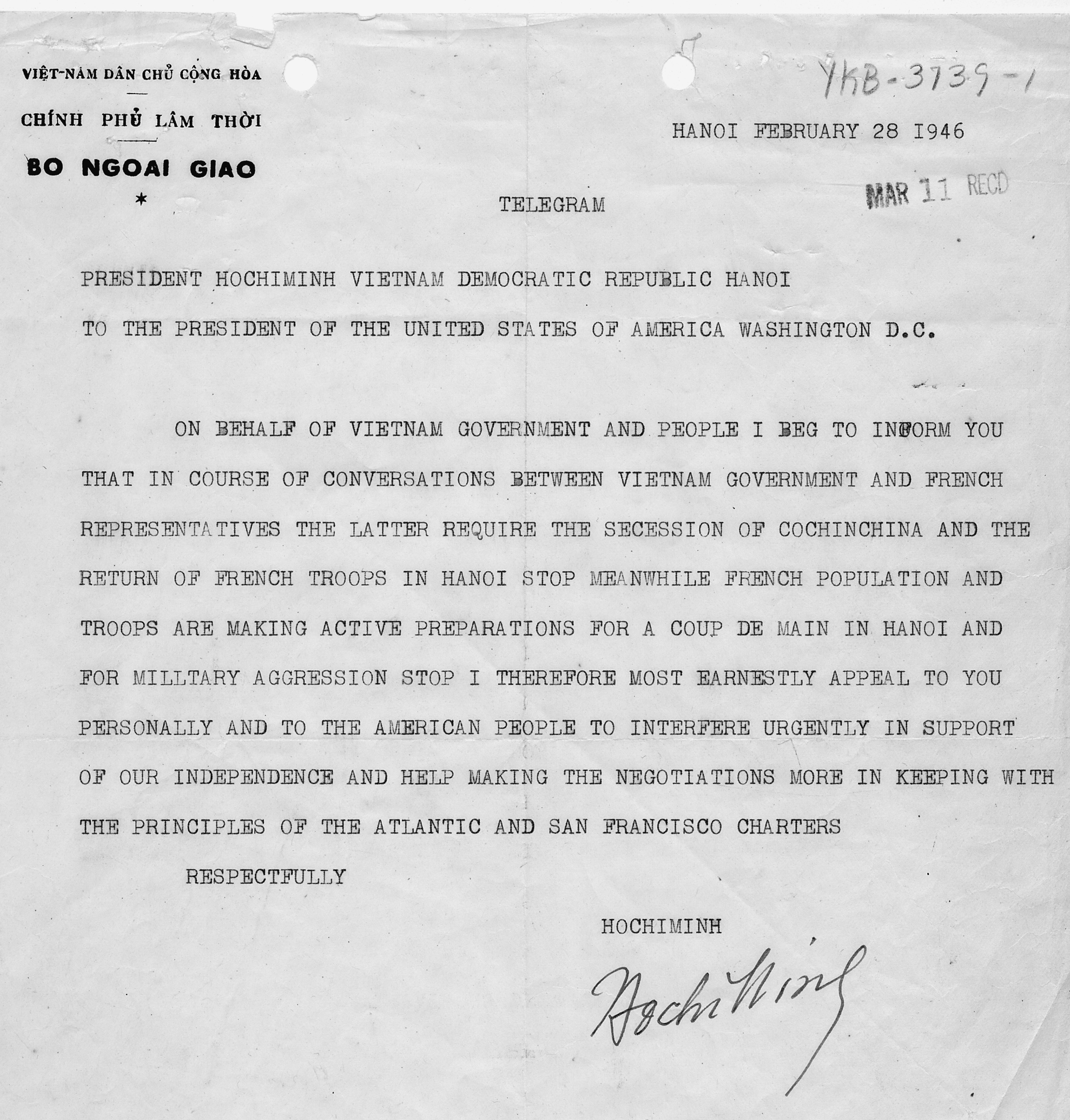
Vietnam: telegrama enviado por Hồ Chí Minh a Harry S. Truman (1946).

Era común enviar mensajes importantes utilizando la telegrafía eléctrica tradicional desde mediados del siglo XIX hasta que la técnica fue reemplazada gradualmente por el télex hasta la década de 1970, luego el telefax y hoy en día por varios tipos de servicios de mensajería electrónica, incluidos el correo electrónico y los mensajes de texto. El remitente generalmente ordenaba el telegrama por teléfono o directamente en el despacho en una estación de telégrafo y pagaba una tarifa que variaba según el número de palabras y la distancia al destinatario. El mensaje se envió a la estación receptora, se imprimió allí y se entregó al destinatario por correo, teléfono o mensajería. El método era mucho más rápido que el correo postal antiguo.

Dibujo esquemático de un telégrafo de código morse
1. Transmisor
2. Receptor.
3. Interruptor o disyuntor.
4. Fuente de alimentación.
5. Conexión a tierra.
6. Cable.
7. Electroimán.
8. Cabezal de impresión.
9. Rollo de papel.
10. Cilindro de impresión o escritura.
11. Cilindro de transferencia.
12. Cinta de papel.

El telegrama es enviado a través de señales telegráficas (ópticas o eléctricas). Obtuvieron su forma habitual en el siglo XIX con el establecimiento de las primeras redes de telégrafo a través de las cuales se podían enviar mensajes utilizando el código morse, es decir, el desarrollo de un sistema para entregar mensajes que eran entregados a los destinatarios por mensajeros o trabajadores postales. Hasta finales de los siglo XIX y XX, los telegramas eran la forma más rápida de comunicación, pero a menudo, debido a las limitaciones de la red o los altos precios, solían ser mucho más breves que las cartas tradicionales. Los telegramas continuaron como medio de comunicación incluso después de la invención del teléfono y la radio, pero finalmente fueron relegados a los márgenes solo a fines del siglo XX y principios del siglo XXI por el desarrollo del Internet y las redes móviles, por lo que muchos servicios postales descontinuaron el servicio solo entonces.

### Servicios de telegramas
Un servicio de telegramas es una empresa o entidad pública que entrega mensajes telegrafiados directamente al destinatario. Los servicios de telegramas no se inauguraron hasta que la telegrafía eléctrica estuvo disponible. Los sistemas ópticos anteriores se limitaban en gran medida a fines oficiales gubernamentales y militares.
Históricamente, los telegramas se enviaban entre una red de oficinas telegráficas interconectadas. Una persona que acudía a una oficina telegráfica local pagaba por palabra para que le telegrafiaran un mensaje a otra oficina y se lo entregaran al destinatario en papel.: 276  Los mensajes (es decir, los telegramas) enviados por telégrafo podían entregarse por mensajero telegráfico más rápidamente que por correo, e incluso en la era del teléfono, el telegrama siguió siendo popular para la correspondencia social y comercial. Se calcula que en 1929 se enviaron unos 200 000 000 de telegramas.: 274 
En 1919 se creó la Oficina Central de Direcciones Registradas en el Distrito Financiero de Nueva York. La oficina se creó para aliviar el creciente problema de los mensajes que se entregaban a destinatarios equivocados. Para combatir este problema, la oficina ofreció a los clientes de telégrafos la opción de registrar nombres en clave únicos para sus direcciones telegráficas. A los clientes se les cobraba 2,50 dólares al año por código. En 1934 se habían registrado 28 000 códigos.
Los servicios de telegramas siguen funcionando en gran parte del mundo (véase: Uso mundial de telegramas por país), pero el correo electrónico y los mensajes de texto han dejado obsoletos los telegramas en muchos países, y el número de telegramas enviados anualmente ha disminuido rápidamente desde los años 1980. En los lugares donde aún existen servicios de telegramas, el método de transmisión entre oficinas ya no es el telégrafo, sino el télex o el enlace IP.

#### Longitud del telegrama
Como tradicionalmente los telegramas se cobraban por palabra, los mensajes solían abreviarse para condensar la información en el menor número posible de palabras, en lo que se dio en llamar «estilo del telegrama».
La longitud media de un telegrama en la década de 1900 en Estados Unidos era de 11,93 palabras; más de la mitad de los mensajes tenían 10 palabras o menos. Según otro estudio, la longitud media de los telegramas enviados en el Reino Unido antes de 1950 era de 14,6 palabras ó 78,8 caracteres. En el caso de los telegramas alemanes, la longitud media es de 11,5 palabras ó 72,4 caracteres. A finales del siglo XIX, la longitud media de un telegrama alemán se calculaba en 14,2 palabras.

## Hoy en día
Los telegramas han caído en desuso con la introducción del correo electrónico (y antes, el fax), que permite enviar mensajes de forma más rápida y barata. Sin embargo, los servicios de telegramas siguen funcionando, y los telegramas se diferencian de otros medios de comunicación en que son entregados personalmente por un mensajero al destinatario, en media hora si es necesario, y (a diferencia del correo postal) los domingos y días festivos si se desea. Hoy en día, los telegramas se envían principalmente en ocasiones especiales, como bodas y aniversarios. A veces, los telegramas también se utilizan para las felicitaciones y condolencias oficiales. En el 2012, la reina de los Países Bajos, por ejemplo, seguía utilizando regularmente esta vía de comunicación para transmitir sus felicitaciones o condolencias.

## Situación actual
Antaño era costumbre enviar telegramas con motivo de acontecimientos importantes, y en ocasiones de amor, telegramas de contenido romántico. Con el desarrollo de las comunicaciones modernas, el romanticismo de recibir telegramas ha desaparecido.
En la actualidad, el telegrama ha perdido su relevancia debido a la aparición de muchos medios de comunicación alternativos más cómodos. El 27 de enero del 2006, Western Union, empresa estadounidense que llevaba ciento cincuenta años transmitiendo mensajes de texto por telégrafo, interrumpió el servicio.
Rostelecom sigue prestando servicios de transmisión de telegramas.
También puedes enviar un telegrama por Internet.

Telegramas de todo el mundo
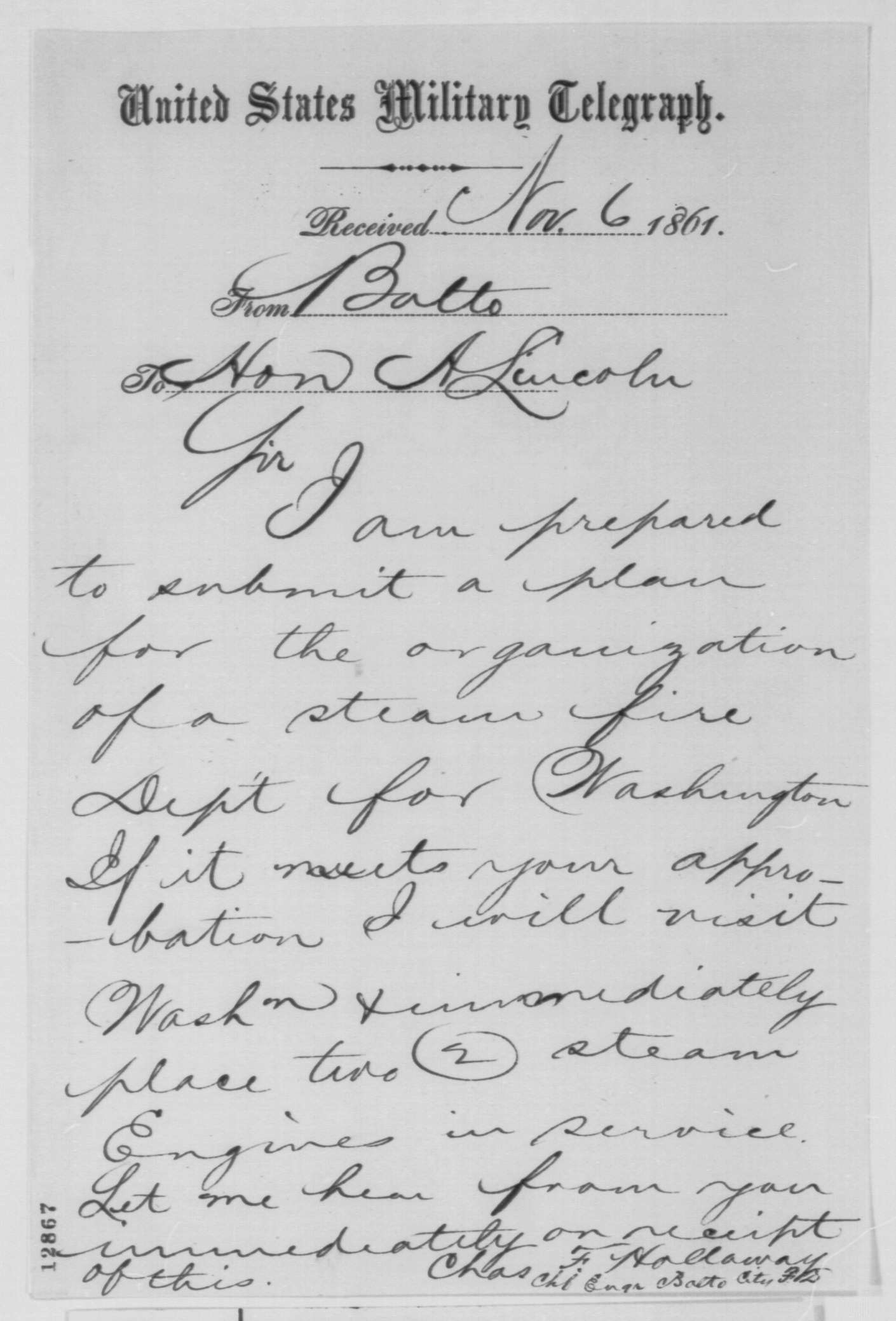
Estados Unidos: Telégrafo militar de Estados Unidos, telegrama a Abraham Lincoln (1861).
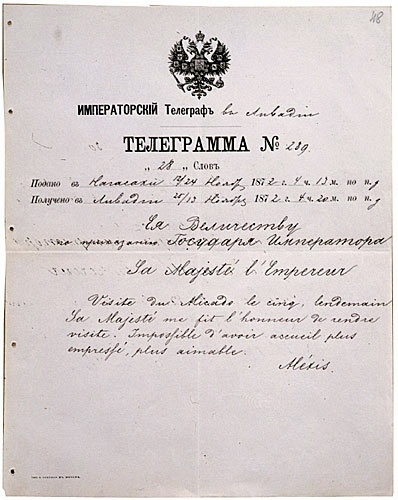
Imperio ruso: telegrama del príncipe Alejo Alexandrovich a Alejandro II (1872).
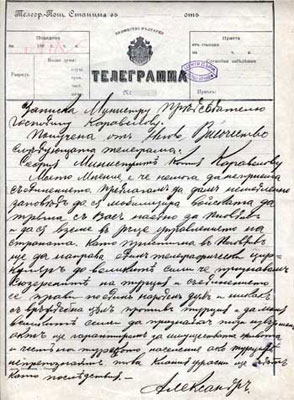
Bulgaria: telegrama de Alejandro I al gobierno provisional de Plovdiv sobre la incorporación de Rumelia Oriental (1885).
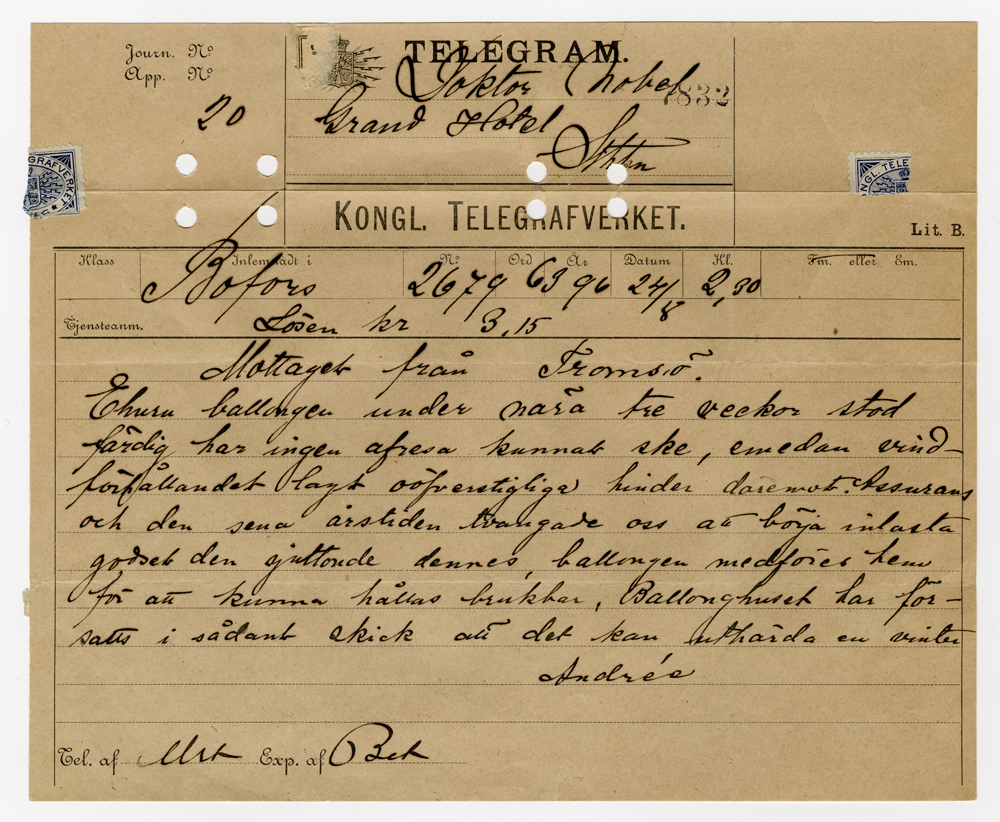
Suecia: telegrama de Salomon August Andrée a Alfred Nobel (sello telegráfico visible) (1896).
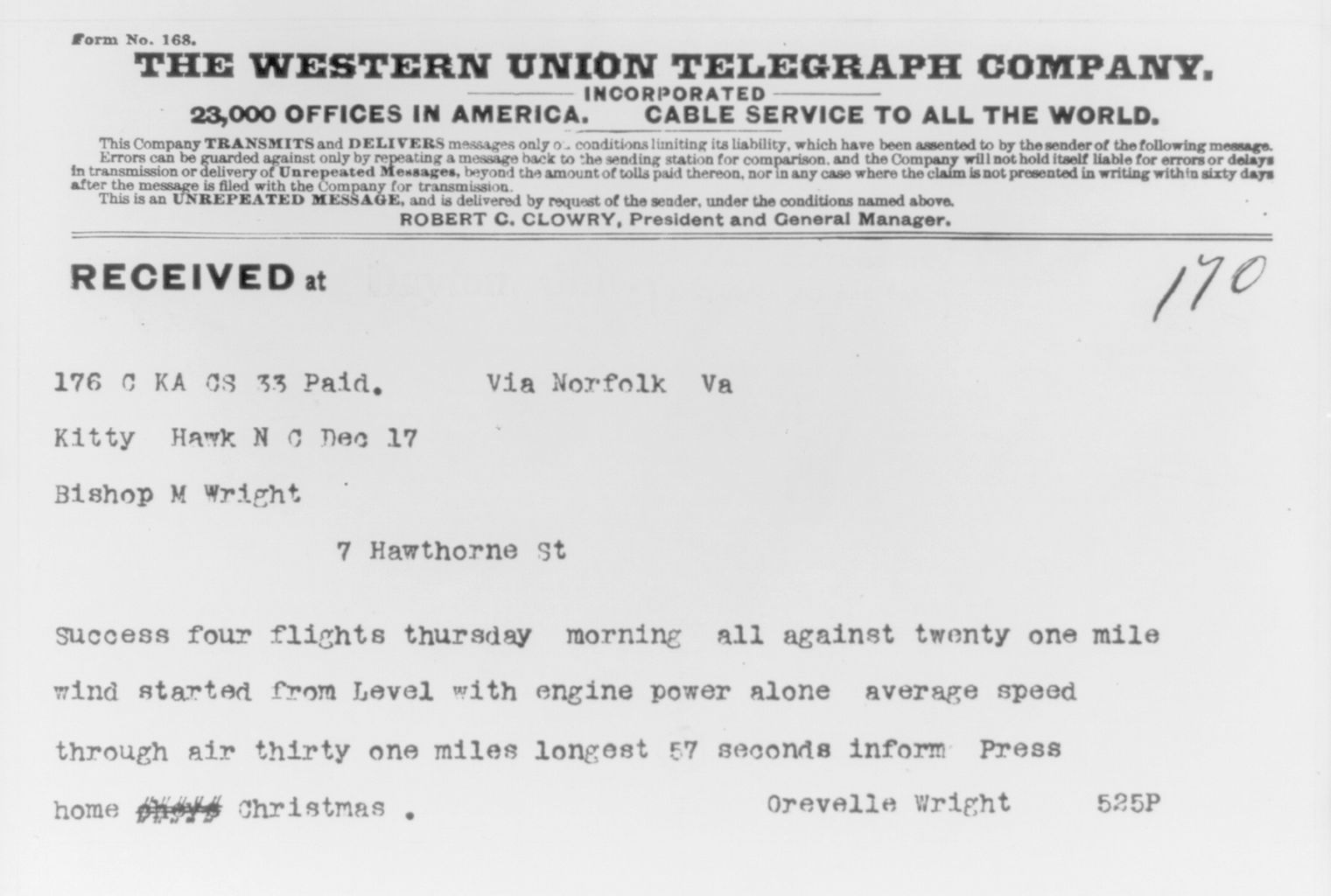
Estados Unidos: telegrama de Orville Wright (1903).
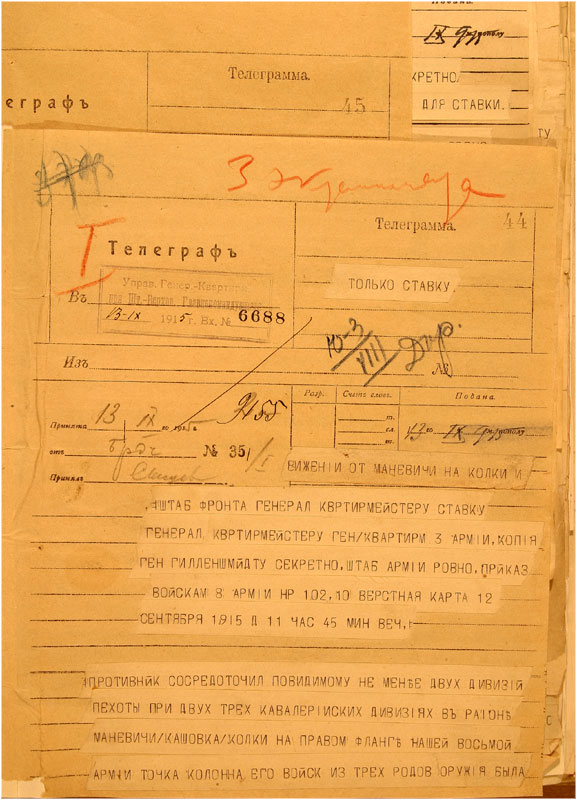
Imperio ruso: telegrama fechado el 13 de septiembre de 1915.
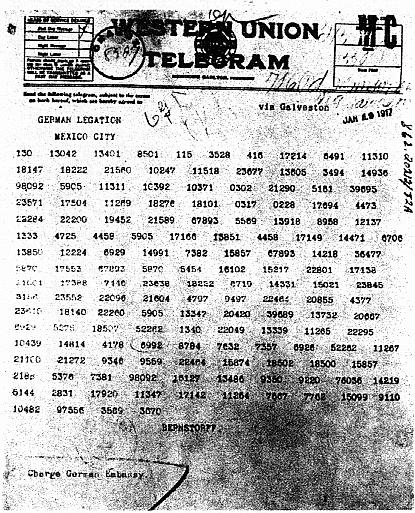
Imperio alemán: Western Union, Telegrama Zimmermann a México (1917).
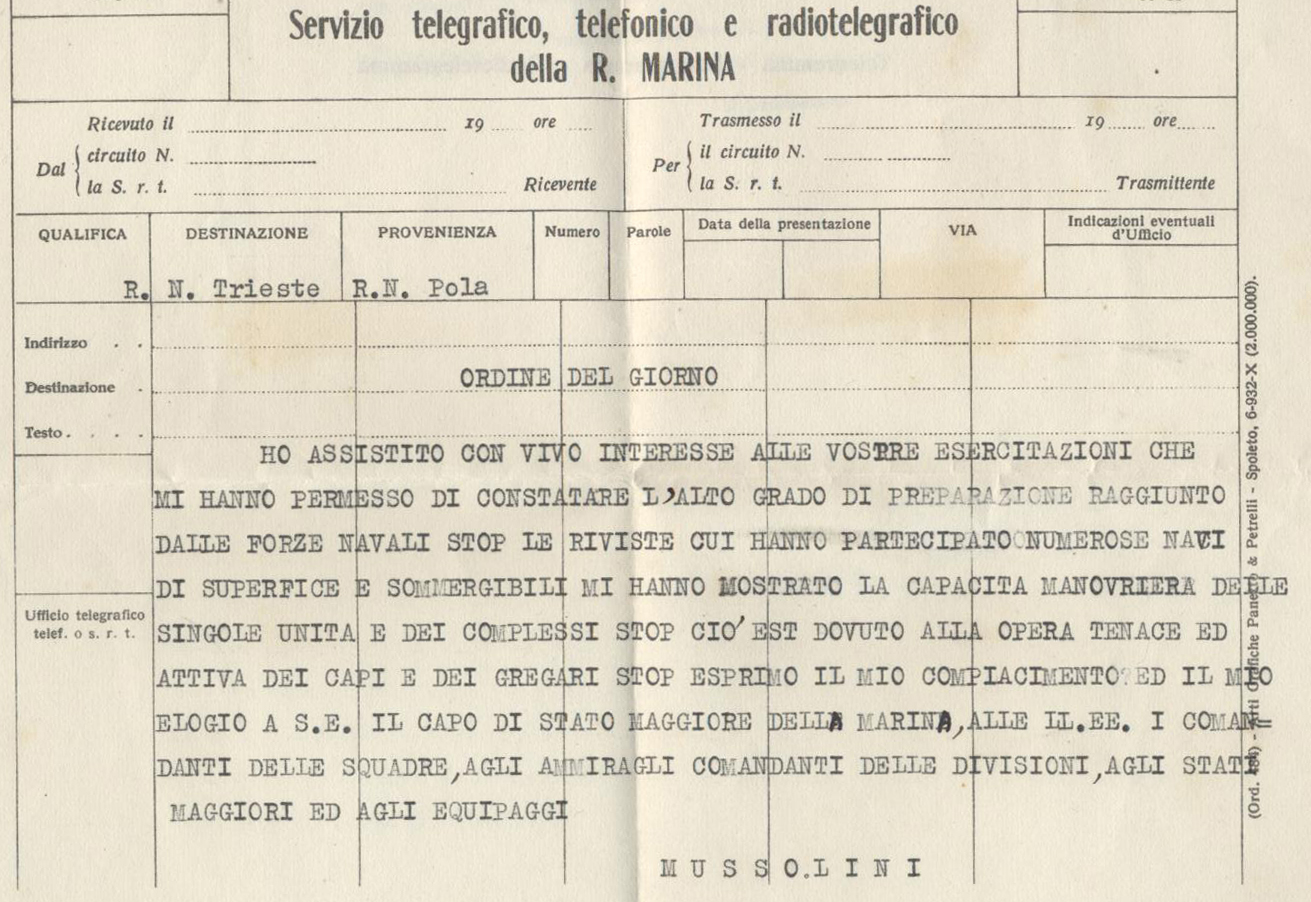
Italia: telegrama a Mussolini (1928).
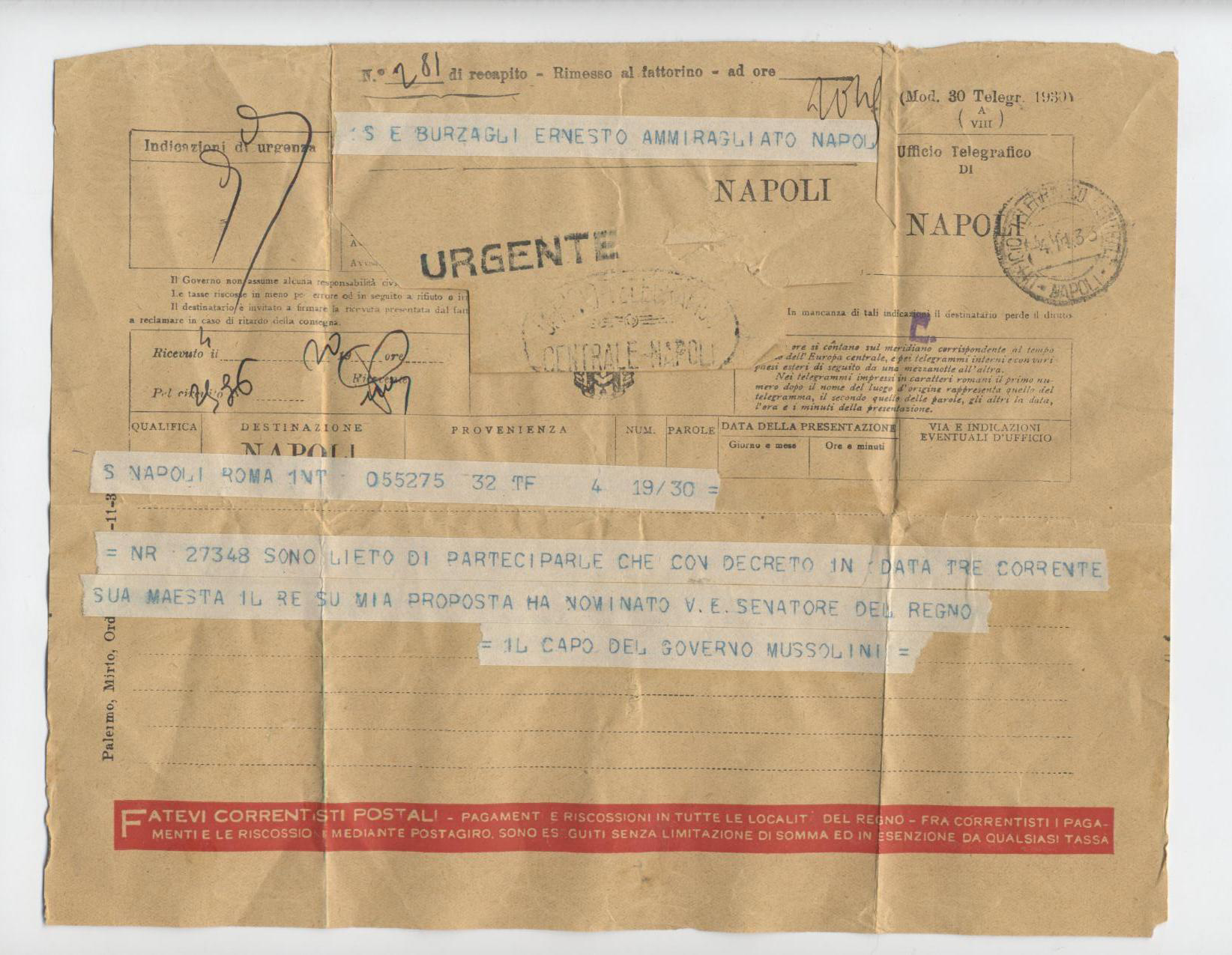
Italia: telegrama a Mussolini (1933).
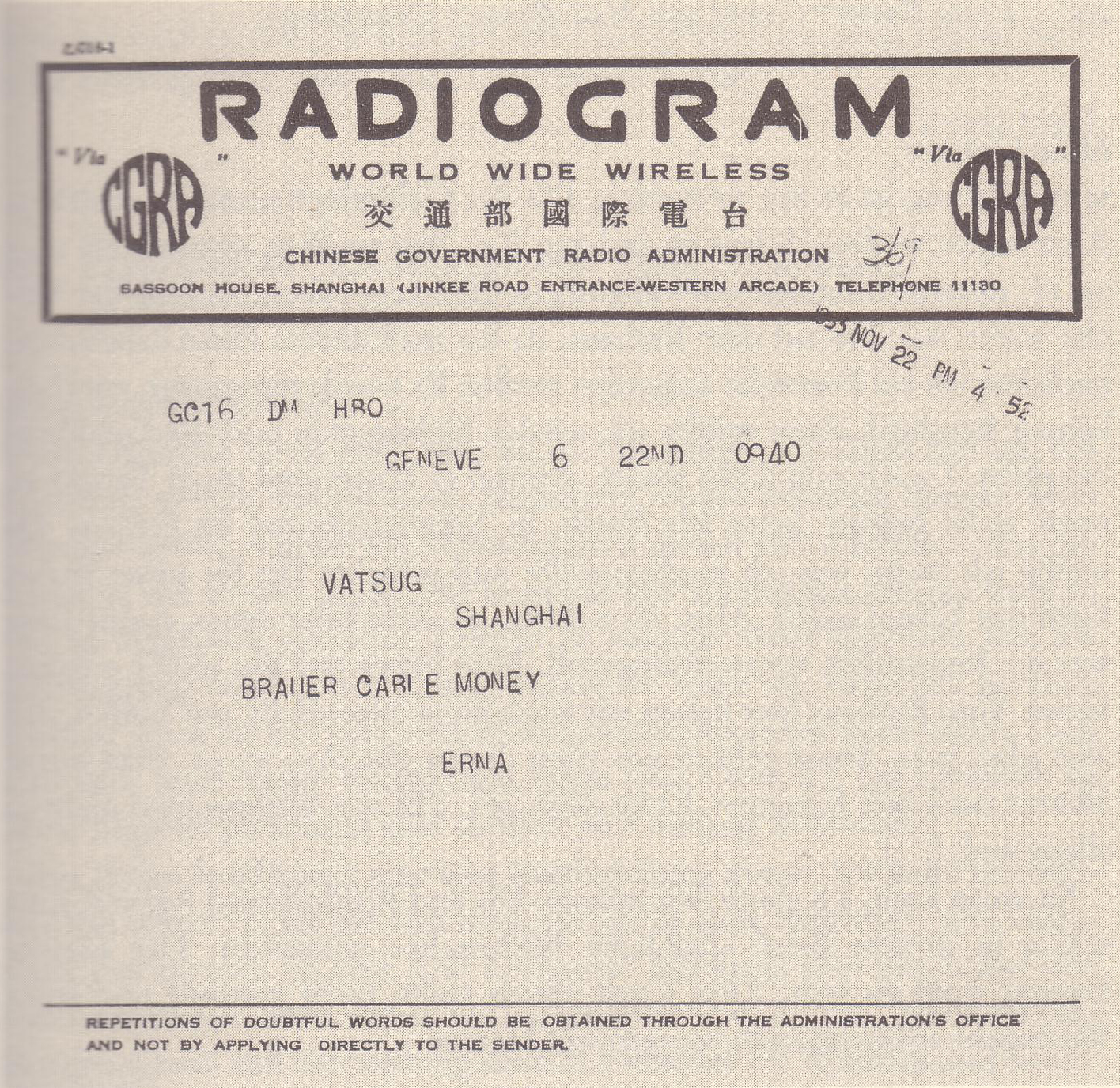
China: radiograma (1933).
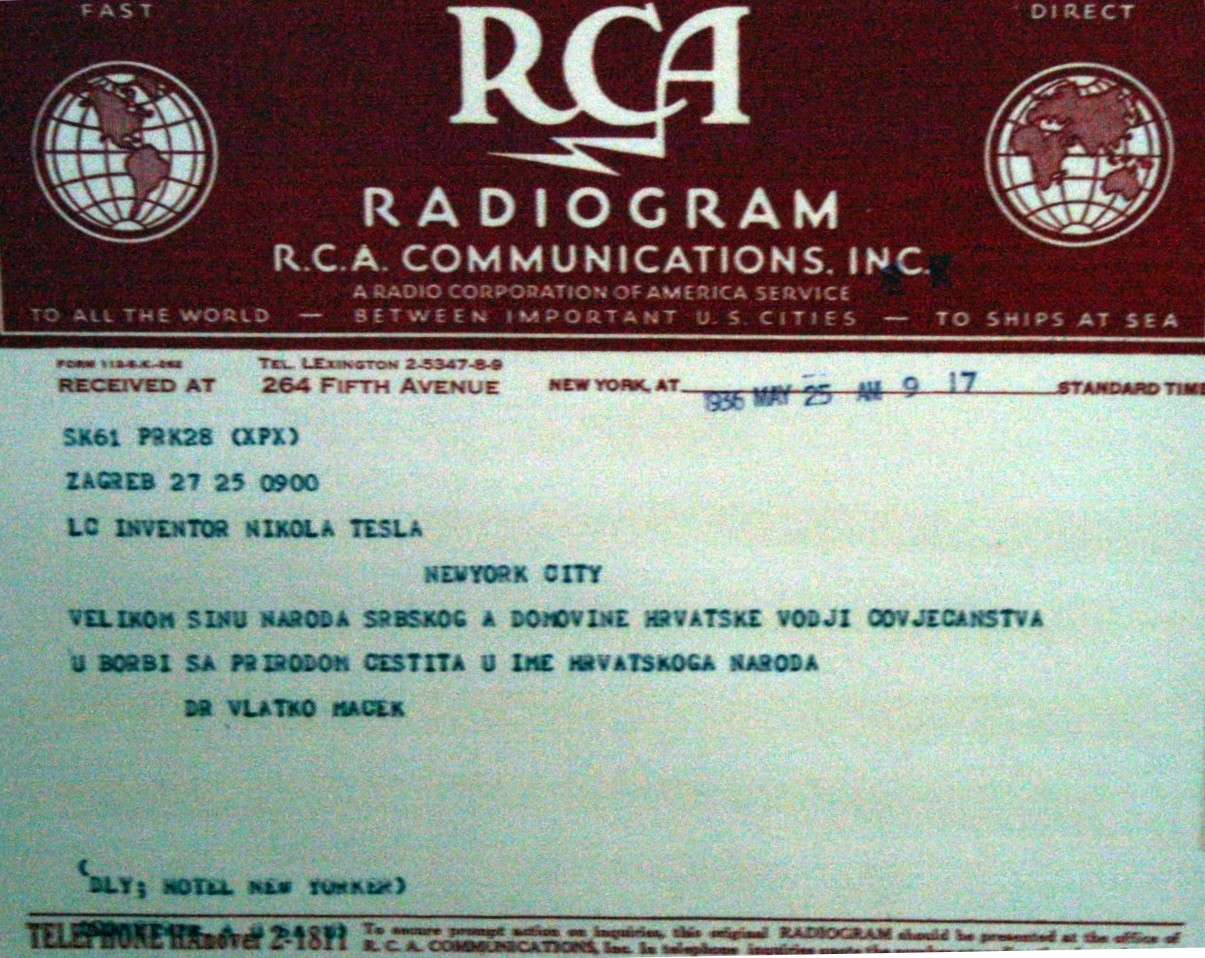
Estados Unidos: radiograma a Nikola Tesla (1936).
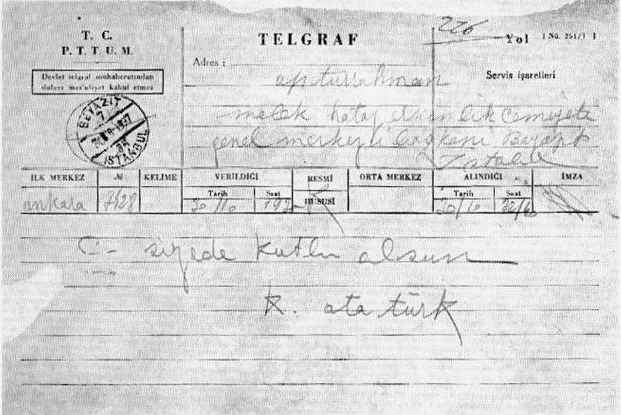
Turquía: Telegrama del primer presidente turco Mustafa Kemal (1938).
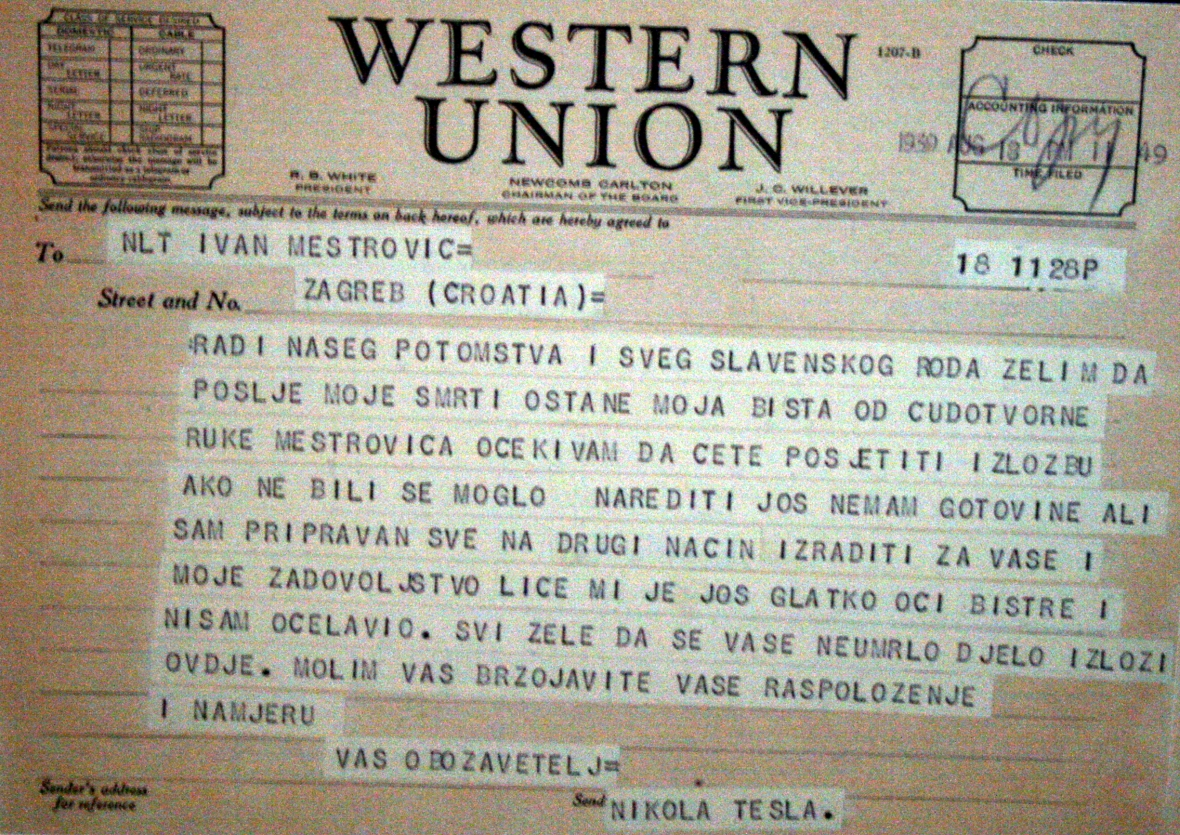
Croacia: Western Union, telegrama a Nikola Tesla (1939).
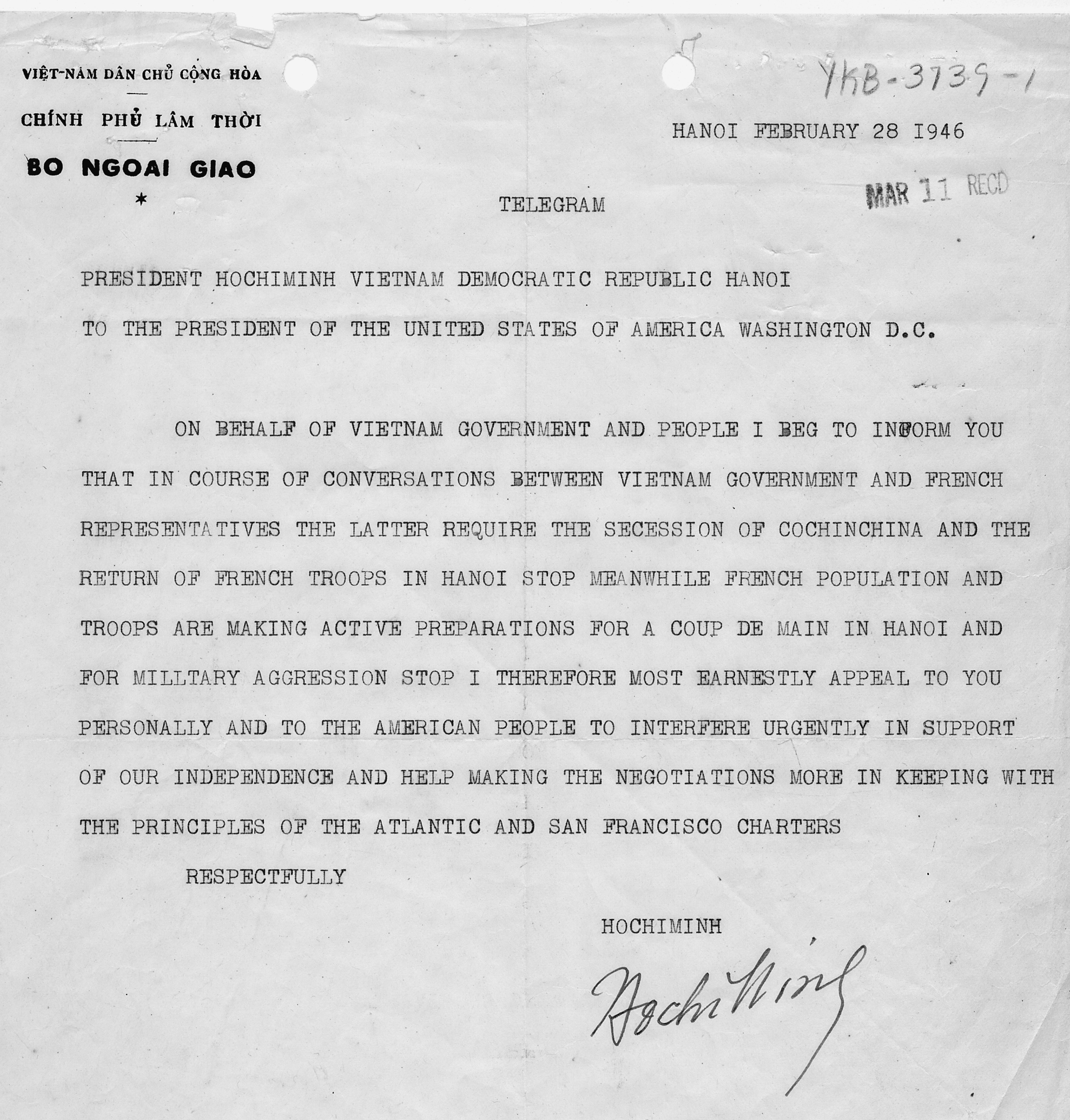
Vietnam del Norte: telegrama de Hồ Chí Minh a Harry Truman (1946).
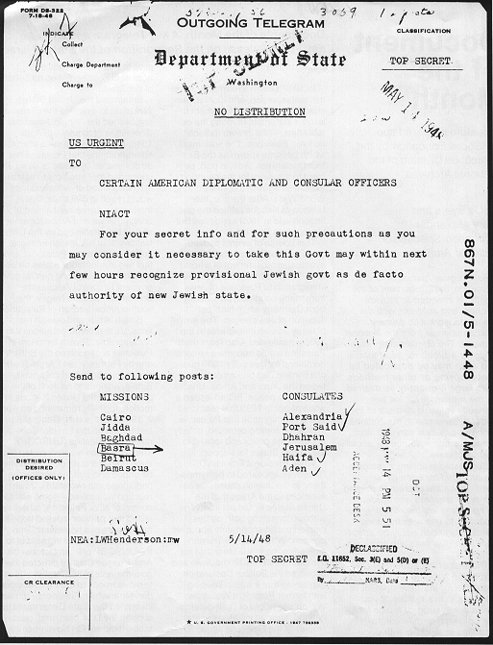
Estados Unidos: telegrama del Departamento de Estado reconociendo a Israel de facto (1948).
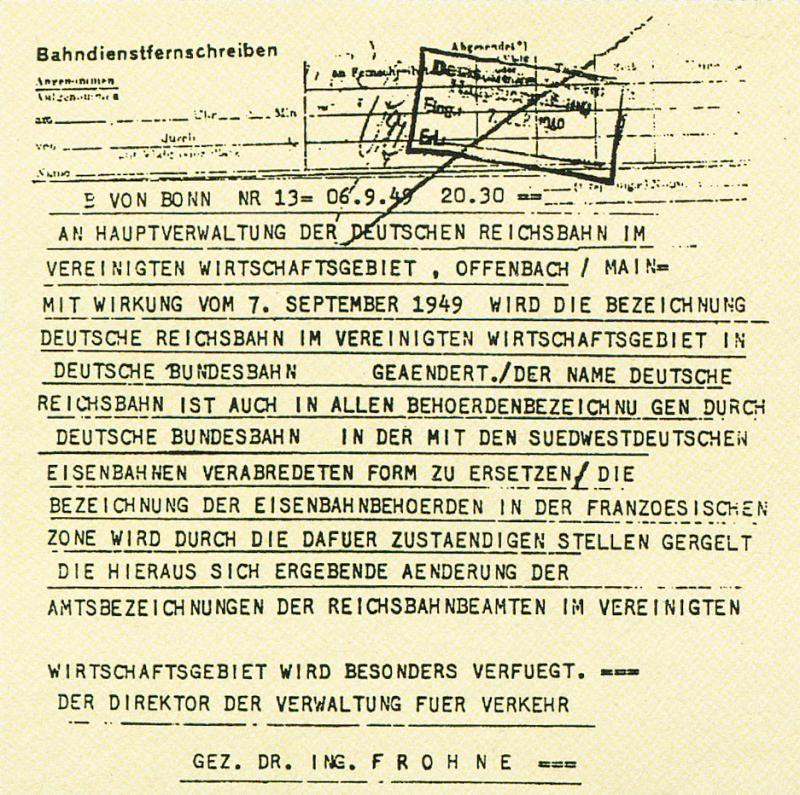
Alemania Federal: telegrama ferroviario sobre la creación de los ferrocarriles estatales, Deutsche Bundesbahn (1949).
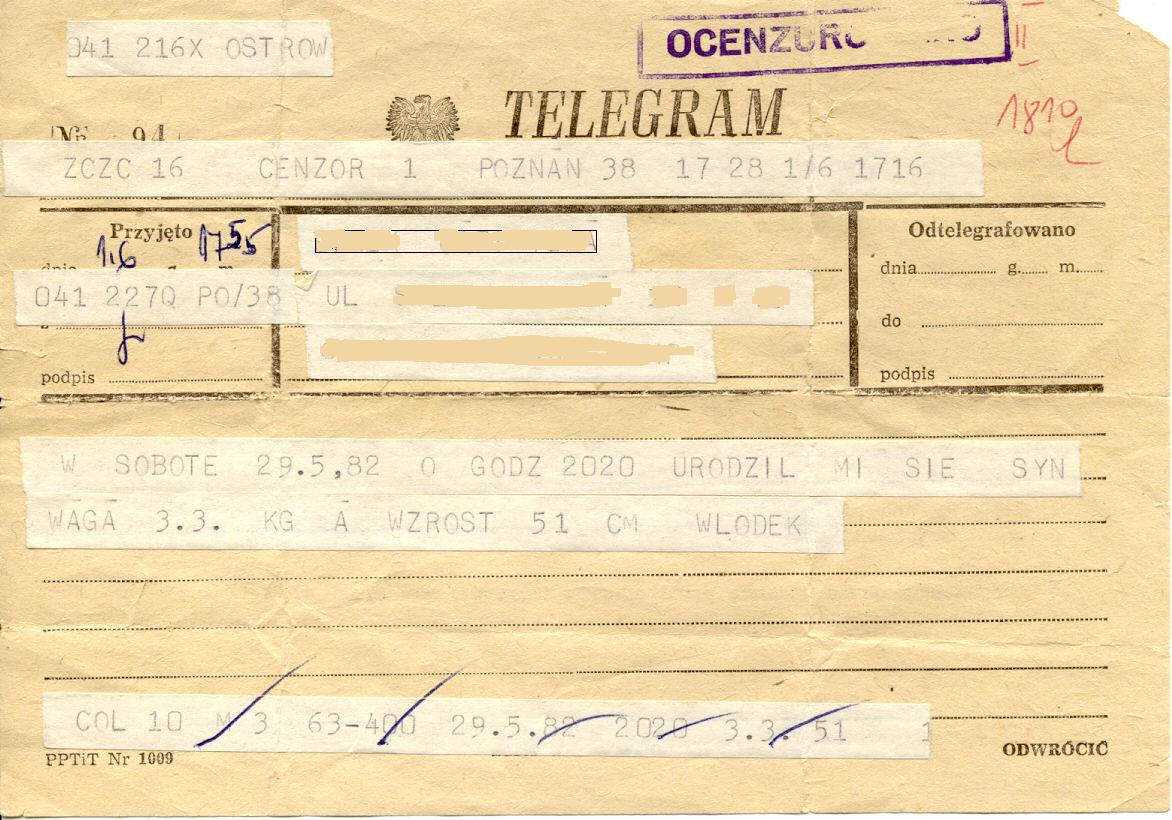
Polonia (1982).
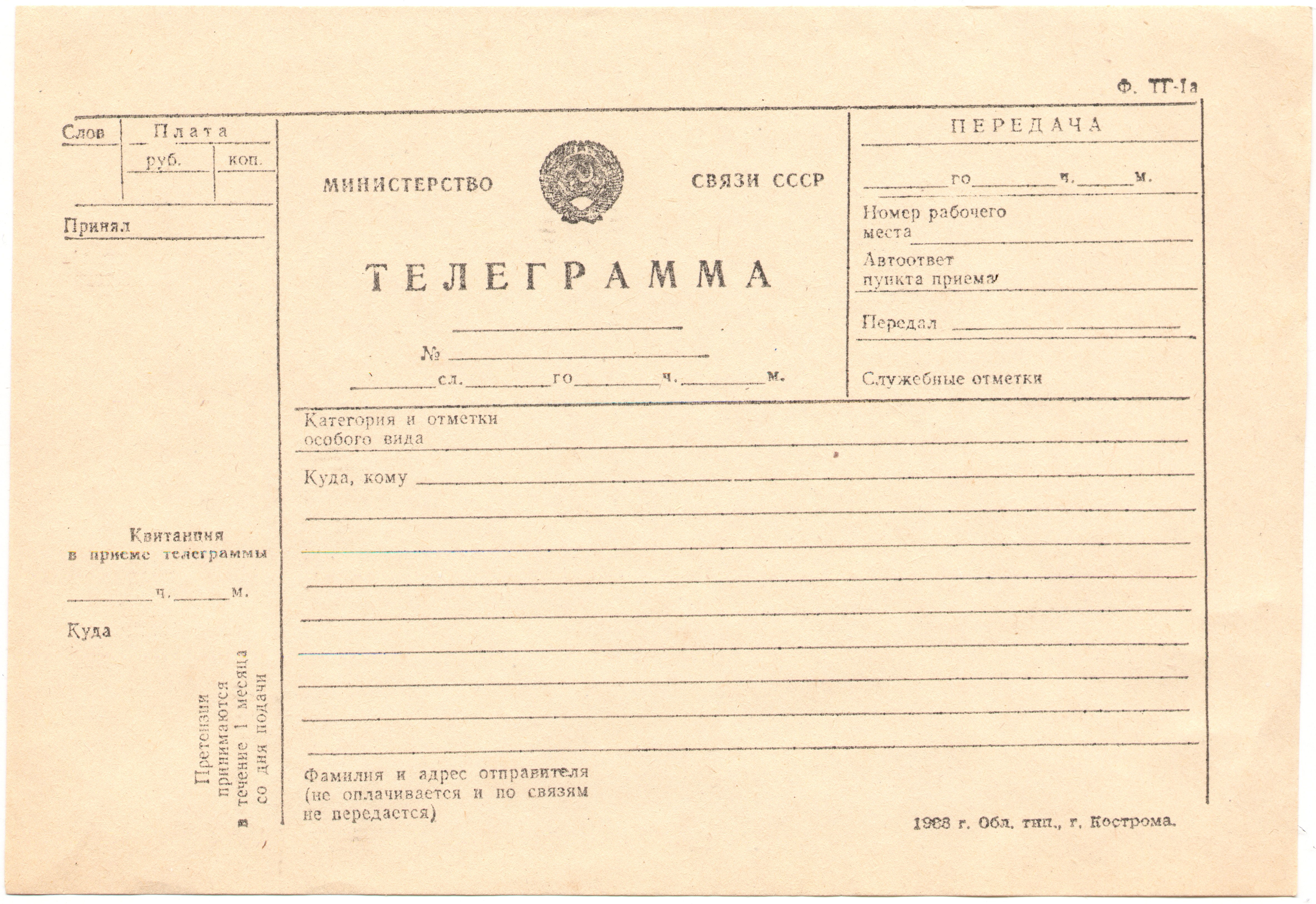
Unión Soviética: formulario de telegrama en blanco, formulario TG-1a (1988).
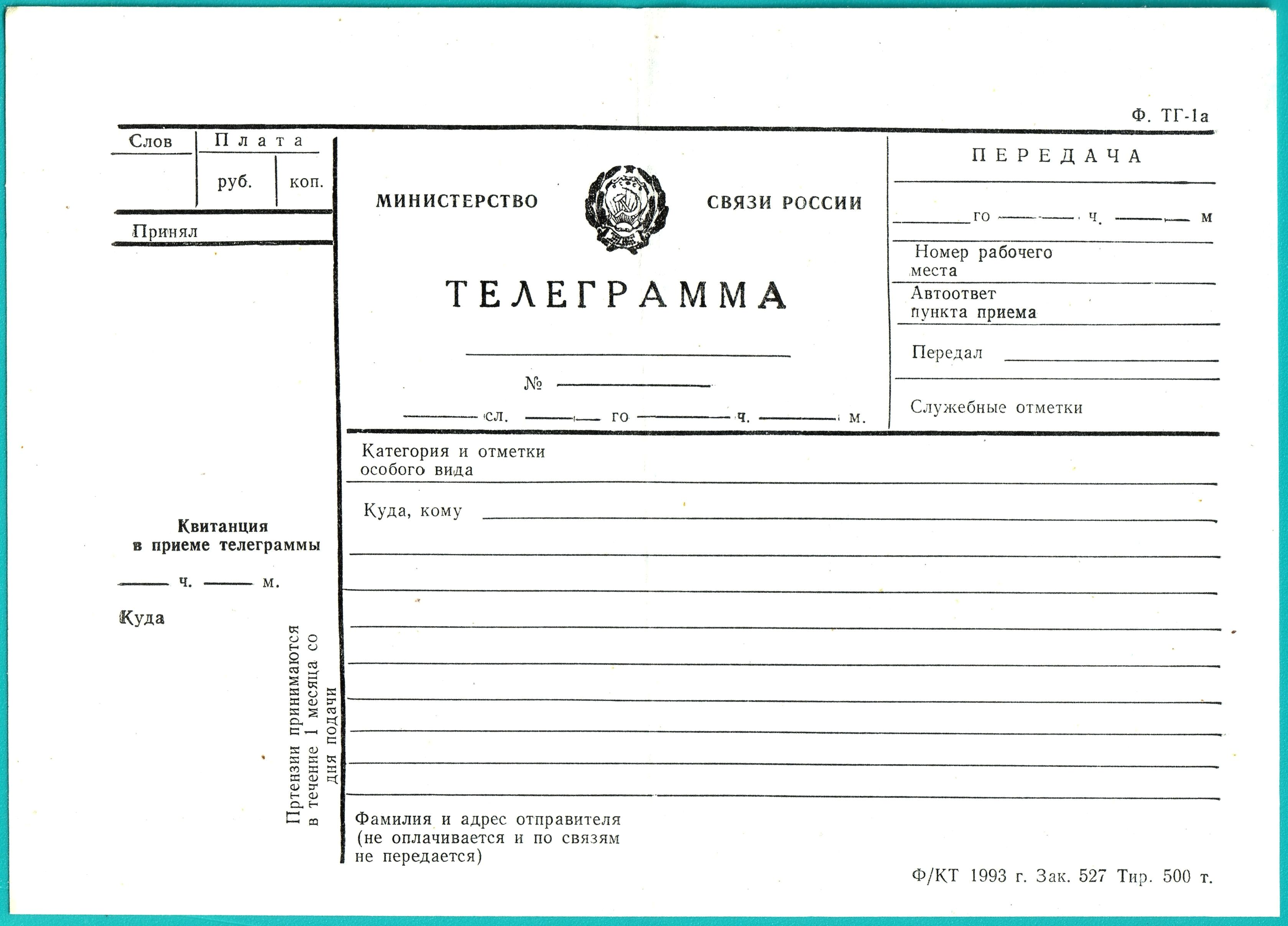
Rusia: formulario de telegrama en blanco TG-1a (1993).

## Fondo/transmisión
Los telegramas eran una herramienta útil a finales del siglo XIX y principios del siglo XX, ya que apenas habían teléfonos (privados). Dado que el plazo estándar de entrega de las cartas era de unos cuatro días, los telegramas eran, por tanto, la única forma de entregar los mensajes de forma comparativamente rápida.
La transmisión de un telegrama se realiza en tres etapas:
1. Enviando un telegrama: El remitente dictaba su texto a un funcionario de la oficina de correos o de la oficina de telégrafos en persona o por teléfono. El funcionario anotaba la dirección del destinatario, el texto real y cualquier motivo decorativo (las plantillas se mostraban o imprimían en la guía telefónica). El pago podía realizarse en la oficina, mediante una factura telefónica o introduciendo una moneda en el teléfono público. Durante el apogeo del uso de los telegramas en Alemania, el servicio postal, el servicio telefónico y el servicio telegráfico estaban unidos bajo un mismo techo (Reichspost, Bundespost o Deutsche Post). Esto permitió los diversos accesos equivalentes. En las transacciones comerciales, era habitual (ya en 1900) tener una dirección de telegrama (depositada en la oficina de telégrafos): Se trata de una palabra de hasta 15 letras. Si un remitente utilizaba esta dirección, sólo tenía que pagar una tasa por palabra, de lo contrario pagaba una tasa por palabra por nombre, calle, número de casa y ciudad.
2. Transmitir telegrama: La información escrita se enviaba entonces a una oficina de correos o de telégrafos cercana al destinatario, por ejemplo, por télex.
3. Entregar telegrama: En la oficina del destinatario, la tira de papel del télex se pegaba en una pequeña tarjeta (por ejemplo, la tarjeta de joyería seleccionada) y se entregaba mediante un mensajero (en moto), normalmente en las 2 horas siguientes (4 horas por la noche) al envío del telegrama.

## Servicios de telegramas por países

### Alemania
En 1870, era posible telegrafiar a la India.
El primer telegrama con imágenes se envió y recibió en 1927 en la operación de prueba de la telegrafía con imágenes entre la instalación de radio a gran escala en Nauen y el receptor en la sede de Telefunken en la calle Brunnenstraße en Berlín-Wedding. La primera transmisión internacional tuvo lugar en 1930 desde Berlín a Nankín (China) por onda corta. Según el Deutsche Bundespost, en 1978 se transmitieron unos 13 000 000 de telegramas.
Los telegramas podían enviarse en las oficinas de correos, por teléfono o con el repartidor de telegramas. En el tráfico nacional, los telegramas-cartas podían enviarse con una tarifa reducida. Estos no fueron entregados por el repartidor de telegramas, sino con el correo postal.
Desde el 31 de diciembre del 2000, Deutsche Telekom AG ya no transmite telegramas al extranjero. La razón que se aduce es que el método de transmisión es técnicamente obsoleto. Sin embargo, Deutsche Post AG sigue ofreciendo el servicio de "telegramas" para el mercado nacional. Ofrece la posibilidad de enviar saludos privados con un toque individual. También hay varios servicios de Internet que ofrecen el envío de telegramas, también a países extranjeros. Esta forma "moderna" de telegrama sólo puede compararse con la anterior hasta cierto punto: a veces la entrega se realiza —con Deutsche Post si se envía después de las 3 de la madrugada— sólo el siguiente día laborable, ya no en horas. El telegrama ha perdido importancia porque la red de comunicaciones se ha ampliado y ahora existen medios más modernos de transmisión de datos (SMS, correo electrónico, mensajería instantánea).

### Austria
En Austria se enviaron telegramas por primera vez en 1847. Hasta el estallido de la Primera Guerra Mundial, el número de telegramas enviados anualmente llegó a ser de hasta 23 000 000 en 1913. La competencia del teléfono, la radiotelefonía y el télex, que comenzó un poco más tarde, provocó un declive en el uso de los servicios de telegramas a partir de la década de 1920. Sin embargo, hasta finales del siglo XX, los telegramas de felicitación especialmente ilustrados o musicales gozaron de una popularidad aún mayor. En 1984, se enviaron en total cerca de 1 000 000 de telegramas en Austria.
Con la difusión del correo electrónico y la telefonía móvil, los telegramas como servicio de información rápida perdieron finalmente su importancia en los años 1990. El 24 de octubre del 2005, Telekom Austria anunció que suspendería completamente este servicio el 31 de diciembre por motivos económicos (sólo se enviaban bastante menos de 10 000 telegramas al mes). En enero del 2006, UTS GmbH (telegramm.at) se hizo cargo del servicio de telegramas de Telekom Austria.
Esta empresa también se hizo cargo del servicio de telegramas de Suiza en el 2005 y posee y explota los servicios de telegramas en un total de 43 países, entre ellos los Países Bajos, Austria, el Reino Unido, Suecia, Polonia, Nueva Zelanda, Hong Kong y Singapur.

### Bélgica
En Bélgica se pudieron enviar telegramas eléctricos desde 1846 hasta el 29 de diciembre del 2017. La primera conexión fue a lo largo de la línea ferroviaria Bruselas-Amberes. El servicio fue gestionado inicialmente por la Junta de Telegrafía, que se independizó en 1930 como Agencia de Telégrafos y Telefonía.
El telégrafo óptico de Chappe había estado en uso desde mayo de 1803, principalmente para comunicaciones militares.

### Estados Unidos

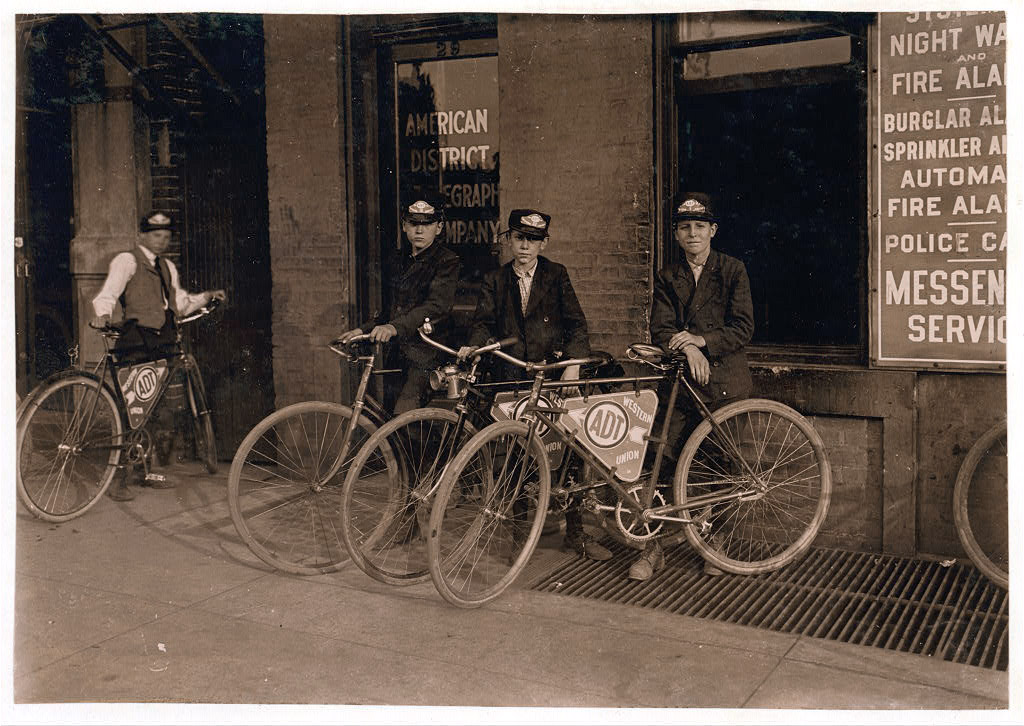
Mensajeros ciclistas de la ADT Telegraph Company en Indiana, Estados Unidos (1908).

El 27 de enero del 2006, Western Union, antaño líder en la transmisión de telegramas, suspendió el servicio por falta de demanda. En el 2005, 30 empleados seguían siendo responsables de este negocio, pero sólo se enviaron 20 000 telegramas en total (para comparar: en 1929, fueron 200 000 000).
La empresa canadiense iTelegram compró la red de Western Union y todavía hoy ofrece telegramas en todo el mundo.
Tradicionalmente, los radioaficionados de Estados Unidos —a diferencia de los de Alemania— pueden grabar, reenviar y entregar radiotelegramas. Desde hace décadas existe la institución del llamado radiograma (véase ARRL Radiograma), en el que los miembros de la American Radio Relay League (ARRL) transmiten telegramas de forma voluntaria utilizando la tecnología de radio.

### Hungría
En Hungría, el servicio funcionó entre el 27 de diciembre de 1847 y el 30 de abril del 2021.
La palabra "telegrama", acuñada en la época de la reforma lingüística, fue el antecedente de los telegramas actuales, que eran especialmente importantes en la vida diplomática, donde había que enviar mensajes confidenciales o secretos por correo.

#### Contrato para el uso de los servicios de los telegramas
El contrato para la utilización de los servicios de los telegramas se establece entre el remitente y Posta (Correos). Posta (Correos) considera remitente a la persona u organización indicada como remitente en el telegrama. El contrato para el uso los servicios de los telegramas se crea al momento de recibir (aceptar) el telegrama. La fecha de celebración del contrato es la fecha de recepción del telegrama. El momento de la ejecución del contrato será el momento de la entrega o del intento de entrega en el caso de la entrega por correo, o el momento de la entrega o del intento de entrega por tercera vez a más tardar en el caso de los telegramas entregados por medios de comunicación electrónicos.

#### Variedades
- a) Telegrama de Estado ("Estado", "con prioridad de Estado"): "El tipo de telegrama expedido en circulación interna por un órgano estatal o de la administración pública, tribunal, fiscalía, notario, embajada o consulado de un Estado extranjero, así como la respuesta a tal telegrama además de la presentación del original telegrama. Los telegramas de Estado sólo pueden enviarse personalmente, por fax o télex, previa presentación de la prueba de derecho con el sello del organismo que los envía".
- b) Telegrama carta (LT, LTF, "telegrama carta estatal"): "El tipo de telegrama que Posta (Correos) envía a la oficina de correos del destino en forma de telegrama y lo entrega como carta en la oficina de correos del destino".
- c) Telegrama ordinario (sin señal): "Telegramas enviados entre personas físicas, personas jurídicas, empresas no constituidas en sociedad y otras entidades".
- d) Notificación de servicio (A, CR, ST): "El tipo de telegrama que se intercambia entre los proveedores de servicios de tramitación de telegramas en relación con un telegrama tramitado por ellos y que Posta (Correos) envía al usuario como información sobre la tramitación del telegrama".

### India
El servicio de telegramas fue fundado en 1850 por la Compañía Británica de las Indias Orientales. El 5 de noviembre de 1850, el joven irlandés William Brooke O'Shaughnessy envió el primer telegrama, desde Calcuta a Diamond Harbour, a pocos kilómetros de distancia. En 1947, año de la independencia de Inglaterra, se enviaron 20 000 000 de mensajes, en el 2012 sólo 40 000, aunque la población se ha cuadruplicado hasta los 1 200 000 000. El 15 de julio del 2013, la India puso fin a su servicio de telegramas después de 163 años. En el último recuento, había 75 oficinas de telegramas y el Ministerio de Telecomunicaciones a cargo empleaba a casi 1100 telegrafistas. Los telegramas siempre eran entregados personalmente por mensajeros. Los empleados serán destinados a otras áreas del Bharat Sanchar Nigam Limited. Hasta la introducción de un sistema de servicio de telegramas basado en Internet en el 2008, la transmisión se realizaba a menudo por telegrafía morse; las teleimpresoras sólo se utilizaban esporádicamente.

### Francia
En Francia, los servicios del telegrama se interrumpieron el 30 de abril del 2018.

### Noruega
Det Norske Telegrafvæsen abrió la primera línea de telégrafo civil de Noruega en 1855. El primer telegrama entre Europa y Estados Unidos se intercambió en 1858. La radiotelegrafía inalámbrica se puso en uso en Noruega a partir de 1906. El "telegrama de celebración" se introdujo en Noruega en 1907. Estos tenían imágenes e impresiones en color y se usaban para saludos solemnes en confirmaciones, bodas y otras ocasiones. Los telegramas festivos se enviaron hasta finales del siglo XX. En 1998 y 1999, Rogaland Radio asumió la responsabilidad del servicio de telegramas noruego. Luego se enviaban alrededor de 600 a 900 telegramas por mes.
La guía telefónica de 1990 establece lo siguiente sobre el servicio de telegramas en Noruega:
El número de teléfono de telegramas para pedir telegramas tanto para el interior como para el extranjero era el 0138. Para pedir telegramas de radio en una estación costera noruega era llamar al 0135, mientras que en una estación costera extranjera el número de teléfono era el 0138.
El precio básico del telegrama era de 54 NOK más 1,50 NOK por palabras para Noruega, Europa, la zona del Mediterráneo y Oriente Próximo, y NOK 4,20 para el resto del mundo.
La presentación de telegramas puede realizarse por teléfono, télex o en el mostrador en una teleexpedición.
La entrega de telegramas se realizaba por teléfono, télex, fax, teletexto o correo como último recurso cuando no era posible otro método de entrega.
Los telegramas que se envían a destinatarios en Noruega (es decir, con el indicador de destino de Noruega es NOXX) se imprimen y publican en Noruega a partir de junio del 2020 por Telenor ved Bodø radio.[cita requerida]
La Unión Internacional de Telecomunicaciones asumió la responsabilidad del operador del servicio de telegramas hacia y desde Noruega de la empresa neerlandesa Unitel el 1 de enero del 2002 cuando Telenor (en Rogaland Radio) puso fin a su servicio de telegramas.
Los telegramas pueden, ser ordenados a varios proveedores a través del Internet; sin embargo, no con el indicador de origen de Noruega especificado NOXX, por lo que los telegramas no se enviarán telegráficamente desde Noruega, sino desde el país y con el indicador de origen al que está asociado el proveedor en cuestión.[cita requerida]
Después de los ataques terroristas en Noruega el 22 de julio del 2011, el rey de Noruega recibió las condolencias de los jefes de Estado de todo el mundo, y algunos de estos fueron enviados en forma de telegramas, incluso desde Mónaco, España, Catar, y Bélgica.
En el periodo 2011-2015, se enviaron aproximadamente 150 telegramas anualmente a destinatarios en Noruega.
En el periodo 2015-2020, se enviaron alrededor de 90 telegramas anualmente a destinatarios en Noruega.

### Países Bajos
A partir de 1852 los telegramas fueron aceptados, enviados y entregados en los Países Bajos por el Rijkstelegraaf, más tarde el PTT (Posterij, Telegraaf en Telefonie —Correos, Telegrafía y Telefonía—). Luego hasta el 2001 por su sucesora KPN Telecom. Desde el 2001, el servicio de telegramas en los Países Bajos está en manos de Unitel en la Provincia de Groninga.

### Polonia
En Polonia, el servicio del telegrama lo brindaba anteriormente la empresa estatal Polska Poczta, Telegraf i Telefon. Tras la división de la empresa Polska Poczta, Telegraf i Telefon en Telekomunikacja Polska y en Panstwowe Przedsiebiorstwo Uslug Pocztowych Poczta Polska, la prestación del servicio de telegramas quedó a cargo de Telekomunikacja Polska. A lo largo de los años, cada vez más servicios postales de varios países han abandonado la prestación de este servicio.
En 1985 se enviaron unos 20 000 000 de telegramas en Polonia, en 1990 fueron 12 000 000, en el 2002 fueron 2 500 000, y a principios de los años 2010 la cifra había descendido a unos 400 000.
En noviembre del 2002, Telekomunikacja Polska se unió a las filas de las empresas que renunciaron, ya que no les resultaba rentable mantener un equipo de repartidores de telegramas. Poczta Polska logró llenar este vacío inmediatamente al introducir el servicio Telegram Pocztowy (Telegrama Postal) con tiempo de entrega garantizado. Los telegramas postales se enviaban al punto de entrega postal a través de la red nacional WAN de Poczta Polska. El remitente de Telegram Pocztowy, además del tradicional formulario en Telegram Pocztowy, podrá transmitir su contenido al destinatario también por teléfono, fax, correo electrónico o SMS. También era posible pedir un telegrama entregado en un espacio en blanco decorativo, incluida una versión de condolencia.
El 1 de octubre del 2018, Poczta Polska retiró el servicio de telegramas postales.
Actualmente, en Polonia, este servicio lo brinda el operador privado telegramy.pl.

### Suecia

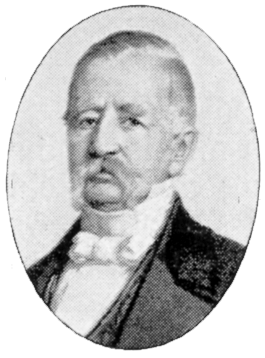
Carl Fredrik Akrell introduce el telégrafo en Suecia.

#### Estructura
A mediados del siglo XIX, Suecia contaba con varias líneas de telegrafía óptica, cuyo principal inconveniente era que necesitaban luz diurna y buen tiempo para funcionar. La primera iniciativa para crear una red de telegrafía sueca se tomó en 1835, cuando el astrónomo de Upsala Gustaf Svanberg compró equipos para construir una línea entre los observatorios de Estocolmo y Upsala. En 1846, Isak Fredrik von Heland y Anton Ludvig Fahnehjelm hicieron una demostración de un aparato telegráfico de diseño propio a Carl Akrell, entonces jefe de la telegrafía óptica. Más tarde, el dispositivo también se demostró a Óscar I y a la reina Josefina. Este proyecto tampoco se realizó. Llegaron ofertas del extranjero, incluso de un contratista estadounidense llamado Robinson. En 1849 ofreció construir una línea entre Gotemburgo y Estocolmo, pero la oferta fue rechazada, sobre todo por la falta de interés del comercio.
Sin embargo, en 1852 llegó el momento de realizar una investigación. Carl Akrell recibió el encargo de presentar propuestas para las futuras líneas ferroviarias troncales y para un futuro telégrafo eléctrico. En su informe, Akrell destacó los beneficios tanto para el comercio como para el ejército y la política. Propuso dos líneas principales, una entre Estocolmo y Helsingborg vía Upsala, Västerås, Örebro, Mariestad y Gotemburgo, y otra entre Estocolmo y Karlskrona vía Norrköping y Linköping. Las líneas tendrían algunos ramales, y desde Helsingborg también se planeó una línea hasta Copenhague para conectar la red con el resto de Europa. En esencia, la red telegráfica se coordinaría con la construcción de las líneas principales.
Como primer paso, se construyó una instalación experimental basada en el sistema de Morse entre Estocolmo y Upsala. La línea se construyó en la primavera y principios del verano de 1853 con un coste de 15 000 riksdalers, y la estación telegráfica de Estocolmo se trasladó al Palacio de Axel Oxenstierna. El primer telegrama de prueba se envió ya el 16 de julio, y en otoño la línea se abrió al tráfico libre para que el personal pudiera practicar. Ya entonces se produjo un importante intercambio de información sobre la grave epidemia de cólera del mismo otoño. El 1 de noviembre de 1853 se inauguró oficialmente la línea. El gobernador von Kræmer envió el primer telegrama al rey Óscar I. El telegrama decía:

¡Hurra por el rey!, son las palabras que traigo.
¡De mis sentimientos un intérprete eléctrico!
No hay más impedimento para las alas de las palabras.
Y no hay distancia entre el rey y el pueblo.

Para la explotación de la red, se creó la Kongl. Elecktriska Telegraf-Werket con Akrell como director. Tras el éxito de la inauguración, Akrell y von Heland realizaron un viaje de estudios a Dinamarca y Alemania para conocer mejor el funcionamiento de la empresa y la organización del tráfico internacional. No en vano, debido a la Guerra de Crimea, que también comenzó en 1853, se consideró importante tener conexiones con el extranjero lo antes posible, por lo que en marzo de 1854 se inició la continuación de la línea de Upsala hasta Malmö y ya el 4 de julio había llegado a Gotemburgo y el 1 de enero de 1855 la línea se conectó a la red telegráfica europea mediante un cable marítimo entre Hildesborg y Vedbæk.
En 1856 había llegado a Gävle en la ruta del norte, y en 1858 habían 66 estaciones telegráficas. En 1860 se inauguró una nueva conexión internacional entre Haparanda y Tornio y hasta Helsinki y Rusia. Paralelamente a las construcciones de la compañía de telégrafos, empresas privadas tendían cables submarinos, por ejemplo a Rusia y al Reino Unido, donde la compañía de telégrafos compraba en capacidad. La más importante de estas empresas era Det Store Nordiske Telegraf-Selskab, fundada en 1869, que además de los cables submarinos explotaba redes en varios otros países. En 1866, la red europea se conectó con Estados Unidos mediante el primer cable atlántico en funcionamiento, y en 1870 se completó la línea Londres-Calcuta.

#### Consolidación

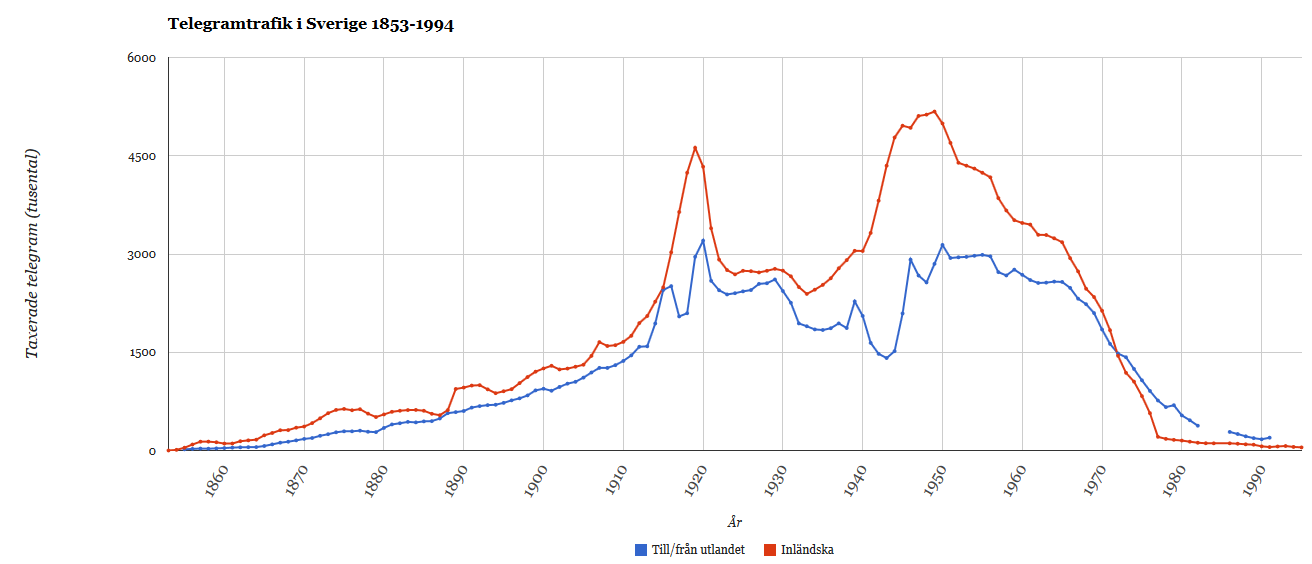
Tráfico de telegramas en Suecia 1853-1994.

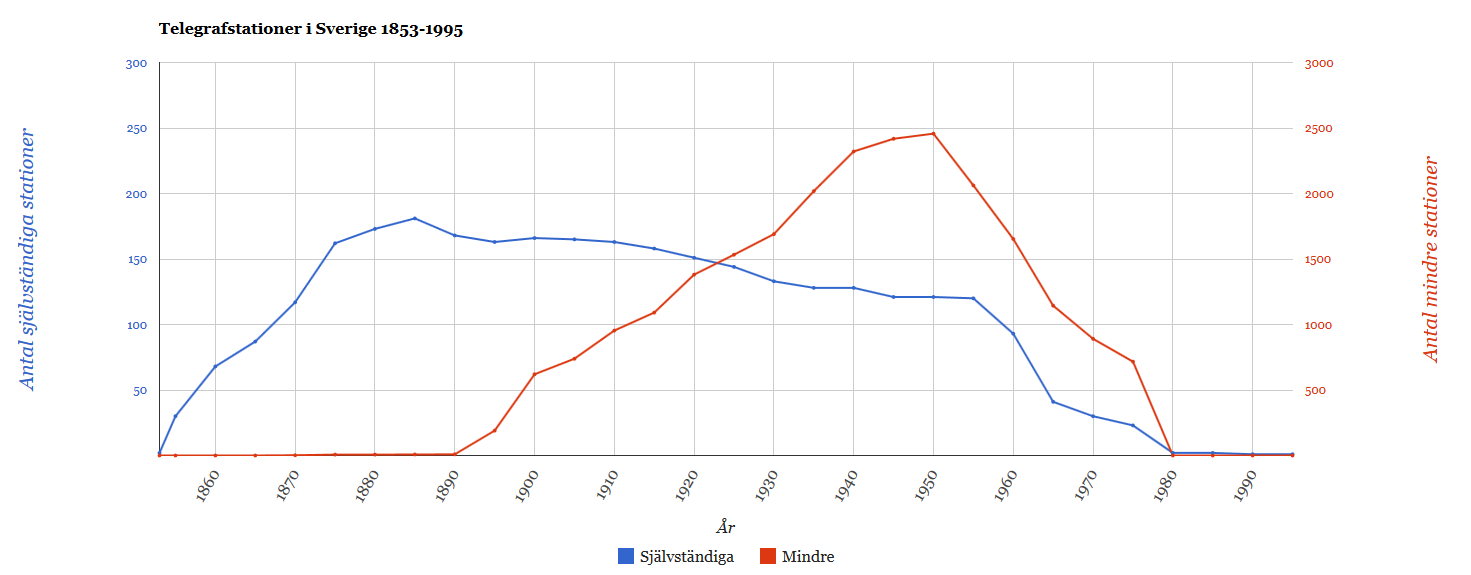
Estaciones telegráficas independientes y pequeñas en Suecia 1853-1995.

A principios de la década de 1880, la red de telégrafos cubría gran parte del mundo y también conectaba una parte importante de las ciudades suecas. La expansión continuó, pero los primeros trabajos experimentales se acabaron y el trabajo se volvió más rutinario. En 1881, el telégrafo óptico había cumplido finalmente su función y se cerró. Durante la década, el teléfono también empezó a ganar terreno en Suecia. La Administración Telegráfica Sueca se mostró inicialmente prudente, pero en los lugares donde se formaron sociedades telefónicas privadas, el tráfico de telegramas podía caer hasta un 60 %, lo que se consideró grave. A finales de la década de 1880, se inicia la construcción de redes telefónicas y varias estaciones telegráficas se convierten en estaciones telefónicas nacionales, lo que en la práctica significa que los telegramas se transmiten por teléfono a estas estaciones. Aunque el teléfono era un competidor del telégrafo, permitía a los abonados telefónicos llamar para enviar sus telegramas, lo que a su vez aumentaba el tráfico de telegramas.
Con el aumento del tráfico, también fue necesario el desarrollo técnico. Se introdujo una forma de telegrafía de alta velocidad, el sistema Wheatstone, primero en las líneas internacionales, pero finalmente también dentro del país. Esto permitió casi cuadruplicar la capacidad de las líneas. Para agilizar aún más el tratamiento de los telegramas, se empezaron a utilizar los equipos desarrollados por Frederick George Creed. Estos dispositivos traducían las señales de voz directamente en texto impreso en una tira de papel. Para aumentar el número de hilos, se introdujo la fantasmatización en los hilos, aumentando su capacidad en ⅓.
Un paso importante que se dio durante este periodo fue la introducción de la telegrafía sin hilos. En 1899, la armada había comenzado a proporcionar telegrafía sin hilos a sus barcos y pronto muchos de los buques de guerra estaban equipados con radiotelegrafía. El tráfico para uso civil comenzó en 1910, y en 1911 la Administración Telegráfica Sueca puso en marcha su primera estación costera en Nya Varvet, en Gotemburgo. El tráfico radiofónico con el extranjero se realizó por primera vez en un enlace radiofónico entre la estación costera de Boden y Rusia en 1917. La radiotelegrafía con el extranjero adquirió gran importancia, especialmente durante las Guerras Mundiales, cuando la Estación Telegráfica de Estocolmo era a menudo la única ruta viable, por ejemplo para el tráfico entre las capitales vecinas de Bucarest y Sofía. Después de la Primera Guerra Mundial, el tráfico hacia Estados Unidos aumentó, pero las conexiones por cable existentes se utilizaron mucho. Así pues, el 1 de diciembre de 1924 se inauguraron los servicios de la RCA en la recién construida estación de onda larga de Grimeton, a las afueras de Varberg. Durante la Segunda Guerra Mundial, Grimeton era el único enlace de Suecia con Estados Unidos, ya que todo el tráfico por cable estaba cortado. Con el tiempo, también se introdujo el tráfico de telegramas por onda corta con transmisores primero en Grimeton, más tarde también en Hörby, Borlänge y Karlsborg, y con la principal estación receptora en Vallby, a las afueras de Enköping.
La red fija de radiotelegrafía de onda corta se dimensionó inicialmente para el rápido aumento del tráfico de telegramas durante y poco después de la Segunda Guerra Mundial, pero posteriormente se destinó principalmente a fines de emergencia. El último enlace regular internacional de telegrafía de onda corta, con Ciudad Ho Chi Minh (Saigón), se cerró en 1991.
En colaboración con la Asociación Nacional Sueca contra la tuberculosis, los lyxtelegramas se lanzaron en 1912. El tráfico con telegramas lyx creció rápidamente, y durante gran parte del siglo XX representó la mayor parte de todo el tráfico nacional, hasta el 80 %. A medida que el número de telegramas enviados aumentaba durante los días festivos y otras festividades, el telégrafo se enfrentaba constantemente a un difícil problema de personal.
Otro avance tecnológico de la primera mitad del siglo XX fue la introducción de los teletipos. En la década de 1930 se introdujeron las primeras máquinas de escribir de banda, pero pronto se pasó a máquinas que escribían sobre papel en una banda continua. En 1948 se cerró la última conexión matinal, la línea Haparanda-Tornio. Para aumentar la capacidad de la red y coordinarla con la red telefónica, que crecía más rápidamente, se introdujo la telegrafía por tonos, un tipo de sistema de frecuencia portadora, en el que una conexión telefónica podía utilizarse para varias conexiones telegráficas.
Al principio, un telegrama debía pasar por todas las estaciones de la línea antes de llegar a su destino, pero al principio el tráfico se centralizó en unos pocos centros de retransmisión, los más grandes de los cuales eran Estocolmo, Gotemburgo y Malmö. Así, los teletipos de las estaciones estaban conectados directamente con los centros de conmutación. Esto significaba que los telegramas entre dos ciudades vecinas debían seguir enviándose a través de la central, lo que suponía un gran trabajo de recableado de las centrales. En un experimento realizado en el sur de Suecia, las estaciones de telégrafo estaban conectadas a la red de télex, por lo que podían conectarse directamente a la máquina de télex de la estación de dirección. El experimento tuvo éxito y se introdujo en todo el país, a pesar de la necesidad de equipos más caros en las estaciones. Un tipo de servicio similar en las líneas internacionales, Gentex, se introdujo en 1960 para los Países Bajos y se expandió rápidamente a partir de entonces.

#### Decadencia y liquidación
Los telegramas se convirtieron en un medio popular de enviar mensajes una vez que los precios del telégrafo bajaron lo suficiente. El tráfico aumentó lo suficiente como para impulsar el desarrollo de sistemas automatizados: teleimpresoras y transmisión por cinta perforada. Estos sistemas dieron lugar a nuevos códigos telegráficos, empezando por el código Baudot. Sin embargo, los telegramas nunca pudieron competir en precio con el correo postal, y la competencia del teléfono, que eliminó su ventaja de velocidad, llevó al telégrafo a la decadencia a partir de 1920. A finales del siglo XX, las pocas aplicaciones telegráficas que quedaban fueron sustituidas en gran medida por las alternativas de internet.
El tráfico de telegramas alcanzó su punto álgido en los años 1950, pero a partir de entonces empezó a perder dinero. La mejora y el abaratamiento de las conexiones telefónicas nacionales hicieron que muchas personas eligieran el teléfono en lugar de los telegramas para los mensajes de larga distancia, y muchas empresas adquirieron télex y pudieron comunicarse directamente entre sí de esta manera. El desarrollo económico del telégrafo también dio un giro en esta época. Había un gran número de estaciones telegráficas en la red con poco tráfico. Esto significaba que el telegrafista de estas estaciones no podía ser utilizado de forma óptima. Por ello, durante los años 1950 y años 1960, unas 90 estaciones se convirtieron en oficinas de despacho de telégrafos, que utilizaban el teléfono de la estación telegráfica propia más cercana para su tráfico. Además, la llamada de telegramas se centralizó en unas pocas estaciones grandes. Televerket también empezó a colaborar con la Oficina de Prensa para el envío y la entrega de telegramas en unas 160 localidades.
La Estación de Telégrafos de Estocolmo se encontraba en Kvarteret Æolus en Gamla Stan desde 1871. Como las instalaciones estaban anticuadas y habían sido criticadas repetidamente por las autoridades de salud y seguridad laboral, se encargó a Ivar Tengbom que rediseñara las instalaciones. La reconstrucción tuvo lugar entre 1951 y 1960, y cuando se terminó Estocolmo contaba con una de las estaciones telegráficas más modernas del mundo, a pesar de que los costes eran casi seis veces superiores al presupuesto. Todo el equipo técnico era nuevo, y el edificio contaba con un intrincado sistema de postes tubulares y cintas transportadoras para trasladar los telegramas entre las distintas oficinas de despacho. Además, se construyó un poste tubular de 1250 m de longitud hasta la estación de telégrafos del ramal en la Calle Birger Jarl.
Sin embargo, el movimiento de telegramas seguía registrando pérdidas a pesar del aumento de las tarifas, por lo que, para reducir la manipulación manual y centralizar aún más el tráfico, se introdujo el sistema informático ATESTO en 1974. Un gran número de enlaces telegráficos estaban conectados a él y el sistema reenviaba automáticamente la mayor parte del tráfico.
A pesar de estas racionalizaciones, y a pesar de las campañas publicitarias de 1974 y 1975, el tráfico disminuyó y los costes aumentaron. El 3 de mayo de 1977 se llevó a cabo una importante reforma, basada en la llamada "Investigación del Telégrafo" de 1972. Esta reforma suprimió completamente los telegramas de caja, y prácticamente toda la entrega de telegramas y la entrega de telegramas en escotillas. Sin embargo, los destinatarios que no tenían teléfono podían ser convocados a la recepción de telegramas en taxi. El destinatario tenía que llamar a la sala de telegramas para que le leyeran el telegrama. Sobre todo, todo el tráfico de telegramas se concentraba en dos estaciones, Estocolmo y Gotemburgo. Esto supuso la desaparición de 700 estaciones telegráficas en el país. Muchos de ellos habían tenido un tráfico mínimo.
Tras esta reforma, el telegrama se comercializó como último recurso. Esto hizo que el tráfico nacional se redujera a más de la mitad, principalmente debido a la desaparición del telegrama. Al mismo tiempo, se introdujo el soporte informático en la sala de telegramas, de modo que los telegramas se introducían directamente en el sistema ATESTO.
La demanda de los lyxtelegramas por parte del público continuó, por lo que en 1984 se reintrodujeron en forma de carpeta de lujo. Era un telegrama normal en una cubierta decorada. En 1986 se cerró definitivamente la estación telegráfica de Gotemburgo, dejando a Estocolmo como la estación telegráfica restante. En 1988, el servicio cambió su nombre por el de TeleOperatören, y otros servicios de texto se agruparon también bajo ese nombre. Los telegramas y la citación de los taxis se interrumpieron en 1990. Al año siguiente, 1991, ATESTO había cumplido su función y fue sustituido por Meritel, un sistema unificado para todo el tráfico de texto. En 1993, la estación telegráfica se trasladó de Kvarteret Æeolus a Jakobsbergsgatan 16-22, junto con otros teleservicios manuales de Telia. El negocio de telegramas se vendió en 1996 a la empresa Rikstelegram AB de Gotemburgo..
Durante los años 1990, el servicio fue subvencionado por el gobierno, pero en septiembre del 2001 éste decidió poner fin a la subvención. En ese año, el tráfico ascendió a unos 3600 telegramas de salida y unos 5600 de entrada (sin contar los lyxtelegramas, que se vendieron a Rikstelegram). Los destinos más frecuentes este año fueron Italia, Yugoslavia, Polonia, España y el Reino Unido, y el tráfico de entrada procedió principalmente de Cuba, Irak, Italia, Yugoslavia, Polonia y Rumania. El 5 de febrero del 2002, Telia anunció que el servicio de telegramas internacionales y nacionales se suprimiría a partir del 1 de mayo del mismo año y que las necesidades de los clientes en materia de comunicaciones de texto se satisfacían con métodos más baratos y modernos, como el fax, el correo electrónico y los SMS.

### Tailandia
A partir del 30 de abril del 2008, la red telegráfica de Tailandia quedó desconectada. Estaba en funcionamiento desde 1875.

### Unión Soviética

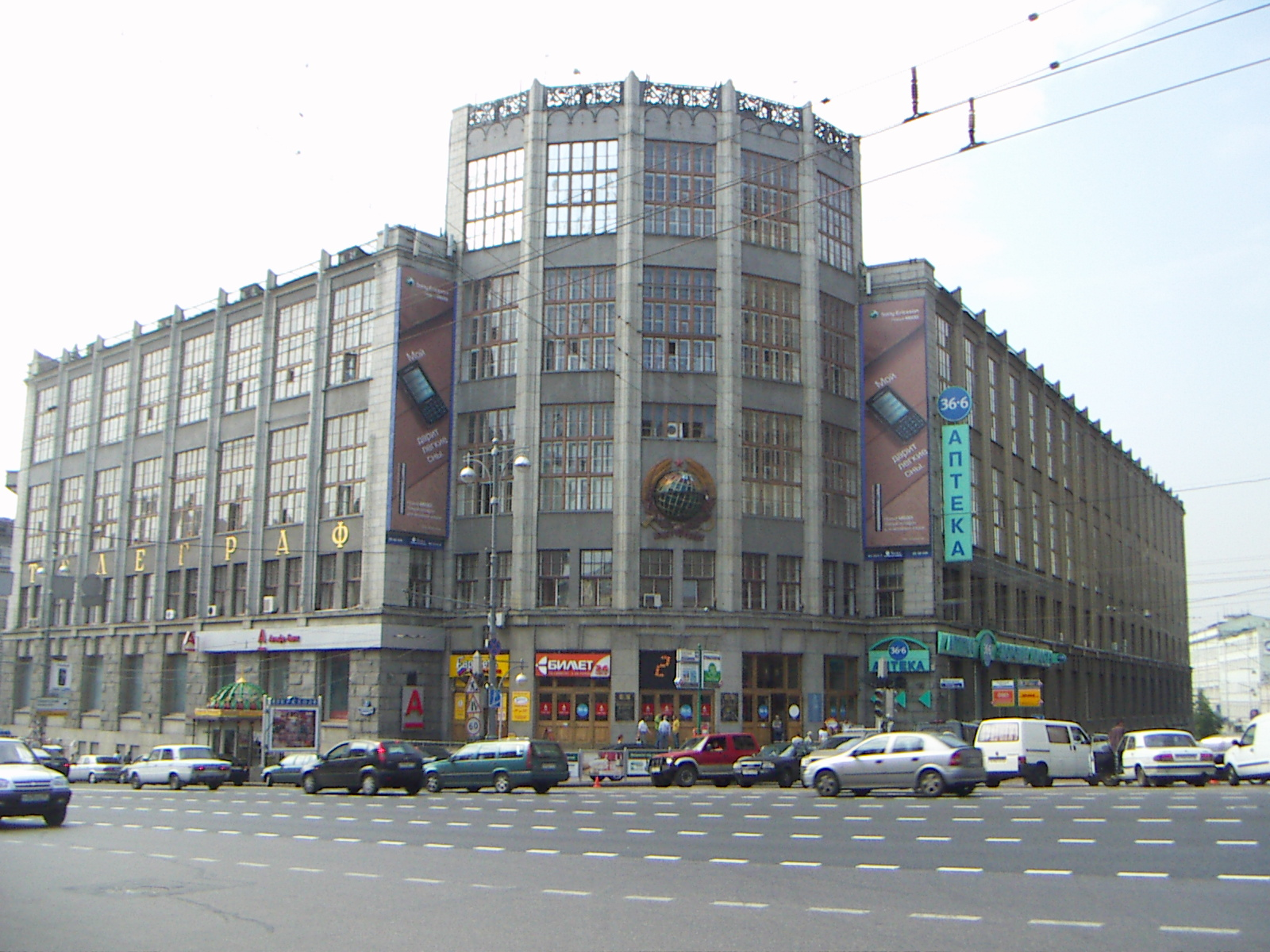
Central Telegráfica en Moscú.

Muchas oficinas de correos disponían de máquinas telegráficas. Para enviar un telegrama, había que rellenar un formulario especial; en los años 1980, el coste por palabra de los telegramas ordinarios era de 5 kopeks y de 20 kopeks para los urgentes, por lo que los telegramas se escribían en "estilo telegráfico": de forma concisa y omitiendo las preposiciones, para ahorrar dinero. El empleado de la sucursal contaba el número de palabras escritas en el formulario y aceptaba el pago; tras entregar al remitente un recibo por el pago, el formulario se entregaba al telegrafista (operador de teletipo).
La red de teletipo era una red de transmisión de datos por marcación similar a la red telefónica: existía una conexión bidireccional permanente entre las partes receptora y transmisora mientras duraba la transmisión, por lo que, para reducir el tiempo de comunicación, se utilizaba una preparación previa de los datos. El telegrafista escribía el texto del formulario recibido en el teclado del teletipo y recibía un telegrama en código Baudot a la salida de la cinta perforada de teletipos. A continuación, se utilizaba un libro de referencia para determinar el código telegráfico de la oficina del destinatario (que no coincidía con el código postal), y se establecía la conexión con esta oficina mediante el marcador del panel del teletipo. La tarjeta perforada preparada en el paso anterior se introducía en el lector de perforaciones de teletipo y, a continuación, el teletipo del remitente la reproducía a una velocidad comparativamente alta, transmitiendo al mismo tiempo los datos al teletipo del destinatario, tras lo cual se terminaba la conexión.
El texto impreso se preparaba para su entrega en la oficina de correos del destinatario (se pegaba una cinta o una hoja de papel sobre un membrete o una tarjeta de felicitación) y se entregaba a un cartero especial, un portador de telegramas, que lo entregaba inmediatamente en la dirección indicada en el telegrama.

### Mundo
Al 15 de mayo del 2011, 205 países están registrados como conectados operativamente al servicio de telegramas.
En el 2014, se enviaron alrededor de 17 000 000 de telegramas en todo el mundo.

## Impacto social
Al principio, el telégrafo era caro, pero tuvo un enorme efecto en tres industrias: las finanzas, los periódicos y los ferrocarriles. La telegrafía facilitó el crecimiento de las organizaciones «en los ferrocarriles, consolidó los mercados financieros y de materias primas y redujo los costes de información dentro de las empresas y entre ellas». En Estados Unidos había entre 200 y 300 bolsas de valores antes del telégrafo, pero la mayoría de ellas eran innecesarias y poco rentables una vez que el telégrafo facilitó las transacciones financieras a distancia y redujo los costes de transacción.: 274–75  Este inmenso crecimiento de los sectores empresariales influyó en la sociedad para que adoptara el uso de los telegramas una vez que el coste se redujo.

## Significado
Con el tiempo, los telegramas han llegado a tener un significado ceremonial, especialmente en los días de fiesta. La Corte Real sigue enviando telegramas de felicitación a varios países. En relación con las celebraciones de bodas, se dice, ahora de forma irregular, que se leen los telegramas, en referencia al hecho de que el mensaje suele estar escrito en una tarjeta de felicitación tipo telegrama preimpreso, aunque no tenga que haber sido entregado a través de un servicio de telegramas.[cita requerida]
Como cada palabra costaba dinero en un telegrama, con el tiempo se ideó un estilo de telegrama, caracterizado por oraciones reducidas a las palabras más importantes, cuando a menudo se pueden omitir los verbos auxiliares y las palabras pequeñas.[cita requerida]

## Otros significados
El telégrafo rápido, con sus telegramas cortos, creó nuevas condiciones para la difusión de noticias. La palabra "telegrama" adquirió así un significado relacionado, como una noticia breve transmitida por una agencia de noticias o una oficina de telegramas, como la Tidningarnas Telegrambyrå, TT. La palabra también pasó a designar una nota breve en los noticiarios de radio y televisión. El presentador de las noticias puede llamarse entonces editor de telegramas.

## Otros significados en campos especiales

### Informática
En informática, se suele utilizar el término telegrama de datos (también datagrama). Aunque sirven para transmitir mensajes, no son telegramas en el sentido clásico. Los telegramas de datos son conjuntos de datos estandarizados que se transmiten digitalmente (y, normalmente, en serie) y se utilizan sobre todo para fines de telecontrol y control en la automatización de sistemas. Por ejemplo, la información de bits que el transmisor de señales horarias DCF77 envía en un minuto forma un telegrama. Véase también: paquete de datos.

### Tecnología ferroviaria
El caso de aplicación de los telegramas de información es la transmisión de datos entre los equipos de línea (gestor de línea LZB, baliza) y los equipos del vehículo (antena LZB, antena/bucle de baliza).

## Formulario
Un telegrama consta de tres partes:
- La introducción oficial o "encabezamiento" con la oficina de expedición, un número de serie, el recuento de palabras y la fecha y hora de adopción y cualquier observación de servicio como "urgente", "lx" (entrega en un formulario de lujo).
- La dirección de envío.
- El contenido y cualquier firma.

Dado que los telegramas de pago completo se pagan por palabra, es importante que el texto sea lo más breve posible (estilo telegrama). Los signos de puntuación, como los puntos y las comas, se consideran palabras adicionales y, por lo tanto, raramente se utilizan.
A menudo se dice que esta fue una razón para utilizar la palabra STOP en lugar de un punto final. Pero la palabra STOP también había que pagarla. Aunque casi todo el mundo asocia un texto con la palabra STOP a un texto de telegrama, no parece que esto ocurra muy a menudo en la práctica. Existe la teoría de que el STOP se utilizaba principalmente en los telegramas militares para redondear una frase con claridad y evitar así malentendidos.
Los telegramas locales también se enviaban por tubos neumáticos en la segunda mitad del siglo XIX, cuando grandes ciudades como Berlín, París, Londres y Nueva York disponían de esta red.

## Formato del telegrama
Los telegramas siguen un formato específico según los protocolos establecidos por la Unión Internacional de Telecomunicaciones. Un ejemplo de un telegrama correctamente formateado es el siguiente:
```
ZCZC UNNO1726 QBA044 HPG2771
NOXX CO GBXX 012
LONDON 12/12 29 2124

KARI NORDMANN
KONGENS GATE 105
0153 OSLO

GRATULERER MED NY JOBB.
   OLA

NNNN
```

### Primera fila: recta numérica
La línea de numeración (numbering line en inglés) siempre comienza con ZCZC que indica el comienzo del telegrama. Luego siga los números de secuencia del canal del telegrama, de los cuales el primero (UNNO1726) lo da la última oficina de telegramas antes de la entrega al destinatario, y el último (HPG2771) lo da la oficina de telegramas que recibió el pedido. del remitente. Cualquier otro número de secuencia de canal (QBA044) indica las oficinas de telegramas a través de las cuales el telegrama ha pasado por el sistema de reenvío internacional.

### Segunda fila: línea piloto
La línea piloto (pilot line en inglés) comienza con el indicador de destino (NOXX), luego el indicador de prioridad y tarifa (CO), luego el indicador de originador (GBXX), y finalmente el número de palabras pagables.

### Tercera fila: línea de apertura
La línea de preámbulo (preamble line en inglés) comienza con el nombre de la oficina de telegramas que reenvió el telegrama al remitente. Luego ingrese el número de palabras reales (usualmente se incluye el destinatario con la dirección postal) a la izquierda de una barra oblicua, luego el número de palabras pagables. Luego ingrese la fecha del telegrama (solo el día, no el mes ni el año), seguida de la hora de registro en la oficina de telegramas del remitente.

### Destinatario, dirección postal, mensaje
Después de las primeras tres líneas, se ingresa el destinatario con la dirección postal, luego el mensaje en sí. El telegrama siempre termina con NNNN que indica el final del telegrama.

## Mediación

### Presentación
Al principio, todos los telegramas se entregaban en la oficina de envíos telegráficos. El remitente anotaba el telegrama en un formulario especial, un operador de telégrafos lo recibía, lo evaluaba y cobraba la tarifa. Con el desarrollo de la tecnología llegaron otros métodos de presentación. Los telegramas podían llamarse a la sala de telegramas y los abonados al télex también podían enviar sus telegramas por fax. En Suecia, la presentación de la escotilla desapareció en 1977, pero los otros métodos de presentación continuaron hasta que se interrumpió el servicio. Se llamó a la sala de telegramas en el teléfono 020-0020.
Los telegramas solían cobrarse con una tarifa básica y por palabra. La tasa se pagaba en la caja o se cargaba al abono telefónico o de télex proporcionado.[cita requerida]

### Promoción
Una vez recibido y valorado el telegrama, se transmitía por telégrafo, télex o teléfono a la estación de dirección. A menudo, un telegrama tenía que pasar por una o más estaciones de tránsito en su camino a la estación de dirección.
La transmisión seguía protocolos específicos, que variaban según el medio utilizado. En el caso de una expedición de ingeniería genética, un telegrama podría ser así:
```
ZCZC LPA264 LGE906 PLG408
FRXX CO GBLG 020
LONDON/LG 20 26 1405

DUPONT
15 RUE DE LA REPUBLIQUE
NANTES

JOHN AND SUE LEAVE BY ROAD TODAY EXPECTED TO ARRIVE
EARLY TOMORROW
   DAD

NNNN
```

La primera línea se llama línea de numeración. Siempre comienza con el texto ZCZC, que indica el inicio del telegrama. A continuación se indica el número de serie del telegrama de la estación emisora y de las estaciones que pasan por la ruta de los telegramas en tránsito.
La segunda línea, línea piloto, sólo aparece cuando el telegrama ha sido gestionado por sistemas de relés automáticos. Comienza con el indicador de destino del telegrama, tal como se define en la Recomendación F.32 del UIT-T. Los dos primeros caracteres del indicador de destino muestran el país y el operador, los dos últimos pueden utilizarse para indicar una estación telegráfica específica dentro del país o XX si sólo hay una estación. A continuación, un código de dos dígitos que contiene la prioridad y la tarifa del telegrama. El siguiente código es el indicador de designación de la estación de origen según F.32, y finalmente sigue el número de palabras tarifadas.
La tercera línea se llama línea de preámbulo y comienza con el nombre de la estación de salida. A continuación, se indica el número de palabras del telegrama y la fecha y la hora en que se envió el telegrama.
A una línea en blanco le sigue la dirección del telegrama, el texto propiamente dicho y, por último, la firma. El telegrama siempre termina con NNNN, indicando que la transmisión está completa.
Si la transferencia se hacía mediante un teletipo o un código Morse, el formato podía ser diferente, pero el principio era el mismo. Los telegramas con el mismo lugar de entrega y la misma dirección se llamaban telegramas locales y se transmitían con una tarifa reducida. Este tráfico consistía principalmente en telegramas de lujo.

### Entrega
Los telegramas se repartían por correo, télex, teléfono o por medio de mensajeros llamados portadores de telegramas o asistentes de estación. Los telegramas entregados con la marca PA, abreviatura de French estafette payée, significaban que el mensajero ya había sido pagado.

## Tipos especiales de telegramas
A un telegrama se le podían asignar diferentes denominaciones, que afectaban al precio y a la rapidez con la que el telegrama llegaba al destinatario. A lo largo de los años ha habido una gran variedad de tipos y las denominaciones han variado. A continuación, los más recientes.
La clase del telegrama describía el contenido y los corresponsales.
- SVH — telegramas destinados a proteger la vida humana en el ámbito marítimo o de la aviación.
- SVH — telegramas destinados a proteger la vida humana en peligro en el mar, en tierra, en el aire o en el espacio y, desde la OMS, relativos a epidemias. Estos siempre se enviaban antes que los demás telegramas.
- ETATPRIORITE y ETAT — los telegramas de Estado con y sin derechos preferentes sólo podían ser enviados por jefes de Estado, jefes de Gobierno, comandantes en jefe, diplomáticos y determinados organismos de la ONU.
- OBS — telegrama meteorológico.
- RCT — telegramas relativos a las personas que gozan de protección en virtud de los Convenios de Ginebra.
- A — telegramas de servicio intercambiados entre administraciones de telecomunicaciones.

Para los telegramas de servicio, a menudo se utilizaba una lista de códigos de cinco dígitos, por ejemplo NOVEF = mal oído en el teléfono.[cita requerida]
- POSTFIN — giros telegráficos, un tipo de servicio de pago telegráfico en el que el destinatario recogía el dinero en una oficina de correos determinada.
- LT — carta telegrama, que era un tipo de telegrama con descuento que podía tardar más en llegar.
- LTF — carta telegrama del gobierno.
- CONFERENCE — telegrama con derechos preferentes en relación con las conferencias de la UIT.

Todos los demás telegramas se llamaban telegramas privados.
El telegrama también podía ser transportado por servicios especiales adicionales:
- URGENT — telegrama urgente, que fue llevado antes que otros telegramas.
- LX y LXDEUIL — telegrama de texto y telegrama de texto de condolencia respectivamente.

- TFx — llamado al número de teléfono x.
- TLXx — enviado por télex al número x.
- FAXx — enviado por fax al número x.[64]

Ejemplos de otras clases y servicios que existen desde hace más tiempo:
- RP — respuesta pagada.
- TC — cotejo solicitado, lo que significa que el telegrama completo fue telegrafiado de vuelta para asegurarse de que fue transmitido correctamente.
- PC — recibo.
- SEM — telegrama de señales, se transmitía a los barcos desde una estación de señales en tierra utilizando el alfabeto semáforo.
- TR — télégraphe restante, un equivalente de poste restante que significaba que el destinatario tenía que recoger el telegrama en una estación de telégrafo.
- MP — mains propres, endoso en los telegramas que, según el remitente, no puede entregarse a nadie más que al destinatario personalmente.
- Nuit — también disponible en horario nocturno.
- Presse, telegrama de prensa, se utilizaba para los telegramas dirigidos a los periódicos y a las agencias de noticias y estaba destinado a ser publicado en un periódico.[64]

## Regulación
El Servicio Público Internacional de Telegramas está regulado por las normas establecidas por la Unión Internacional de Telecomunicaciones. Los protocolos clave son los siguientes:
F.1-F.19: Métodos de explotación del servicio público internacional de telegramas.
F.30-F.39: Conmutación de mensajes.

## Decoración
La forma más común de telegrama utilizada hoy en día es el telegrama decorativo para transmitir felicitaciones o condolencias. El envío de telegramas decorativos comenzó en Finlandia en 1922, cuando se introdujeron los llamados "telegramas brillantes" en beneficio de la Liga de Bienestar Infantil del General Mannerheim. Más tarde, se introdujeron formularios de joyería para otras organizaciones benéficas, como la Asociación de Enfermedades del Corazón y la Asociación de Lucha contra la Tuberculosis.

## Uso
El uso de los telegramas para las telecomunicaciones alcanzó su punto máximo a mediados del siglo XX y luego disminuyó gradualmente. Por ejemplo, la empresa Western Union, que transmitía mensajes de texto por telégrafo durante 50 horas, suspendió este servicio el 27 de enero del 2006.
Vivacom detuvo el servicio a principios del 2005. En cambio, Български пощи (Correos de Bulgaria) comenzará a ofrecer el servicio de fax "Телепоща (correo telefónico)".
En la actualidad, el telegrama ha perdido relevancia y ha sido sustituido por nuevos medios de comunicación más modernos como el télex, el fax, el correo electrónico, etc.

## Tipos de telegramas
Los telegramas se dividen en dos tipos: telegramas ordinarios y telegramas bonitos.[cita requerida] El telegrama ordinario es de color azul claro, mientras que el telegrama bonito es un telegrama que se envía específicamente en determinados días, por ejemplo, las fiestas y el Año Nuevo.

## Telegramas famosos
- Telegrama de Panizzardi, es una petición codificada relacionada con el Caso Dreyfus y descifrada por el equipo de cifrado del Ministerio de Asuntos Exteriores de Francia.
- Telegrama Zimmermann, enviado por el ministro de asuntos exteriores del Imperio alemán, Arthur Zimmermann, el 16 de enero de 1917, al embajador alemán en México, Heinrich von Eckardt. Dio instrucciones al embajador para que se pusiera en contacto con el gobierno mexicano y le propusiera una alianza contra Estados Unidos. Fue interceptado por los británicos y su contenido aceleró la entrada de Estados Unidos en la guerra.
- Telegrama Riegner, enviado por Gerhart M. Riegner, abogado alemán exiliado en Suiza y representante del Congreso Judío Mundial en el país, el 8 de agosto de 1942, al Ministerio de Asuntos Exteriores del Reino Unido y al Departamento de Estado de Estados Unidos, advirtiéndoles del plan nazi de exterminio de los judíos.

## Radiotelegrama

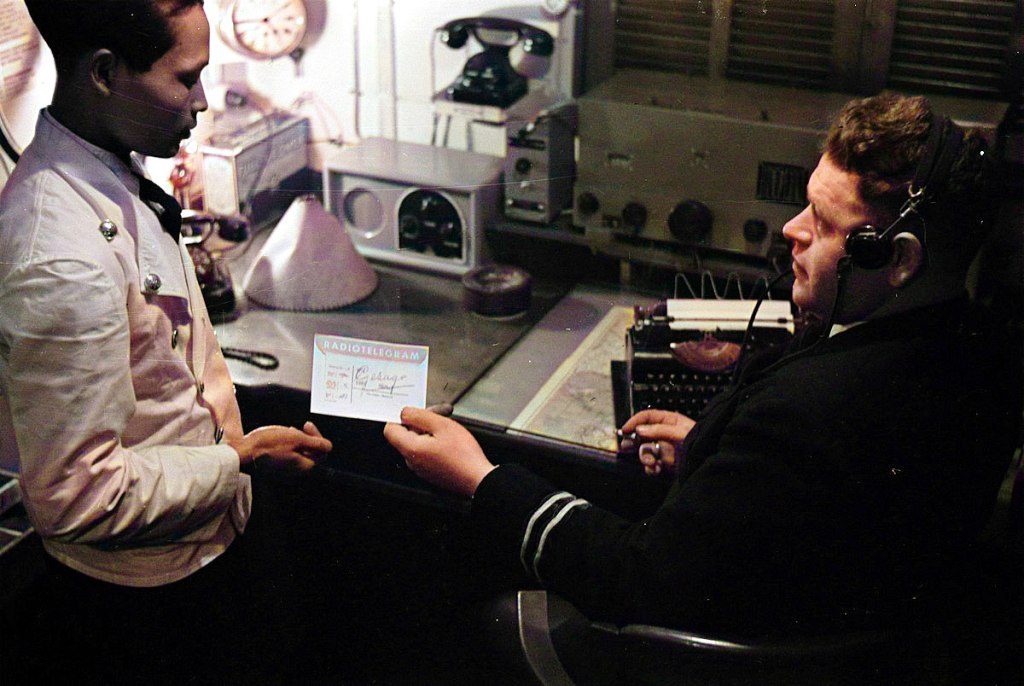
Entrega de un radiotelegrama.

Un radiotelegrama (o radiograma) es una forma de telegrama enviado o recibido por ondas de radio (telegrafía sin hilos), desde o hacia una estación móvil o fija (véase: cablegrama). En la película The Boat That Rocked, todos los presentadores están conectados a tierra firme por un cable de este tipo.
Al igual que los cablegramas y los primeros telegramas, los mensajes comerciales, militares y administrativos de "radio" solían estar codificados por razones de confidencialidad y para reducir el coste de la transmisión. Los bloques, como el YGFA o el 297MT, tenían así un significado preestablecido: (véase: código comercial).

## Denominaciones
En Francia, la reforma tarifaria de 1879 (tarifa aplicada a la tarjeta y ya no según el número de palabras) sobre los telegramas enviados por tubo neumático estableció varios tipos de telegramas, incluidas las tarjetas neumáticas impresas en papel de color azul grisáceo, de ahí el nombre bleu o petit bleu a veces dado a los telegramas. En este sentido, la idea de información rápida del telegrama dio Le Petit Bleu como título a muchos periódicos.

## Desaparición paulatina del telegrama
El éxito del telegrama se ha visto socavado por el télex, el fax, el uso generalizado del teléfono y el correo electrónico (en ese orden). Todavía sobrevive en algunos países, por ejemplo en Estados Unidos, pero no en Western Union, que cesó este servicio allí el 27 de enero del 2006; sólo 21 000 telegramas fueron enviados allí en el 2005, frente a los 200 000 000 de 1929.
En Francia, Orange brindó un servicio llamado "telegrama" hasta el 2018, pero ya no era un mensaje transmitido mediante el telégrafo; el mensaje fue telefoneado o enviado por correo simple sin garantía de entrega dentro de los plazos fijados. El servicio cerró el 30 de abril del 2018 a las 23:59. El último telegrama en Francia fue emitido el 30 de abril del 2018 a las 21:05.
En Bélgica, Proximus, que tenía el monopolio de los telegramas, detuvo este servicio el 29 de diciembre del 2017.
En Suiza, Swisscom, el sucesor de PTT (Poste, Télégraphe, Télécom —correo electrónico, telégrafo, telecomunicaciones—), detuvo la emisión de telegramas en el 2001.

## El telegrama más largo
Durante las frecuentes visitas del rey inglés Eduardo VII a la ciudad de Mariánské Lázne, el político inglés Sir Henry Campbell-Bonnerman se hospedaba a menudo. En septiembre de 1899 mantuvo correspondencia en vivo con Londres sobre los asuntos que condujeron al estallido de las Guerras de los bóeres en el sur de África. A finales de septiembre recibió un telegrama de la comisión británica de Transvaal, ¡que contenía 16 000 palabras! Obviamente, ese fue el telegrama más largo que se aceptó en Mariánské Lázne.

## Dato de interés
En 1930, la agencia Associated Press realizó un interesante experimento relacionado con el telegrama. Se envió un telegrama desde Nueva York alrededor del mundo 2 veces en 2 horas y 5 minutos. Al mismo tiempo, la velocidad de transmisión difiere significativamente en diferentes partes del mundo. Se tarda 4 minutos de Moscú a Pekín, y 13 minutos de París a Ginebra.

## Más datos
- La necesidad de economizar caracteres en los telegramas; el predominio de la poesía en la Dinastía Qing, cuando se exigía la composición de un poema en un examen de Estado para quienes deseaban ingresar en la función pública; el uso de un diccionario de rimas estaba muy extendido y la gente conocía bien la secuencia de caracteres mayúsculos en las categorías de rimas; el predominio del sistema ganzhi; todo ello dio lugar a un fenómeno cultural: el sistema de codificación de la fecha en los telegramas chinos: el número de mes se codificaba con un signo cíclico y el número con la tabla yun.[80][81]
- En 1911, el New York Times decidió llevar a cabo un interesante experimento y enviar un mensaje comercial alrededor de la Tierra. El 20 de agosto, a las 19:00 horas, el despachador envió un mensaje con una simple frase: "Este mensaje debe circunnavegar la Tierra", aunque lo más probable es que la ruta se hubiera planificado de antemano. La velocidad de transmisión entre países era errática, pero después de que el telegrama recorriera más de 30 000 kilómetros y pasara por 16 países, volvió al expedidor de Nueva York en 16½ minutos.
- En 1930, Associated Press llevó a cabo un interesante experimento con telegramas. Un telegrama enviado desde Nueva York dio la vuelta al mundo dos veces en 2 horas y 5 minutos. Al mismo tiempo, la velocidad de transmisión variaba considerablemente: por ejemplo, de Moscú a Pekín, el telegrama tardaba 4 minutos; y de París a Ginebra, 13 minutos.[82]
- Según el Libro Guinness de los récords, el telegrama más caro del mundo es el telegrama de felicitación enviado por N. S. Jruschov a Yuri Gagarin el 12 de abril de 1961, que se vendió por 68 500 dólares en una subasta de Sotheby's en Nueva York el 11 de diciembre de 1993.[83]
- El 28 de noviembre del 2010 se produjo una filtración masiva de cables diplomáticos estadounidenses que comenzaron a publicarse en el sitio web WikiLeaks. El número total de cables diplomáticos confidenciales (despachos, cables)[84] que cayeron en manos del personal de WikiLeaks asciende a más de 250 000 documentos clasificados.[85]

## El telegrama en la cultura popular

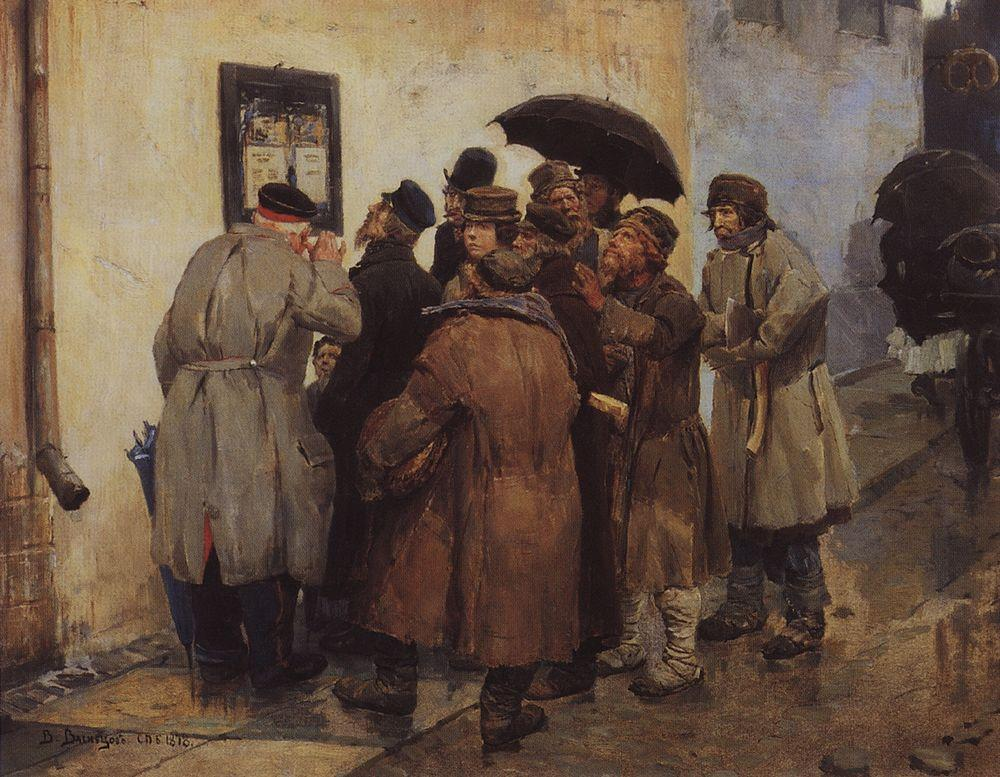
V. M. Vasnetsov Telegrama militar (1878).
Telegramas militares durante la guerra.

- El artista ruso V. M. Vasnetsov pintó el cuadro Telegrama militar (1878).
- En la novela de Mijaíl Bulgákov El maestro y Margarita, el director del Variety, Stepán Lijodeyev, solía enviar telegramas "exagerados" desde Yalta al Variety (en realidad este tipo de telegramas existía, pero no estaba a disposición de los particulares), así como un fototelegrama con una muestra de su caligrafía y firma.[86]
- En la cinematografía:
  - Telegrama — creada por el director Georgy Shcherbakov basándose en la historia homónima de Konstantín Paustovski en los estudios Mosfilm en 1957.
  - Telegrama — película infantil dirigida por Rolan Bykov y rodado en los estudios Mosfilm en 1971.
  - Un telegrama para ti — es una película soviética dirigido por Boris Konunov (1983).
- En el cómic Tres de Prostokvashino, el cartero Pechkin entrega un telegrama a Prostokvashino.
- En la época soviética, la televisión ucraniana emitía un programa musical llamado Telegramas, telegramas, telegramas…
- Hay canciones pop y de autor llamadas «Telegrama»:
  - «Telegrama» (Raimonds Pauls / Mikhail Tanich) — interpretada por Laima Vaikule.
  - «Telegrama» (Igor Nikolayev) — interpretada por Olga Pryadina.
  - «Telegrama» (Oleg Mityaev) — interpretada por el autor.